# Wittelsbach

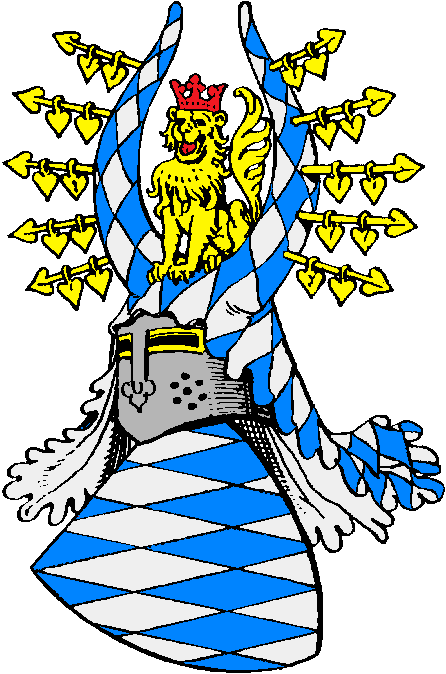
Wappen der Grafen von Bogen, ab 1242 der bayerischen Herzöge aus dem Hause Wittelsbach (um 1300)

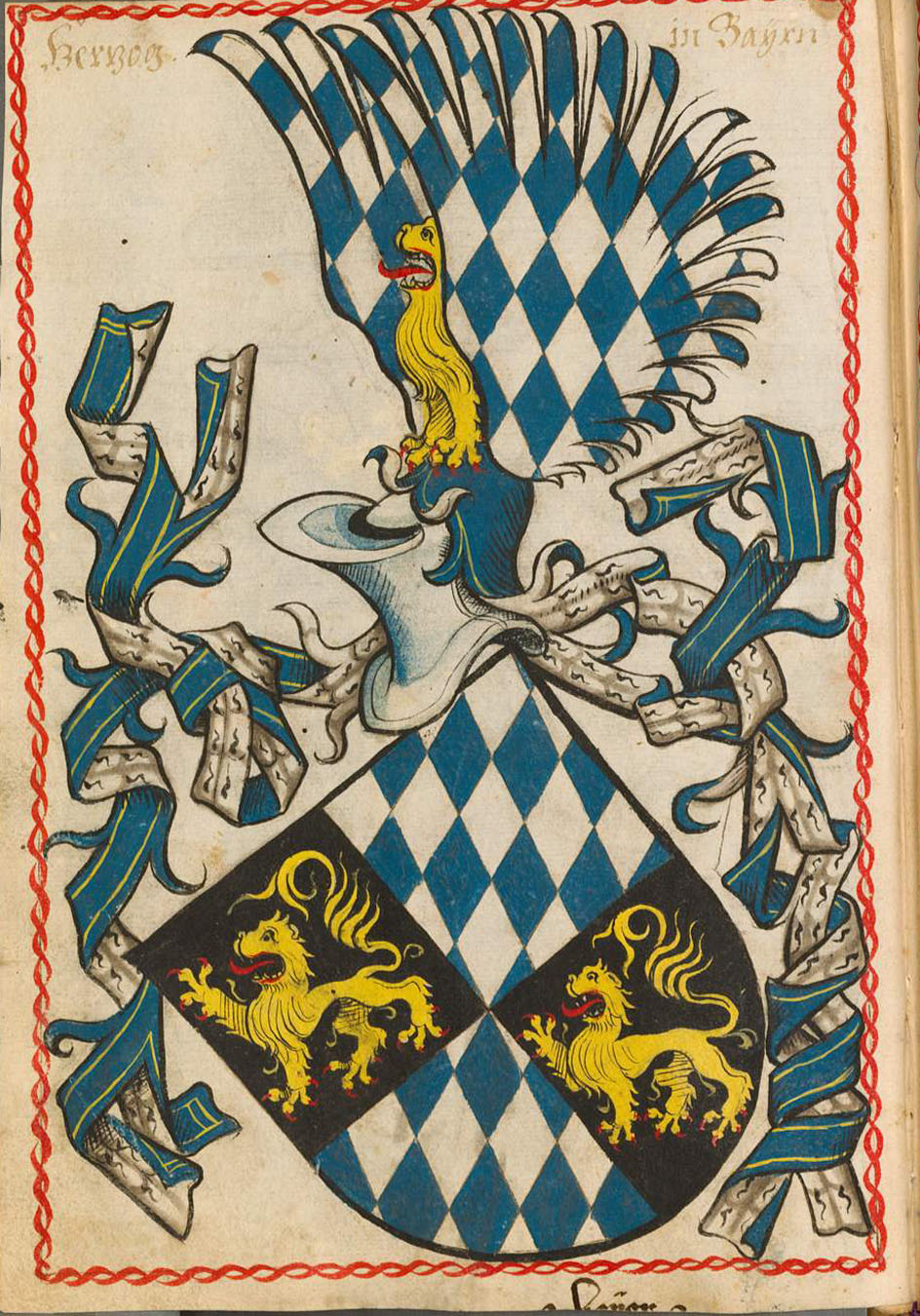
Geviertes Wappen Bayern-Pfalz, Scheiblersches Wappenbuch 1450–1480

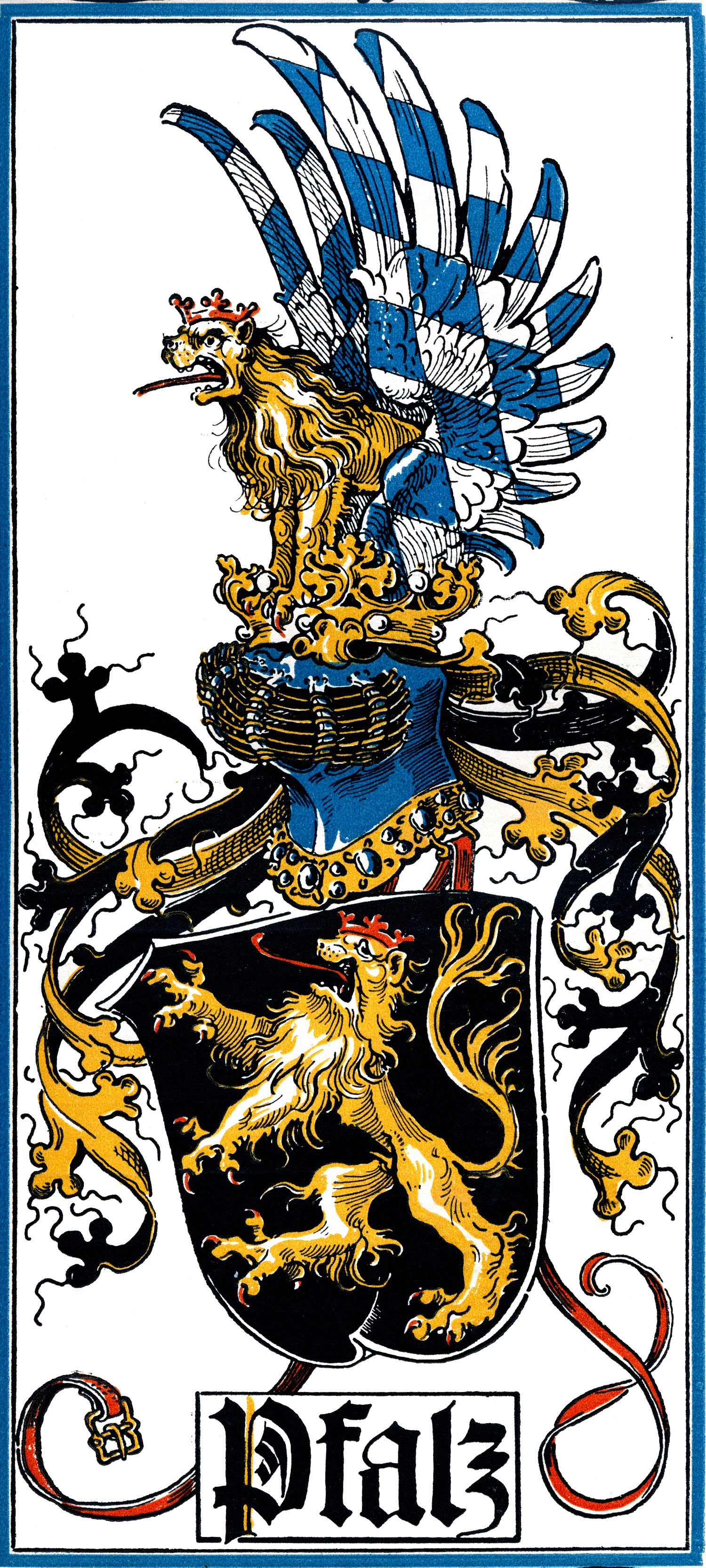
Wappen der Pfalzgrafen bei Rhein von Otto Hupp im Münchener Kalender von 1903

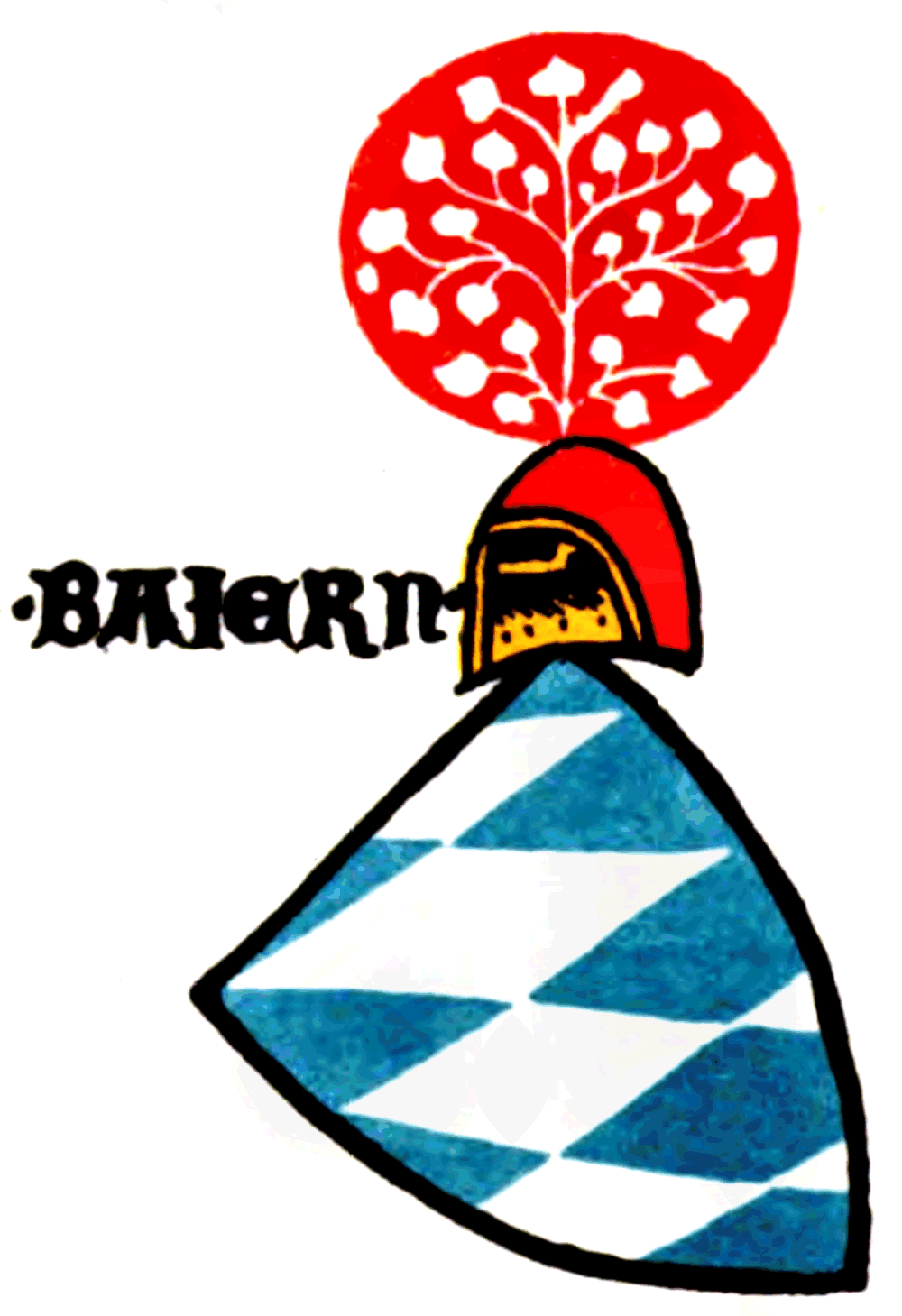
Wappen Baiern, Zürcher Wappenrolle, ca. 1340

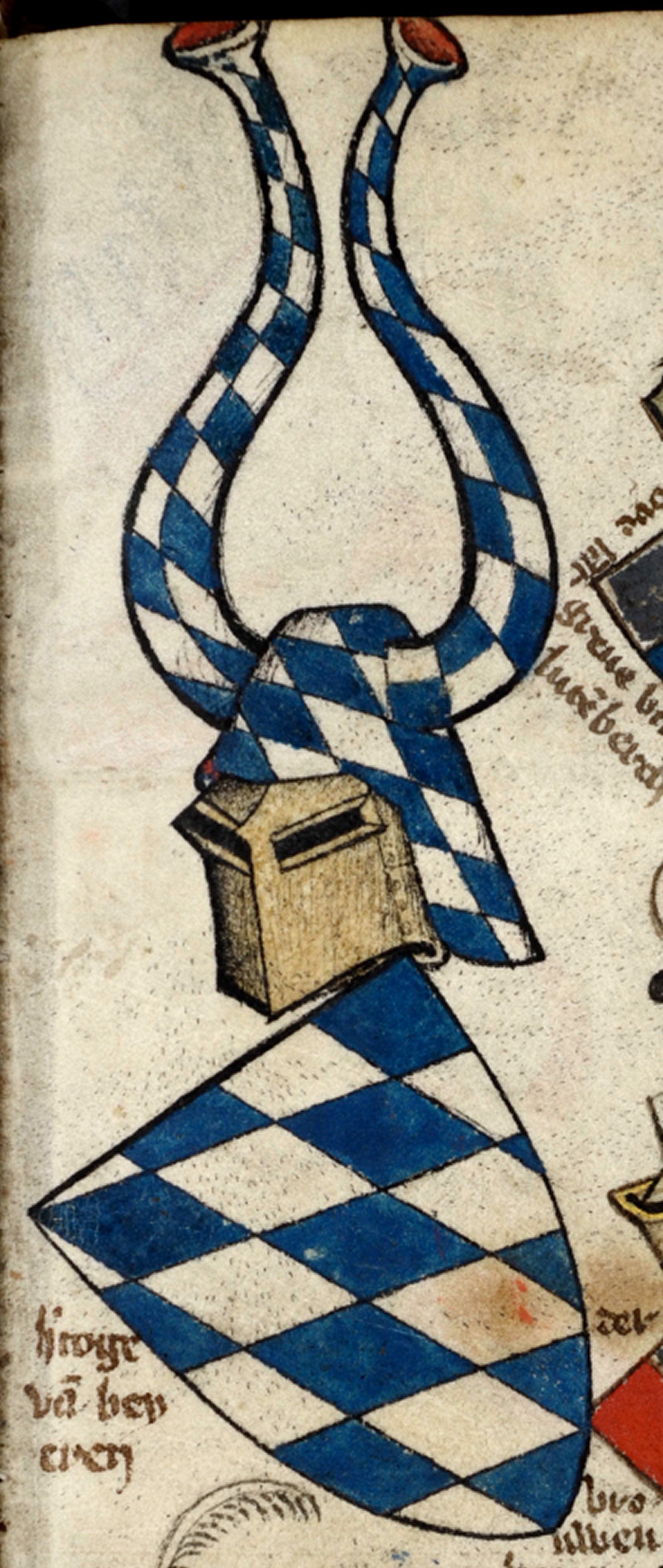
Wappen der Herzöge von Bayern im Armorial Gelre, 1369–1414

Das Haus Wittelsbach ist eines der ältesten deutschen Hochadelsgeschlechter. Es ist nach seinem Stammsitz im 12. Jahrhundert, der Burg Wittelsbach, benannt. Aus ihm gingen jahrhundertelang die Pfalzgrafen, die späteren Herzöge, Kurfürsten und Könige von Bayern (1180–1918) hervor, ebenso wie die Pfalzgrafen bei Rhein (1214–1803 und 1816–1918), die als Herrscher der Kurpfalz Kurfürsten des Heiligen Römischen Reichs waren.
Zwei Wittelsbacher, Ludwig IV. und Karl VII., waren römisch-deutsche Kaiser (Kaiserkrönungen 1328 und 1742); ein weiterer, Ruprecht, wurde 1400 zum römisch-deutschen König gewählt. Weitere Territorien des Heiligen Römischen Reichs, die zeitweilig von Mitgliedern des Hauses regiert wurden, waren das Kurfürstentum Köln (1583–1761), das Herzogtum Jülich-Berg (1614–1794/1806), das Hochstift Lüttich (1581–1688, 1694–1723 und 1744–1763), die Mark Brandenburg (1323–1373), die Grafschaften Tirol (1342–1363/1369), Holland, Hennegau und Seeland (1345–1432) sowie das Herzogtum Bremen-Verden (1654–1719). Zweimal, 1619 und 1742, waren Wittelsbacher Gegenkönige in Böhmen.
Als eine der bedeutendsten Dynastien Europas stellten sie zeitweilig auch die Könige von Ungarn (1305), Schweden (1441–1448 und 1654–1720), Dänemark und Norwegen (1440) sowie von Griechenland (1832–1862). Die Wittelsbacherin Sophie von der Pfalz, mütterlicherseits eine Stuart, wurde durch den Act of Settlement von 1701 Erbin des englischen, ab 1707 britischen Throns.
Die meisten der zahlreichen Linien der Wittelsbacher sind heute erloschen. Die heute lebenden Familienmitglieder entstammen der Linie Pfalz-Zweibrücken-Birkenfeld.

## Herkunft

### Meistbeachtete Theorie
Die genaue Herkunft der Wittelsbacher ist ungeklärt. Die auch von Mitgliedern der Familie Wittelsbach und vielen Wissenschaftlern heute meistbeachtete Theorie beruht auf der 1931 in Österreich veröffentlichten Genealogie Otto Freiherr von Dungerns, bei dem die Geschichte der Familie um das Jahr 1000 mit einem Grafen Otto I. von Scheyern beginnt, der in Urkunden als Otto comes de Skyrum genannt wird. Ausgehend von seinem Sohn, Otto II. von Scheyern, beginnt die gesicherte Geschichte und Stammreihe der Wittelsbacher.

### These von den Luitpoldingern als Ursprung der Wittelsbacher
Zahlreiche Legenden und Thesen ranken sich um den Ursprung der Wittelsbacher. Höfische Autoren der Renaissancezeit schufen, wie auch bei anderen Dynastien, gern sagenhafte Ursprünge, die meist auf Karl den Großen oder auf Helden aus dem antiken Troja Homers zurückgriffen.
Eine eher spekulative These des Historikers Karl Bosl besagt, die Wittelsbacher entstammten einer Seitenlinie der Luitpoldinger, benannt nach Markgraf Luitpold von Bayern († 907). Der Sohn Luitpolds, Arnulf der Böse, wurde 919 zum deutschen (Gegen-)König gewählt, unterwarf sich aber schließlich Heinrich von Sachsen und begnügte sich mit dem Herzogtum Bayern. Nach Arnulfs Tod 937 wurde dessen ältester Sohn Eberhard 938 durch König Otto I., den Großen, abgesetzt und Arnulfs Bruder Berthold zum Herzog ernannt. Arnulfs jüngerer Sohn, Arnulf II., erhielt das für ihn neu geschaffene Amt eines Pfalzgrafen von Bayern, eine Stellung, die dem Herzog untergeordnet war. Kaiser Otto I. verheiratete seinen Bruder Heinrich mit Arnulfs Tochter Judith, was es ermöglichte, dass Heinrich nach Bertholds Tod 947 diesem als Herzog von Bayern nachfolgte, wobei Bertholds Sohn übergangen wurde. Damit hatten die Liudolfinger (auch Ottonen genannt) die Luitpoldinger verdrängt.
Nach Bosl soll der Pfalzgraf Arnulf II. 940 die Burg Scheyern erbaut haben, was allerdings nicht nachzuweisen ist. Er hatte einen Sohn Berthold von Reisensburg, von dem aber keine direkte Linie zu den späteren Grafen von Scheyern führt. Der 1045 erstmals erscheinende Otto I. von Scheyern, der bald Vogt des Freisinger Bistums wurde, ist der älteste eindeutig belegbare Vorfahr der Wittelsbacher. Erst sein Enkel Otto V. von Scheyern erhielt 1116 das Pfalzgrafamt in Bayern. Die Vertreter der Luitpoldinger-These füllen die Lücke von etwa 150 Jahren, die sich zwischen der Geburt Bertholds von Reisensburg und Ottos I. von Scheyern ergibt, teilweise mit dem Markgrafen Berthold von Schweinfurt und seinem Sohn Heinrich, wobei der Ursprung der Schweinfurter ebenfalls ungeklärt ist. Berthold wird als naher Verwandter der Babenberger gesehen; sein Sohn Heinrich von Schweinfurt soll ein Cousin des österreichischen Markgrafen Luitpold I. gewesen sein und einen jüngeren Sohn Heinrich I., Graf an der Pegnitz und von Weissenburg († 1043), gehabt haben, der nach dieser These wiederum der Vater Ottos I. von Scheyern gewesen sein soll.

## Die frühen Wittelsbacher bis 1253

### Die Grafen von Scheyern, Pfalzgrafen von Bayern und ersten Herzöge von Bayern mit ihren Nebenlinien
Die Grafen von Scheyern waren:

Der Zickzackbalken ist das von 1216 bis um 1230 in herzoglichen Siegeln nachweisbare Allodzeichen der Grafschaft Scheyern, das später in verschiedenen Farben in den Wappen landesherrlicher Hausklöster auftaucht. Die Bayerische Raute wurde erst 1242 mit dem Erbe der Grafen von Bogen, einem Zweig der Babenberger, von den Wittelsbachern für ihr Herzogtum Bayern übernommen. (Die Kombination beider Symbole zeigt heute das Wappen des Landkreises Dachau.)

- Otto I. von Scheyern (* um 1020; † 1073), ⚭ (I) Schwester des Grafen Meginhard von Reichersbeuern, ⚭ (II) verwitwete Gräfin Haziga
  - Otto II. von Scheyern (*?; † 1120), ⚭ Richgardis von Istrien-Krain aus dem Hause Weimar-Orlamünde, Tochter von Markgraf Ulrich I. (Witwe seines Bruders Ekkehard I.)
    - Otto III. von Scheyern († um 1130)
    - Ekkehard III. von Scheyern († um 1183)
    - Bernhard II. von Scheyern, Domherr in Freising († um 1135)

  - Bernhard I. von Scheyern, Benediktiner, Stifter des Klosters Fischbachau, Prior des Klosters Tegernsee, Vogt des Bistums Freising und des Klosters Weihenstephan, ab 1096 Graf von Scheyern
  - Ekkehard I. von Scheyern (*?; † nach 1101), ⚭ Richgardis von Istrien-Krain aus dem Hause Weimar-Orlamünde
    - Otto V. von Scheyern (* ?; † 1156), seit 1116 Pfalzgraf von Bayern, verlegte 1124 die Residenz der Pfalzgrafen von der Burg Scheyern nach der Burg Wittelsbach, ⚭ Heilika von Lengenfeld
      - Otto VI. von Scheyern-Wittelsbach (um 1117–1183), Pfalzgraf von Bayern, ab 1180 als Otto I. Herzog von Bayern, ⚭ Gräfin Agnes von Loon
        - Ludwig I., der Kelheimer (1173–1231), seit 1183 Herzog von Bayern und ab 1214 Pfalzgraf bei Rhein, ⚭ Ludmilla von Böhmen, Witwe des Grafen Adalbert III. von Bogen
          - Otto II., der Erlauchte (1206–1253), Herzog von Bayern und Pfalzgraf bei Rhein, ab 1251 Reichsgubernator, ⚭ Agnes von der Pfalz († 1267), Tochter des Welfen Heinrich von Braunschweig und der Stauferin Agnes, Pfalzgräfin bei Rhein
            - Ludwig II., der Strenge (1229–1294), seit der Landesteilung von 1255 Herzog von Oberbayern und Pfalzgraf bei Rhein; ⚭ I) Maria von Brabant, ⚭ II) Anna von Glogau, ⚭ III) Mathilde von Habsburg → Stammliste des Hauses Wittelsbach
            - Heinrich XIII. (1235–1290); seit 1255 Herzog von Niederbayern; ⚭ 1244 Elisabeth von Ungarn → Stammliste des Hauses Wittelsbach

      - Otto VII. von Wittelsbach, Pfalzgraf von Bayern († 1189)
        - Otto VIII. von Wittelsbach, Pfalzgraf von Bayern († 1209)

      - Konrad von Wittelsbach (ca. 1120/1125–1200), Erzbischof von Mainz und Salzburg

  - Arnold I. von Scheyern († um 1123), 1104 erster Graf von Dachau, ⚭ Beatrix von Reipersberg († 1124), Erbtochter der Grafschaft Dachau; sie erbauten um 1100 die Burg Dachau.
    - Konrad I. von Dachau († um 1130)
      - Konrad II. von Dachau († 1159), ab 1152 Herzog von Meranien (erster Inhaber der Herzogswürde)
        - Konrad III. von Dachau († 8. Oktober 1180/82), zweiter Herzog von Meranien (beerbt von Otto I. von Wittelsbach, ab 1180 Herzog von Bayern)

      - Arnold III. von Dachau (* um 1122; † 1185)

    - Arnold II. von Dachau († um 1124)
    - Friedrich I. von Dachau († um 1124)
    - Otto I. von Dachau-Valley († um 1130; Begründer der Grafen von Valley, ausgestorben 1268)

Die in der Zählung der Scheyerner Grafen fehlenden Träger des Namens Otto entfallen auf die Seitenlinien der Grafen von Scheyern-Valley und von Scheyern-Dachau: → Konrad I. von Valley und Konrad I. von Dachau

### Herzöge von Meranien (1153–1180/82)
Konrad II. von Scheyern-Dachau, ein Sohn Graf Konrads I. aus der Dachauer Linie der Wittelsbacher, wurde 1153 als Konrad I. Herzog von Meranien. Er war der erste aus der Ahnenreihe der Wittelsbacher, dem ein Herzogsamt zufiel. 1159 folgte ihm noch sein Sohn Konrad II.
- Konrad I. Herzog von Meranien 1152/53–1159
- Konrad II. Herzog von Meranien 1159–1180/82

### Herzöge von Bayern (1180–1253)

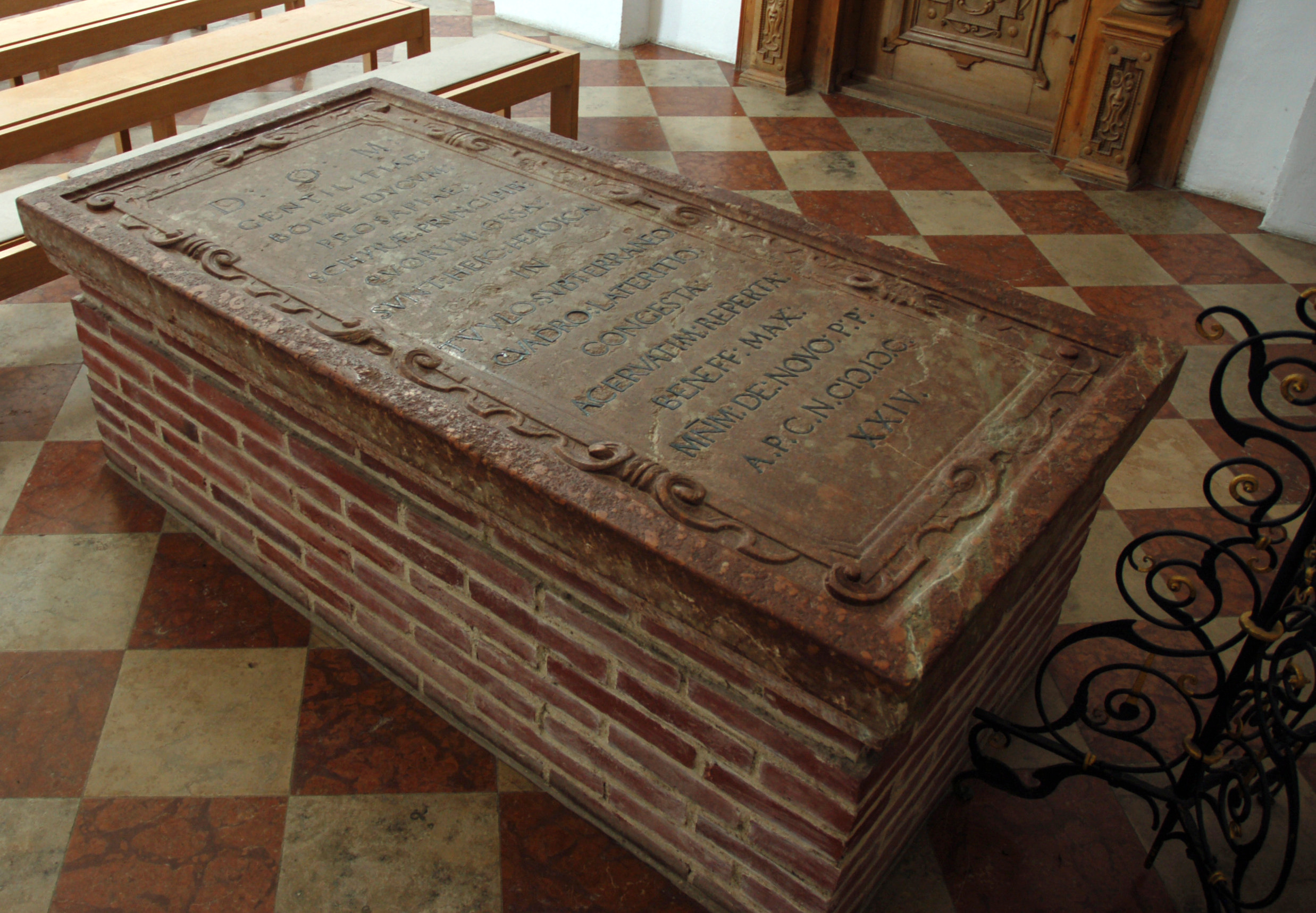
Sammelsarkophag der frühen Wittelsbacher im Kloster Scheyern

- 1180–1183: Herzog Otto I. von Wittelsbach (um 1117–1183), Sohn von Otto V. von Scheyern
- 1183–1231: Ludwig I. der Kelheimer (1173–1231), Sohn von Otto I.
- 1231–1253: Otto II. (1206–1253) der Erlauchte, Sohn von Ludwig I.

Otto VI. von Scheyern-Wittelsbach, Pfalzgraf von Bayern, der sich auf Friedrich I. Barbarossas Italienzügen ausgezeichnet hatte, erhielt nach der Absetzung des welfischen Herzogs Heinrich des Löwen 1180 das Herzogtum Bayern, worauf er sich fortan Otto I. von Wittelsbach, Herzog von Bayern, nannte.
Ihm folgte sein Sohn Ludwig I. der Kelheimer. Nachdem Ende des 12. Jahrhunderts die Burg Wartenberg abgebrannt war, verlegte Ludwig seinen Hauptsitz ab 1204 auf seine neu erbaute Burg Trausnitz in Landshut. Durch seine 1204 geschlossene Ehe mit Ludmilla, Witwe des Grafen Albert III. von Bogen, gingen nach dem Erlöschen der Bogener 1242 die Grafschaft sowie deren weiß-blaues Rautenwappen an die Wittelsbacher über. Ludwig I. gehörte zu den treuen Stützen der Stauferkönige Heinrich VI. und Philipp von Schwaben. Durch kluge Politik und geschickte Einfädelung von Heiraten erweiterte er kontinuierlich seine Machtgrundlagen und begründete damit den Aufstieg der Wittelsbacher als eines der bedeutendsten Fürstengeschlechter im Reich. Seinen Sohn Otto II. verlobte er 1212 als 6-Jährigen mit der Welfin Agnes, der Nichte Kaiser Ottos IV. und Tochter des Pfalzgrafen Heinrich des Langen. Zwar wurde die Ehe erst später, vor 1224, geschlossen, aber bereits 1214, nach dem Tod von Agnes’ Bruder, ließ sich Ludwig der Kelheimer durch den Stauferkönig Friedrich II. mit der Pfalzgrafschaft bei Rhein belehnen. Dadurch kam auch das Wappensymbol der Pfalzgrafen, der goldene Löwe auf schwarzem Grund, in das bayerische Staatswappen. Sowohl im Herzogtum Bayern als auch in der Kurpfalz waren damit die Wittelsbacher den Welfen nachgefolgt; seither beherrschten sie bis 1918 beide Gebiete.
Ein Neffe Ottos I., Pfalzgraf Otto VIII. von Wittelsbach, wurde durch die Ermordung des römisch-deutschen Stauferkönigs Philipp von Schwaben 1208 berüchtigt; er wurde geächtet und 1209 erschlagen; da ihm die Stammburg Wittelsbach gehört hatte, ließ Herzog Ludwig I., der Kelheimer, den namensgebenden Stammsitz seiner Familie selbst schleifen. Zur Festigung seines Herzogtums gründete er zahlreiche Städte wie Landshut, Straubing, Cham und Landau an der Isar als Verwaltungssitze und Handelszentren mit Stadtrechten. Es gelang ihm allerdings nicht, Regensburg, die alte Hauptstadt des früheren Stammesherzogtum Baiern, aus der Herrschaft von König und Bischof an sich zu bringen. Dafür erbaute er neue Herzogssitze wie die Burg Trausnitz in Landshut und den Alten Hof in München. 1231 wurde er auf der Donaubrücke in Kelheim ermordet, was ihm posthum seinen Beinamen eintrug. Sein Sohn und Nachfolger, Herzog Otto II. der Strenge, berief 1240 erstmals einen Landtag nach München ein. Von 1251 bis zu seinem Tod 1253 amtierte er zugleich als Reichsgubernator für den nach Sizilien gezogenen Staufer Konrad IV. Er und seine Nachfolger setzten die Städtegründungspolitik fort. Nach dem Tod Ottos II. entstanden 1255 in der Erbteilung zwischen seinen Söhnen das Herzogtum Niederbayern und das Herzogtum Oberbayern mit der Pfalz; beide trugen aber weiterhin den Titel Herzog von Bayern und Pfalzgraf bei Rhein. Im 14. Jahrhundert wurden die beiden Teilherzogtümer weiter aufgeteilt und die Familie bildete etliche Linien und Zweige aus.
Dreimal gelang es in der Folge Wittelsbachern, zu römisch-deutschen Königen bzw. Kaisern gewählt zu werden: Ludwig der Bayer von 1314 bis 1340, Ruprecht III. von der Pfalz von 1400 bis 1410 und Karl VII. von 1742 bis 1745. In ihrer Stellung als weltliche Kurfürsten von der Pfalz und von Bayern stellten sie während der Sedisvakanzen vielfach die Reichsvikare. Die Wittelsbacher Erzbischöfe von Köln krönten eine Reihe von Kaisern. Durch Heiraten verbanden sich die Wittelsbacher mit allen großen europäischen Dynastien und kamen dadurch zeitweise auch außerhalb ihrer Stammlande auf verschiedene Throne.

### Pfalzgrafen bei Rhein (1214–1253)
- 1214–1231: Ludwig I. der Kelheimer (1173–1231), Sohn von Otto I.
- 1231–1253: Otto II. der Erlauchte (1206–1253), Sohn von Ludwig I.

Zwei Jahre nach Ottos Tod erfolgte 1255 die erste Landesteilung unter seinen Söhnen Ludwig und Heinrich.

## Niederbayerische Linie 1253–1340

### Herzöge von Niederbayern (1255–1340)
- 1253–1290: Heinrich XIII. = Heinrich I. von Niederbayern (1255–1290)
- 1290–1312: Otto III. (1261–1312), 1305–1308 auch König von Ungarn
  - bis 1296: gemeinsam mit Ludwig III.
  - bis 1310: gemeinsam mit Stephan I.
  - 1310–1312: gemeinsam mit Otto IV. und Heinrich XIV. (den Söhnen Stephan I.)
- 1312–1339: Heinrich XIV. = Heinrich II. von Niederbayern
  - gemeinsam/teilweise geteilt mit Otto IV. (bis 1334) und Heinrich XV. (Sohn Ottos III.) (bis 1333) = Heinrich III. von Niederbayern (= der Natternberger)
- 1339–1340: Johann I. (Sohn Heinrichs XIV.)

### König von Ungarn (1305–1308)
- 1305–1308: Otto III. (als Béla V.)

Im Jahr 1305 wurde der niederbayerische Herzog und Sohn einer ungarischen Königstochter Otto III. als Bela V. zum ungarischen König ausgerufen. Allerdings wurde er bereits binnen kurzem (1307) gezwungen, diese Krone an den ungarischen Fürsten Ladislaus Apor abzugeben.
Bei dem bald aufeinanderfolgenden Tod Stephans I. und Ottos III. waren ihre Söhne noch unmündig, so dass ihre Vormundschaft von verschiedenen Herrschern beansprucht wurde. Zu diesen zählten neben dem oberbayerischen Herzog Ludwig IV. dem Bayern auch die österreichischen Habsburger. Sie wurden aber in der Schlacht von Gammelsdorf von Ludwig IV. dem Bayern geschlagen, so dass dieser die Vormundschaft übernahm.
Von den Erben herrschte nun Heinrich XIV. bis zu seinem Tod von Landshut aus über Straubing, Schärding und Pfarrkirchen, Otto IV. von Burghausen aus über Ötting, Traunstein, Reichenhall und Rosenheim, Heinrich XV. aber vom Natternberg bei Deggendorf aus über Deggendorf, Landau, Dingolfing und Vilshofen. Nachdem die Brüder zwischen 1333 und 1339 alle verstorben waren, übernahm der elfjährige Sohn Heinrichs XIV., Johann I., die Herrschaft, starb aber auch bereits im Dezember 1340. Niederbayern fiel an Ludwig den Bayern und wurde mit Oberbayern vereinigt.

## Oberbayerische Linie 1253–1340

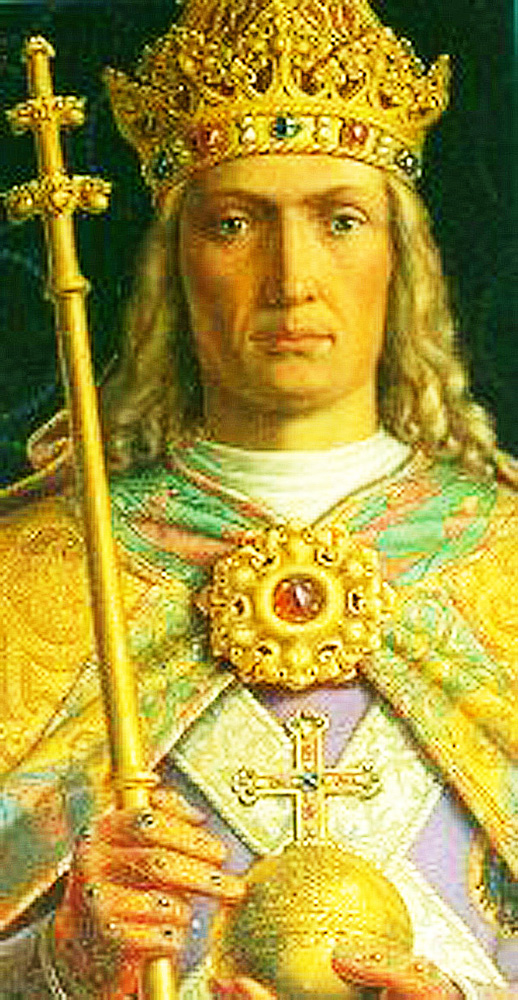
Kaiser Ludwig IV. der Bayer (1282–1347) (Idealportrait)

### Pfalzgrafen bei Rhein (1253–1317)
- 1253–1294: Ludwig II. der Strenge (1229–1294), Sohn von Otto II.
- 1294–1317: Rudolf I. der Stammler (1274–1319), Sohn von Ludwig II.

### Herzöge von Oberbayern (1255–1340)
- 1253–1294: Ludwig II. der Strenge (1229–1294)
- 1294–1317: Rudolf I. der Stammler (1274–1319)
- 1294–1347: Ludwig IV. der Bayer (1282–1347), seit 1314 römisch-deutscher König, seit 1328 Kaiser des Heiligen Römischen Reiches, seit 1340 Herzog von ganz Bayern

Die Oberbayerische Linie teilte sich mit dem Hausvertrag von Pavia 1329 in die ältere Linie Pfalz und die jüngere Bayern.
Die (ober-)bayerische Linie bestieg zweimal, mit Ludwig IV. dem Bayern (1314–1346) und Karl VII. (1742–1745), den Kaiserthron, erlangte 1623 unter Maximilian I. die Kurwürde, erlosch aber 1777 mit Maximilian Joseph. Sie wurde von der Pfälzer Linie beerbt, die mit Ruprecht von der Pfalz einmal den deutschen König stellte.

## Römisch-deutsche Könige und Kaiser
- 1314–1347: Ludwig IV. der Bayer

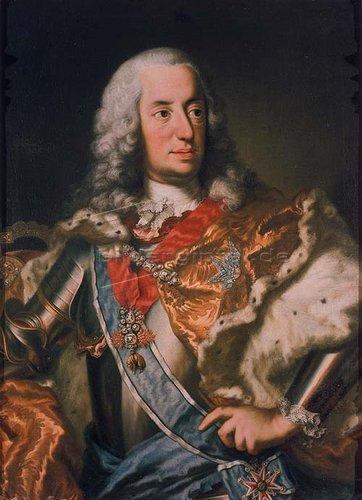
Kaiser Karl VII. Albrecht

- 1400–1410: Ruprecht von der Pfalz (nur König)
- 1742–1745: Karl VII. Albrecht

## Bayerische Linie 1340–1777

### Herzöge von Bayern (1340–1349)
- 1340–1347: Ludwig IV. der Bayer
- 1347–1349 regierten die sechs Söhne Kaiser Ludwigs, Ludwig V., Stephan II., Ludwig VI., Wilhelm I., Albrecht I. und Otto V. gemeinsam; danach wurden ihre Besitzungen aufgeteilt in Oberbayern-Tirol und Brandenburg, Niederbayern-Landshut und Niederbayern-Straubing-Holland-Hennegau.

### Herzöge von Oberbayern und Grafen von Tirol und Markgrafen von Brandenburg (1349–1363/1373)

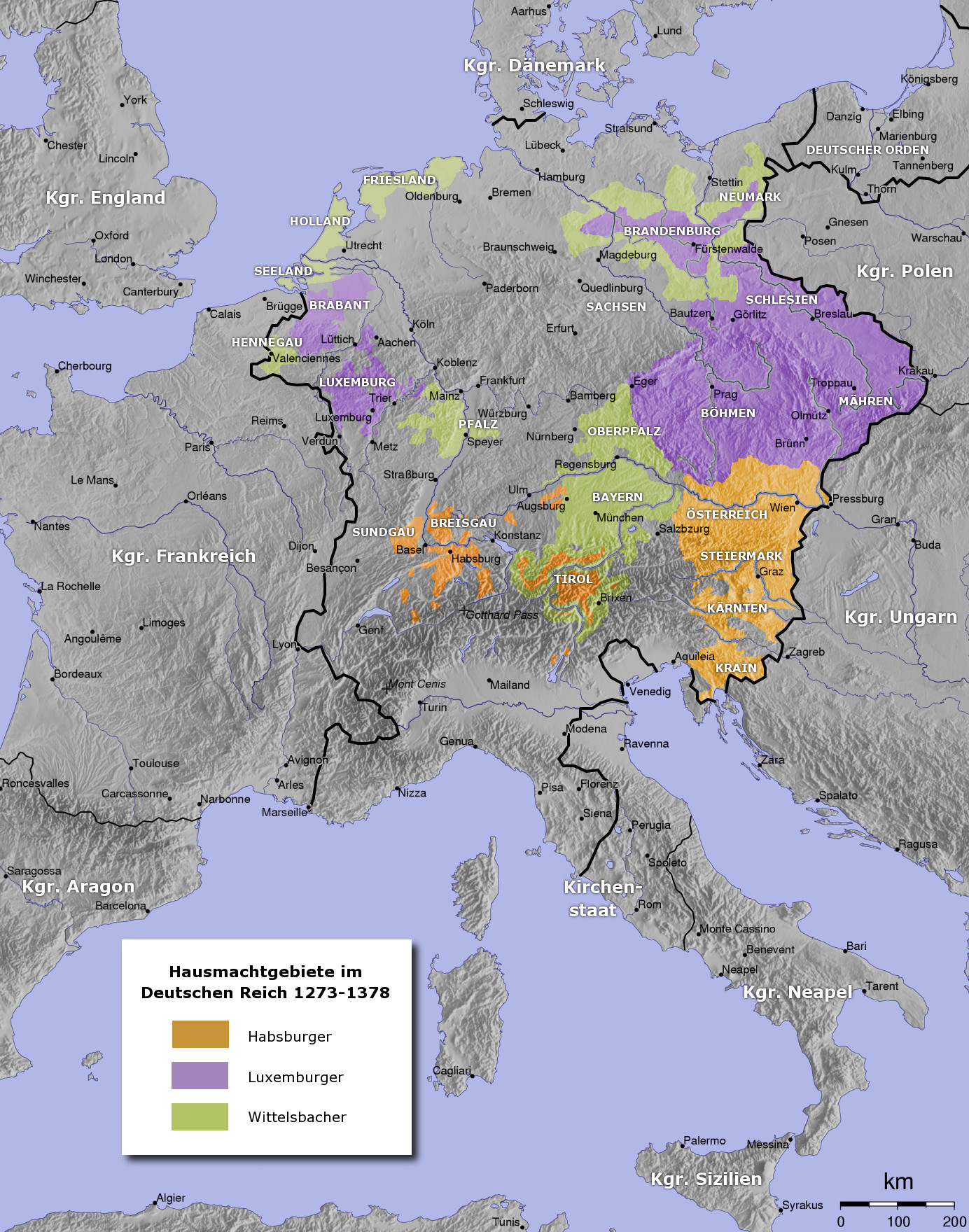
Wittelsbachische Territorien (grün) im Heiligen Römischen Reich, Mitte des 14. Jahrhunderts; 1363 fiel Tirol an die Habsburger, 1373 ging auch Brandenburg den Wittelsbachern wieder verloren. Die niederländischen Grafschaften brachte 1433 Burgund an sich.

- 1347–1361 Ludwig V., ab 1342 auch Graf von Tirol und 1322–1351 Markgraf von Brandenburg
- 1347–1351 Ludwig VI. der Römer, 1351–1364/1365 Markgraf und Kurfürst von Brandenburg
- 1347–1351 Otto V. der Faule, 1351–1373 (de jure) bzw. 1364/1365–1371 (de facto) Markgraf und Kurfürst von Brandenburg
- 1361–1363 Meinhard, auch Graf von Tirol, sein Gebiet fiel nach seinem Tod an Stephan II.

### Herzöge von Bayern-Straubing und Grafen von Holland, Seeland, Hennegau (1353–1425/1429)
- 1347–1388 Wilhelm I., regierte auch als Graf von Holland, Seeland und Hennegau (seit 1357 regierungsunfähig)
- 1347–1404 Albrecht I. und Albrecht II. † 1397, regierten auch als Grafen von Holland, Seeland und Hennegau
- 1404–1417 Wilhelm II., auch Graf von Holland, Seeland und Hennegau
- 1404–1425 Johann III., auch Graf von Holland, Seeland und Hennegau, nach ihm wurde Straubing auf die übrigen Linien München, Landshut und Ingolstadt aufgeteilt
- 1417–1433 Jakobäa, Gräfin von Holland, Seeland und Hennegau (im Streit mit Johann), nach ihrem Tode fielen die Grafschaften an den Herzog von Burgund, der mütterlicherseits ein Wittelsbacher war.

### Herzöge von Niederbayern-Landshut (1353–1392)
- 1347–1375 Stephan II.
- 1373–1379 Otto V.

1392 erfolgte unter den drei Söhnen Stephans II., die zuvor gemeinsam regierten, eine erneute Aufteilung in Bayern-München, Bayern-Landshut und Bayern-Ingolstadt.

### Herzöge von Bayern-Ingolstadt (1392–1447)
- 1375–1413 Stephan III. (Vater der Königin Isabeau von Frankreich)
- 1413–1447 Ludwig VII. der Bärtige
- 1438–1445 Ludwig VIII. der Jüngere, 1447 kam das Herzogtum an Bayern-Landshut

### Herzöge von Bayern-Landshut (1392–1503)
- 1375–1393 Friedrich, der Weise
- 1393–1450 Heinrich XVI., der Reiche
- 1450–1479 Ludwig IX., der Reiche
- 1479–1503 Georg, der Reiche, 1505 kam das Herzogtum an Bayern-München.

### Herzöge von Bayern-München (1392–1505)
- 1375–1397 Johann II.
- 1397–1438 Ernst
- 1397–1435 Wilhelm III.
- 1435–1441 Adolf
- 1438–1460 Albrecht III., der Fromme
- 1460–1463 Johann IV.
- 1460–1467 Siegmund, danach Herzog von Bayern-Dachau
- 1465–1508 Albrecht IV., der Weise, vereinigte alle bayerischen Linien 1503

### Herzöge von Bayern (1505–1623)

Verleihung der Kurwürde an Herzog Maximilian I. von Bayern auf dem Regensburger Fürstentag 1623

- 1505–1508 Albrecht IV., der Weise, vereinigte alle bayerischen Linien 1503
- 1508–1550 Wilhelm IV.
- 1508–1545 Ludwig X. in Landshut
- 1550–1579 Albrecht V., der Großmütige
- 1579–1598 Wilhelm V., der Fromme
- 1598–1651 Maximilian, seit 1597 bereits Mitregent seines Vaters Wilhelm; während des Dreißigjährigen Krieges wurde die Kurwürde durch den Kaiser vom Pfalzgrafen an den Bayerischen Herzog übertragen. Im westfälischen Frieden 1648 wurde Bayern als Kurfürstentum bestätigt, so dass Maximilian der erste bayerische Kurfürst wurde.

### Kurfürsten von Bayern (1623–1777)

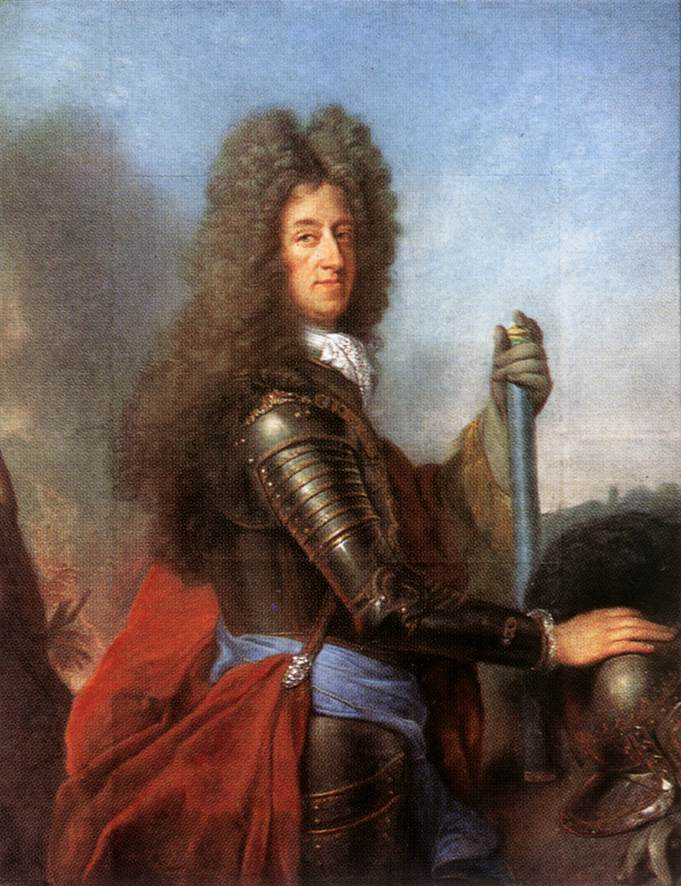
Kurfürst Maximilian II. Emanuel, der „blaue Kurfürst“

Am 25. Februar 1623 erhielt Herzog Maximilian I. von Bayern die pfälzische Kurwürde.
- 1623–1651 Maximilian I., seit 1597 bereits bayerischer Herzog, 1623 ging die Pfälzer Kurfürstenwürde an ihn über und 1648 kam die Oberpfalz an Bayern.
- 1651–1679 Ferdinand Maria, regierte in den ersten Jahren unter der Vormundschaft seiner Mutter Maria Anna.
- 1679–1726 Maximilian II. Emanuel, auch Generalstatthalter der Niederlande (1692–1706) und Herzog von Luxemburg (1712–1714)
- 1726–1745 Karl Albrecht, 1741–1743 auch König von Böhmen, ab 1742 als Karl VII. auch Kaiser des Heiligen Römischen Reiches
- 1745–1777 Maximilian III. Joseph

Die bayerische Linie der Wittelsbacher starb 1777 aus. Ihr folgte mit Karl Theodor die Linie Pfalz-Sulzbach, die schon über die Kurpfalz herrschte. Nach dem Tod Karl Theodors 1799 erlangten die Herzöge von Pfalz-Zweibrücken die Kurwürde.

### König von Böhmen (1741–1743)
- 1741–1743 Karl Albrecht, ab 1742 als Karl VII. auch Kaiser des Heiligen Römischen Reiches

### Kurfürsten von Köln (1583–1761)

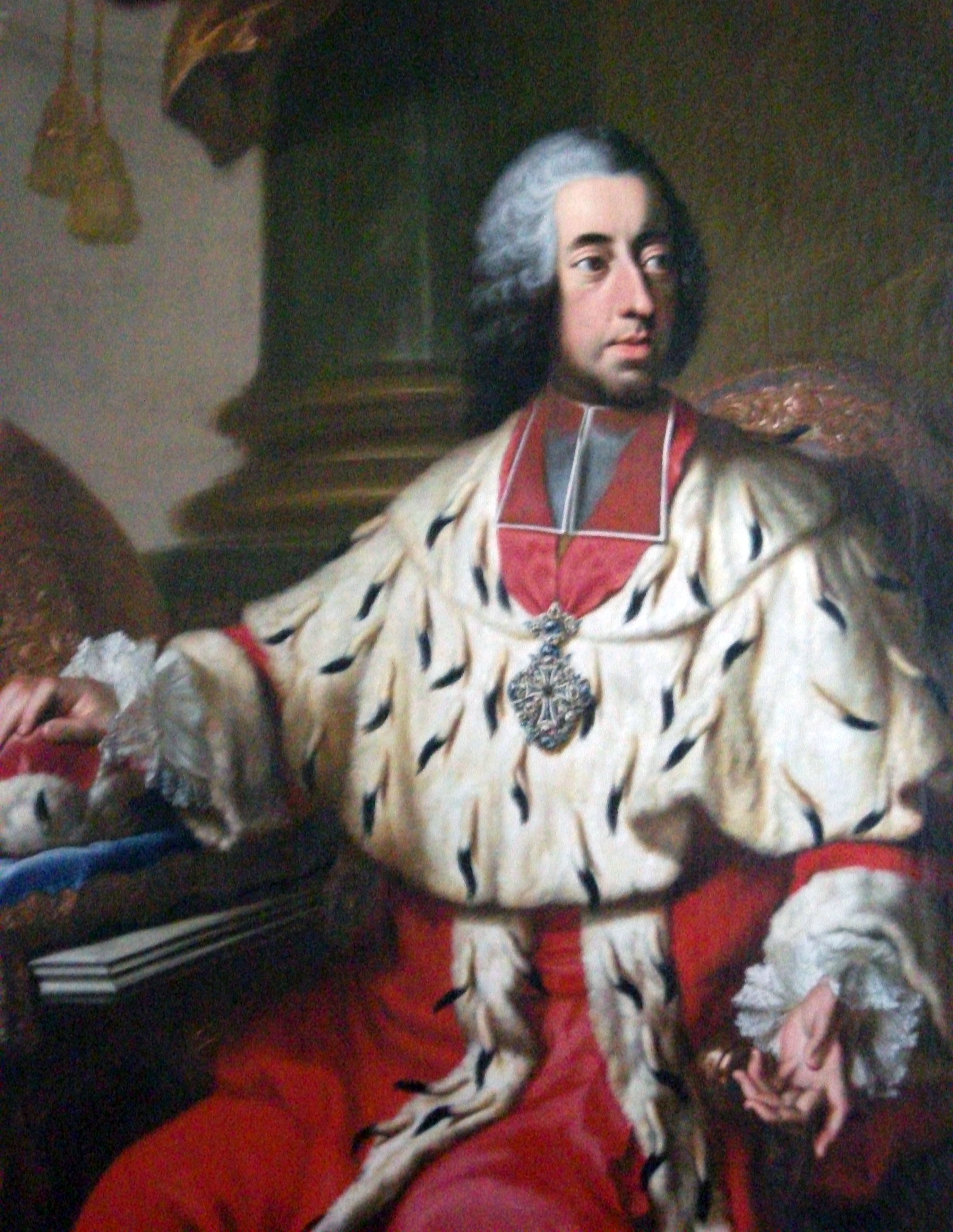
Kurfürst-Erzbischof Clemens August von Köln (1723–1761), Fürstbischof von Münster, Osnabrück, Paderborn und Hildesheim, Hochmeister des Deutschen Ordens

Von 1583 bis 1761 besetzten kurbayerische Wittelsbacher Prinzen ununterbrochen den Kölner Erzstuhl und wurden somit zugleich einer der drei geistlichen Kurfürsten im Reich, Reichserzkanzler für Reichsitalien sowie Herzog von Westfalen; in Personalunion regierten sie noch zahlreiche weitere Hochstifte:
- Ernst von Bayern, Kurfürst-Erzbischof von Köln 1583–1612, Fürstbischof von Freising, Hildesheim, Lüttich und Münster
- Ferdinand von Bayern, Kurfürst-Erzbischof von Köln 1612–1650, Fürstbischof von Hildesheim, Lüttich, Münster und Paderborn
- Maximilian Heinrich von Bayern, Kurfürst-Erzbischof von Köln 1650–1688, Fürstbischof von Hildesheim, Lüttich und Münster
- Joseph Clemens von Bayern, Kurfürst-Erzbischof von Köln 1688–1723, Fürstbischof von Regensburg und Freising, Hildesheim und Lüttich
- Clemens August von Bayern 1723–1761, Kurfürst-Erzbischof von Köln, Fürstbischof von Regensburg (1716–1719), Münster (1719–1761), Osnabrück (1728–1761), Paderborn (1719–1761) und Hildesheim

### Fürstbischofe von Lüttich (1389–1418 / 1581–1763)
- Johann VI. von Straubing-Holland 1389–1418

Von 1581 bis 1763 besetzten kurbayerische Wittelsbacher Prinzen fast ununterbrochen den Stuhl des Hochstifts Lüttich.
- Ernst von Bayern 1581–1612
- Ferdinand von Bayern 1612–1650
- Maximilian Heinrich von Bayern 1650–1688
- Joseph Clemens von Bayern 1694–1723
- Johann Theodor von Bayern 1744–1763

## Pfälzer Linie 1317–1806

### Pfalzgrafen bei Rhein (1317–1356)
- 1317–1327: Adolf der Redliche (1300–1327), Sohn von Rudolf I.
- 1329–1353: Rudolf II. der Blinde (1306–1353), Sohn von Rudolf I.
- 1353–1390: Ruprecht I. der Rote (1309–1390), Sohn von Rudolf I., 1356 Kurfürst von der Pfalz

Erster Pfalzgraf der wieder selbständigen Pfalz wurde Rudolf I. 1317 verzichtet er zu Gunsten seines Bruders Kaiser Ludwig IV. Sein Sohn Rudolf II. gelangte 1329 wieder in Besitz der väterlichen Erblande. Durch die Goldene Bulle von Kaiser Karl IV. erhielten die Pfalzgrafen bei Rhein 1356 von Karl IV. die Kurwürde.

### Kurpfalz mit Teilungen (1356–1777)

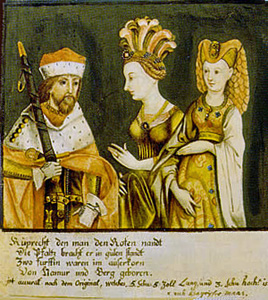
Kurfürst Ruprecht I. von der Pfalz (1309–1390), mit seinen beiden Frauen

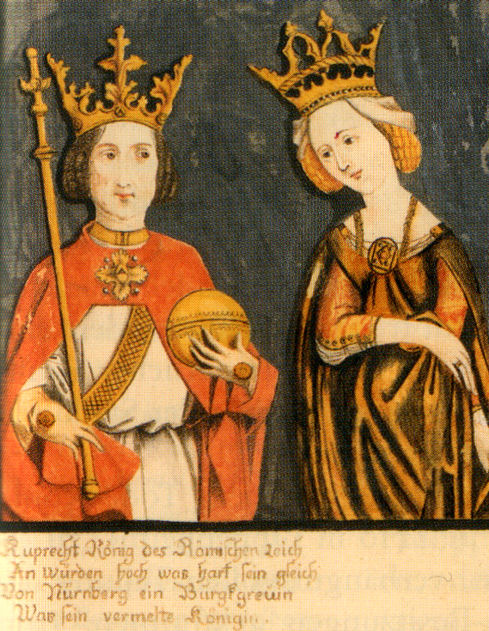
Ruprecht III. (1342–1410), Kurfürst von der Pfalz und deutscher König, mit Elisabeth von Hohenzollern-Nürnberg

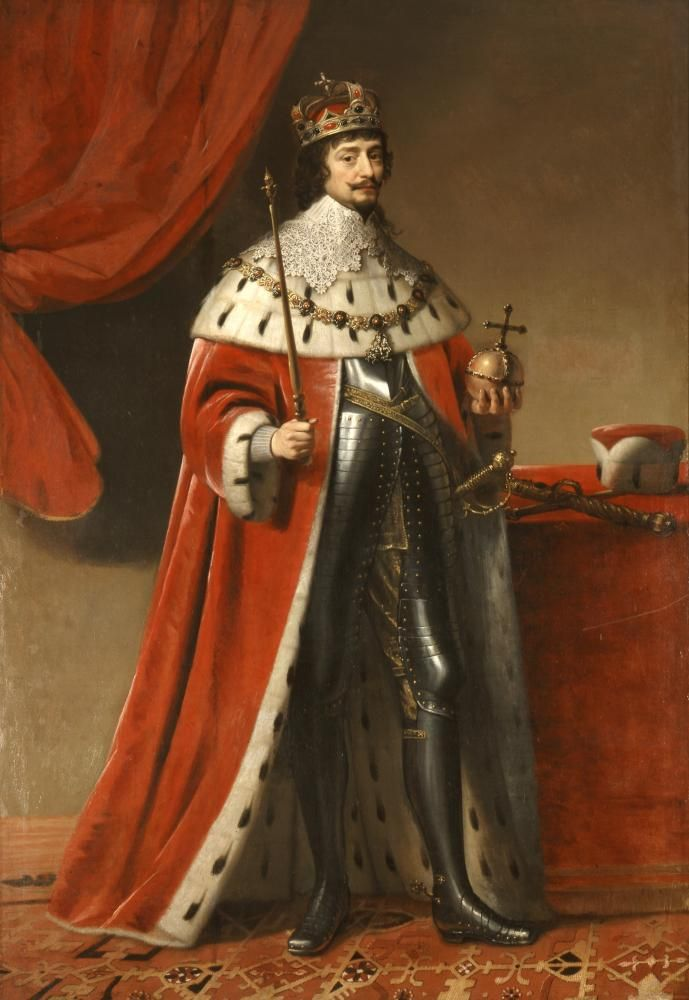
Friedrich V., Kurfürst von der Pfalz (1610–1623) und „Winterkönig“ von Böhmen (1619–1620)

Die pfälzische Linie der Wittelsbacher erhielt unter Ruprecht I. 1356 die Kurwürde. Noch im gleichen Jahr stiftete er in Vollzug des Vermächtnisses seines Bruders und Vorgängers Rudolf II. das Liebfrauenstift Neustadt an der Weinstraße, als Memoria seines Hauses. Hier wurden er und sein Bruder Rudolf II. sowie 3 Pfälzer Herrscherinnen bestattet. Für insgesamt 13 Wittelsbacher Fürsten und ihre Gemahlinnen bestanden dort zu feiernde Jahrgedächtnisse. Kurfürst Ruprecht I. gründete 1386 mit Heidelberg auch die dritte deutsche Universität.
Ruprecht III. von der Pfalz wurde von den rheinischen Kurfürsten zum römischen König (1400–1410) gewählt, aber nur in einem Teil des Reiches anerkannt. Nach seinem Tod teilte sich die pfälzische Linie in die vier Linien Kurpfalz (Heidelberger), Pfalz-Neumarkt (erloschen 1443), Pfalz-Simmern sowie Pfalz-Mosbach-Neumarkt (erloschen 1499). 1444 entstand durch Erbgang aus der Simmerner Linie der Nebenzweig Pfalz-Zweibrücken.
Die Linie Pfalz-Neumarkt stellte mit Christoph III. 1440–1448 den König von Dänemark, Schweden und Norwegen.
Aus der Heidelberger Linie führte Ottheinrich 1557 die Reformation nach lutherischer Lehre in der Kurpfalz und ihren Kondominien ein; mit ihm starb die Linie 1559 aus. Das Pfälzer Kerngebiet mit der Kurwürde fiel an Friedrich III., den Frommen, aus der Linie Pfalz-Simmern, der sich seit 1546 zur reformierten Lehre bekannte. Dessen Urenkel, Kurfürst Friedrich V. von der Pfalz, wurde nach dem Ständeaufstand in Böhmen (1618) im Jahr 1619 zum „Winterkönig“ von Böhmen gewählt, gegen den Habsburger Ferdinand II. Nach der verlorenen Schlacht am Weißen Berg floh er nach Holland. Ferdinand II., inzwischen Kaiser, übertrug die pfälzische Kurwürde 1623 an seinen engen Verbündeten Herzog Maximilian von Bayern, ohne ihm jedoch das Pfälzer Territorium zu übertragen. Der Dreißigjährige Krieg führte in der Pfalz wie auch in Bayern zu schweren Verwüstungen. Durch den Westfälischen Frieden wurden 1648 zwei neue Kuren geschaffen, wovon eine Karl I. Ludwig von der Pfalz, der Sohn des „Winterkönigs“ und Bruder Sophies von der Pfalz, erhielt. Mit dessen Sohn Karl II., dem Bruder Liselottes von der Pfalz, erlosch die regierende Kurpfälzer Linie (Pfalz-Simmern) 1685.
Nun folgte die seit 1616 wieder katholische Linie Pfalz-Neuburg, die sich 1569 von der Linie Zweibrücken losgelöst und 1614 die Herzogtümer Jülich und Berg erworben hatte; dieser folgte 1742 die seit 1614 selbständige Linie Pfalz-Sulzbach. Nach dem Aussterben der Linie Sulzbach 1799 fielen deren Territorien mit der Kurpfalz sowie Jülich-Berg an den seit 1746 katholischen Nebenzweig Pfalz-Birkenfeld-Bischweiler-Zweibrücken. Aus diesem stammte Maximilian Joseph, der mit der Kurpfalz auch das Kurfürstentum Bayern erbte, das infolge Erlöschens der bayerischen Linie 1777 an die Pfälzer Wittelsbacher gefallen war, und der als Maximilian I. 1806 erster König von Bayern wurde. 

#### Heidelberger Kurline
- Ruprecht I., Kurfürst von der Pfalz 1353/54–1390
- Ruprecht II., Kurfürst von der Pfalz 1390–1398
- Ruprecht III., Kurfürst von der Pfalz 1398–1410, 1400–1410 auch römischer König
- Ludwig III., Kurfürst von der Pfalz 1410–1436
- Ludwig IV., Kurfürst von der Pfalz 1436–1449
- Friedrich I. der Siegreiche, Kurfürst von der Pfalz 1452–1476
- Philipp der Aufrichtige, Kurfürst von der Pfalz 1476–1508
- Ludwig V., Kurfürst von der Pfalz 1508–1544
- Friedrich II., Kurfürst von der Pfalz 1544–1556
- Ottheinrich, Kurfürst von der Pfalz 1556–1559

#### Pfalz-Simmern
- Friedrich III., Kurfürst von der Pfalz 1559–1576
- Ludwig VI., Kurfürst von der Pfalz 1576–1583
- Friedrich IV., Kurfürst von der Pfalz 1583–1610
- Friedrich V., Kurfürst von der Pfalz 1610–1623 und König von Böhmen (1619–1620)

1623 verlor die Pfalz die Kurwürde an den bayerischen Herzog Maximilian I., der Friedrich V. aus Böhmen vertrieben hatte. Mit dem Westfälischen Frieden wurde eine achte Kur geschaffen für die restituierte Kurpfalz. Die calvinistische Linie Pfalz-Simmern regierte dort aber nur noch bis zum Tode Karls II. 1685.
- Karl I. Ludwig, Kurfürst von der Pfalz 1649–1680
- Karl II., Kurfürst von der Pfalz 1680–1685, Letzter der Linie Pfalz-Simmern

#### Pfalz-Neuburg
- Philipp Wilhelm, Kurfürst von der Pfalz 1685–1690, aus der zum Katholizismus rekonvertierten Linie Pfalz-Neuburg, auch Herzog von Jülich und Berg
- Johann Wilhelm, Kurfürst von der Pfalz 1690–1716, auch Herzog von Jülich und Berg
- Karl III. Philipp, Kurfürst von der Pfalz 1716–1742, auch Herzog von Jülich und Berg und zuvor Statthalter in Vorderösterreich (1706–1717)

#### Pfalz-Sulzbach
- Karl IV. Philipp Theodor, Kurfürst von der Pfalz 1743–1777, auch Herzog von Jülich und Berg, 1777–1799 nach Aussterben der bayerischen Wittelsbacher Kurfürst zu Pfalzbayern

### König von Dänemark, Schweden und Norwegen (1440–1448)
- Christoph III. (1440–1448)

### König von Böhmen (1619–1620)
- Friedrich V., Kurfürst von der Pfalz 1610–1623 und König von Böhmen (1619–1620)

### Könige von Schweden (1654–1720) und Herzöge vonBremen-Verden(1654–1719)

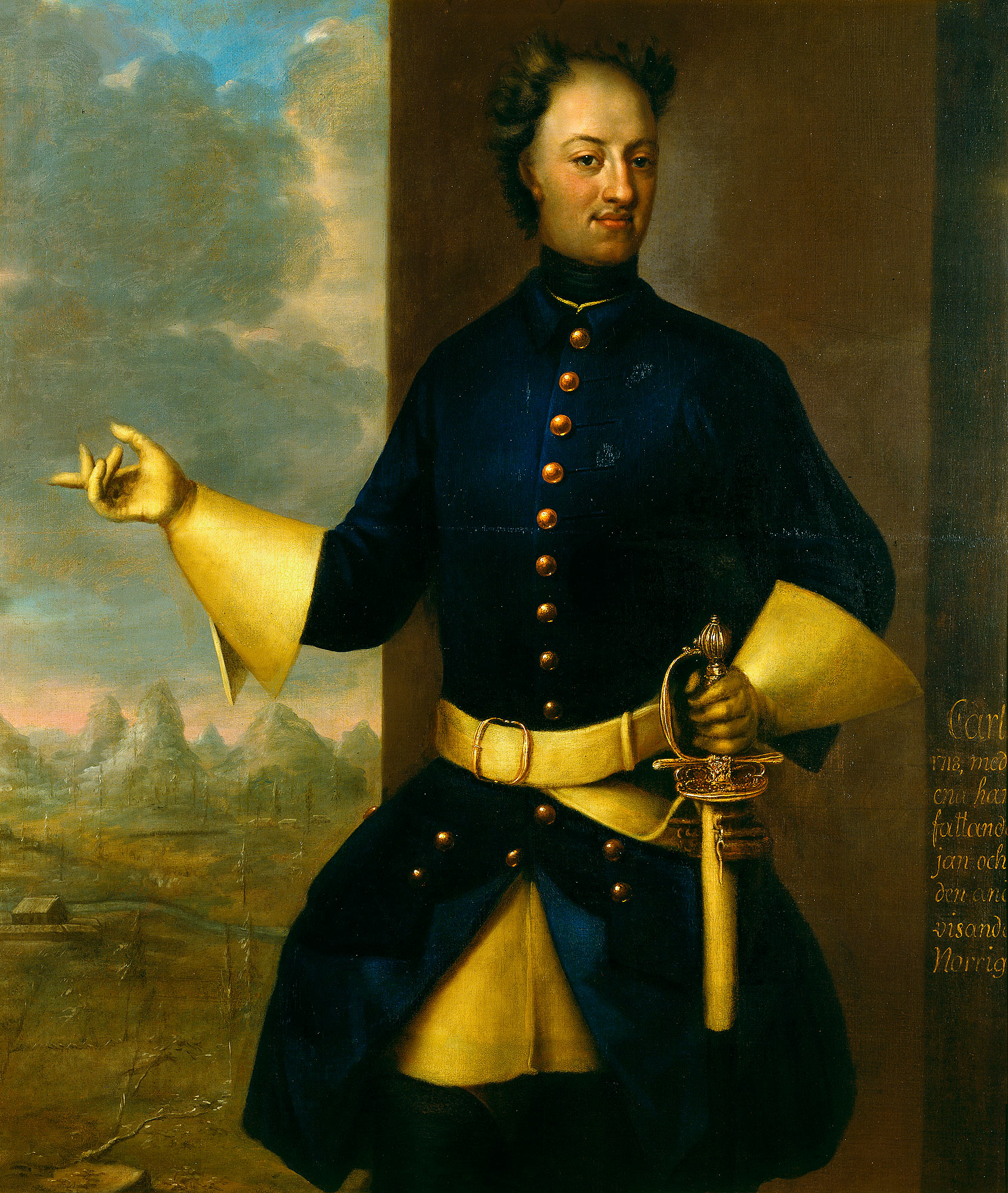
Karl XII. von Schweden (1682–1718)

Nach dem Tod König Rupprecht 1410 entstand die Linie Simmern-Zweibrücken, welche sich 1444 in die Linie Simmern-Sponheim und Zweibrücken-Veldenz aufspaltete.
Durch die Linie Pfalz-Zweibrücken-Kleeburg hatten die pfälzischen Wittelsbacher von 1654 bis 1720 abermals – nach Christoph III. (1440–1448) – den schwedischen Thron inne.
- Karl X.Gustav 1654–1660
- Karl XI. 1660–1697
- Karl XII. 1697–1718
- Ulrike Eleonore 1718–1720

### Äbtissin des Stiftes Essen (1726–1776)
- (Reichsunmittelbare Landesherrin)
- Franziska Christine von Pfalz-Sulzbach 1726–1776

### Herzöge von Jülich und Berg (1614–1806)

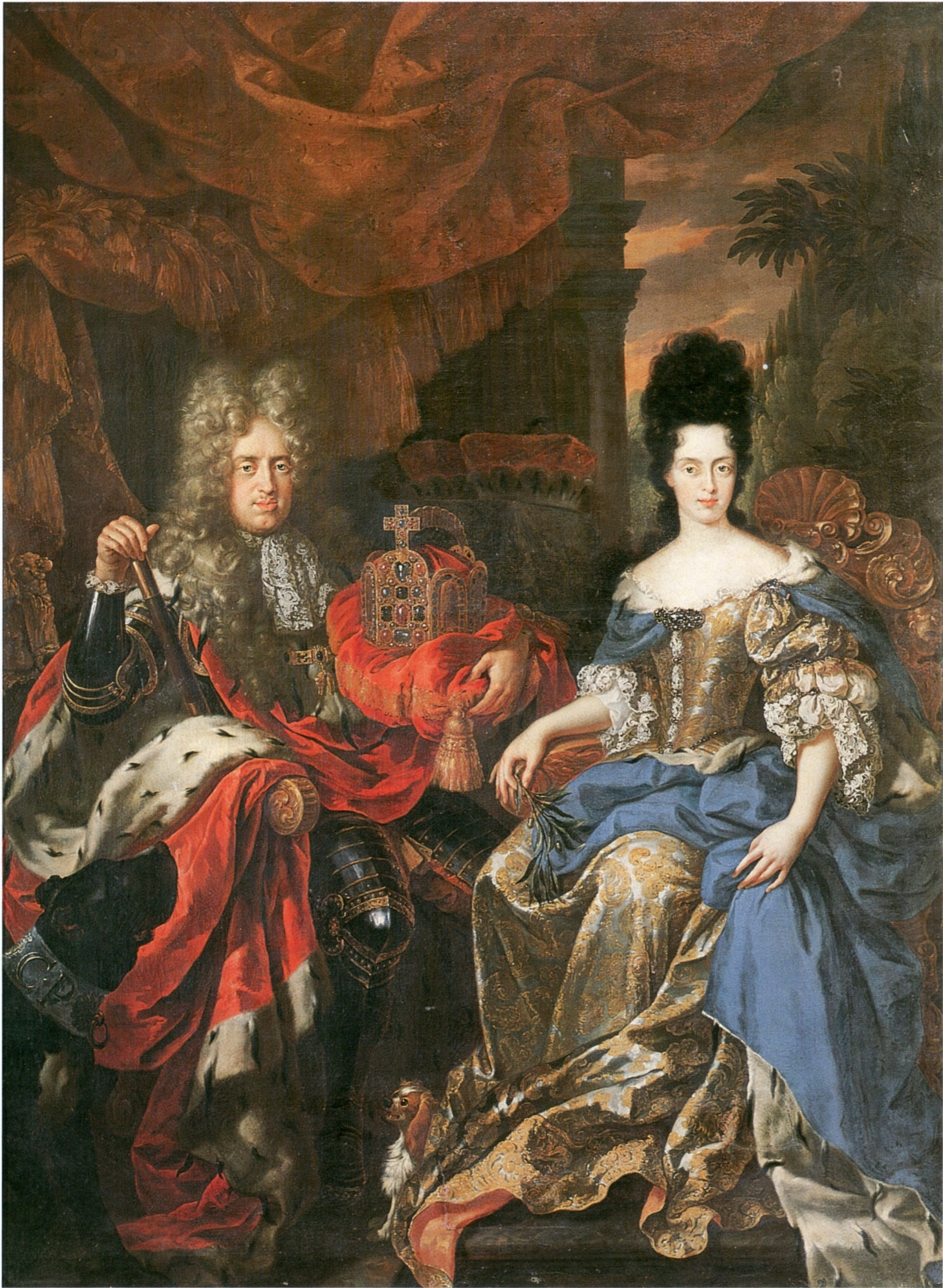
Doppelbildnis des Kurfürsten Johann Wilhelm von der Pfalz und seiner Gemahlin Anna Maria Luisa de’ Medici, Jan Frans van Douven, 1708

Die Line von Pfalz-Neuburg hielt infolge des Vertrags von Xanten ab 1614 auch die Herzogtümer Jülich und Berg, die zu Jülich-Berg zusammengefasst waren und von Düsseldorf aus regiert wurden.
- Wolfgang Wilhelm (1614–1653)
- Philipp Wilhelm (1653–1679) auch Kurfürst von der Pfalz 1685–1690
- Johann Wilhelm (1679–1716), auch Kurfürst von der Pfalz 1690–1716
- Karl Philipp, auch Kurfürst von der Pfalz 1716–1742
- Karl Theodor, auch Kurfürst von der Pfalz 1743–1777 und zu Pfalzbayern 1777–1799
- Maximilian Joseph (1799–1806), auch Kurfürst zu Pfalzbayern

### Herzöge von Zweibrücken (1410–1797)
Letzter Herzog von Zweibrücken wurde 1795 Maximilian Joseph, Herzog ohne Land. Die Französischen Revolutionstruppen hatten zu diesem Zeitpunkt das Herzogtum besetzt. Im Jahre 1799 trat er die Nachfolge Karl Theodors als Kurfürst in München an.

#### Ältere Kurlinie
- 1394–1398 Ruprecht II.
- 1398–1410 Ruprecht III., Kurfürst und römischer König, teilte seine Territorien unter vier Söhnen auf.

#### Linie Pfalz-Simmern
- 1410–1459 Stefan

#### Linie Pfalz-Zweibrücken
- 1459–1489 Ludwig I. der Schwarze
- 1489–1490 Kaspar
- 1490–1514 Alexander der Hinkende
- 1514–1532 Ludwig II. der Jüngere
- 1532–1569 Wolfgang
- 1569–1604 Johann I. der Hinkende
- 1604–1635 Johann II. der Jüngere
- 1635–1661 Friedrich, stirbt ohne männliche Nachkommen, es erbt sein Vetter
- 1661–1681 Friedrich Ludwig, stirbt ohne erbberechtigte Nachkommen (Kinder aus 2. Ehe sind die nicht erbberechtigten Freiherrn von Fürstenwärther); Zweibrücken fällt an die Linie

#### Linie Pfalz-Kleeburg
- 1681–1697 Karl I. (als Karl XI. König von Schweden)
- 1697–1718 Karl II. (als Karl XII. König von Schweden), stirbt kinderlos, es erbt sein Vetter
- 1718–1731 Gustav Samuel Leopold, stirbt kinderlos
- 1731–1733 Interregnum, Zweibrücken fällt an die Linie

#### Linie Pfalz-Birkenfeld-Bischweiler-Rappoltstein
- 1733–1735 Christian III.
- 1735–1775 Christian IV.
- 1775–1795 Karl II. August
- 1795–1797 Maximilian Joseph (später als Maximilian I. König von Bayern)

### Kurfürsten zu Pfalzbayern (1777–1806)
- Karl Theodor (1777–1799), Linie Pfalz-Sulzbach
- Maximilian IV. Joseph (1799–1806), Linie Pfalz-Birkenfeld-Bischweiler-Rappoltstein, ab 1806 als Maximilian I. Joseph König von Bayern.

## Pfälzer Linie seit 1806

### Könige von Bayern (1806–1918)

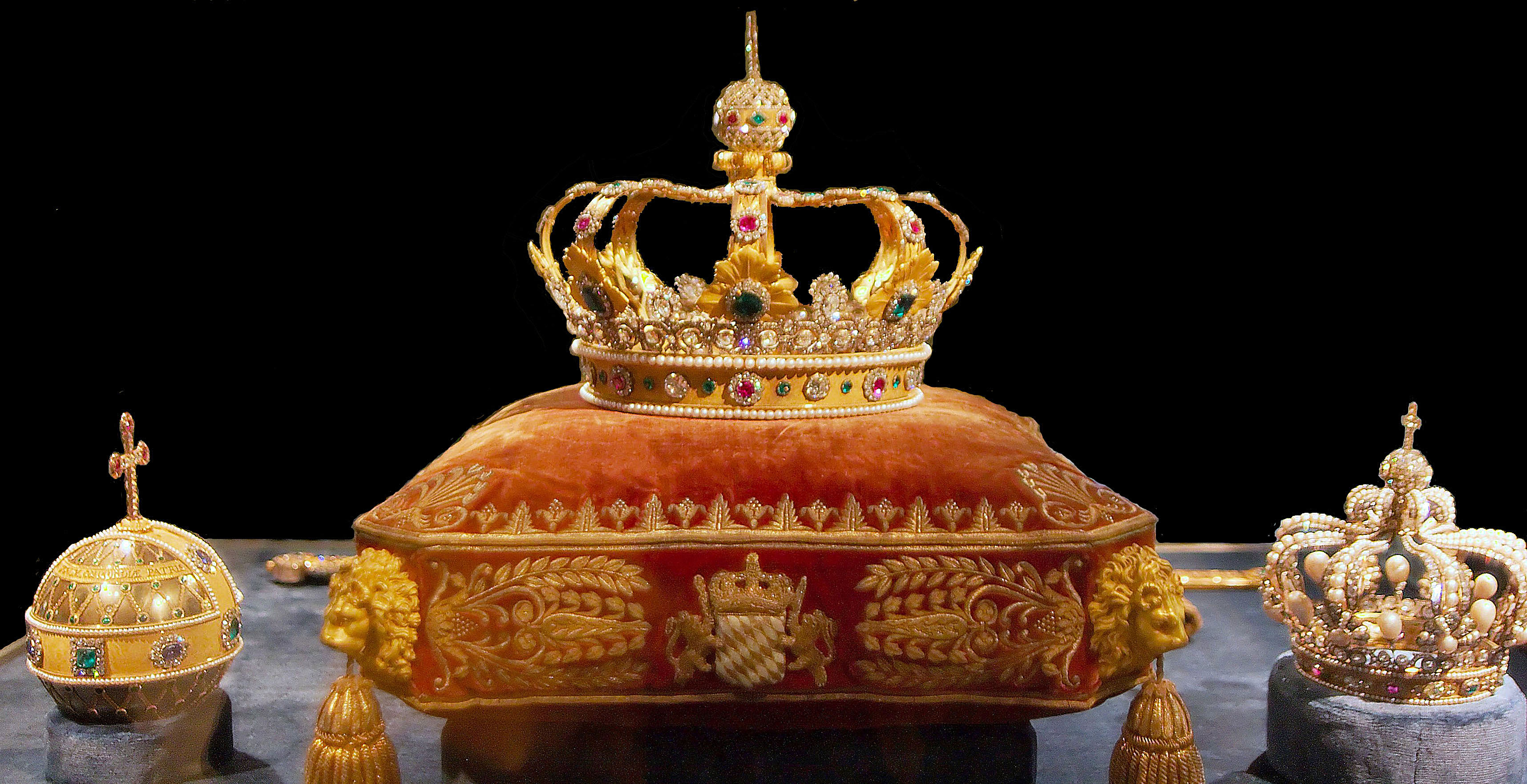
Die bayerischen Kroninsignien (in der Schatzkammer der Münchner Residenz)

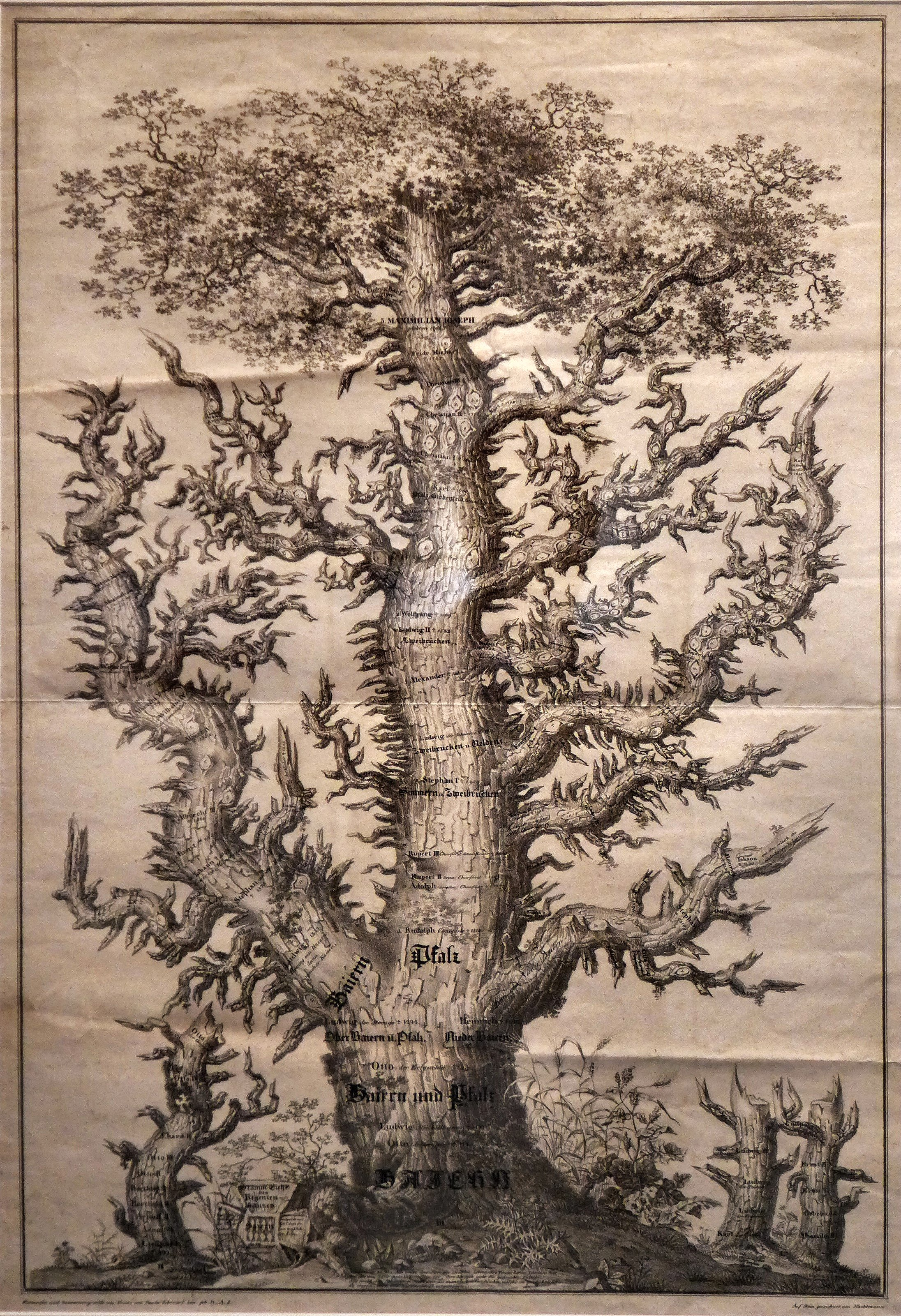
Stamm-Eiche des Regentenhauses Bayern, Die Eiche symbolisiert die Machtübernahme der pfälzischen Linie der Dynastie Wittelsbach sowie das Aussterben aller anderen Familienzweige, Lithographie um 1825

Nach dem Aussterben der Linie Pfalz-Sulzbach 1799 trat Maximilian IV. (Pfalz-Birkenfeld-Bischweiler-Rappoltstein) die Nachfolge Karl Theodors an. 1806 wurde er König von Bayern und begründete damit die Königslinie, die bis zu deren Absetzung unmittelbar vor Ende des Ersten Weltkriegs bei der Novemberrevolution 1918 herrschte. Zur Königslinie gehören:
- Maximilian I. Joseph (1806–1825)
- Ludwig I. (1825–1848)
- Maximilian II. (1848–1864)
- Ludwig II. (1864–1886)
- Prinzregent Luitpold (1886–1912), Regentschaft für Ludwig II. und anschließend auch für Otto I.
- Otto (1886–1916)
- Ludwig III. zunächst als Prinzregent (1912–1913) und nach Änderung der Verfassung als König (1913–1918).

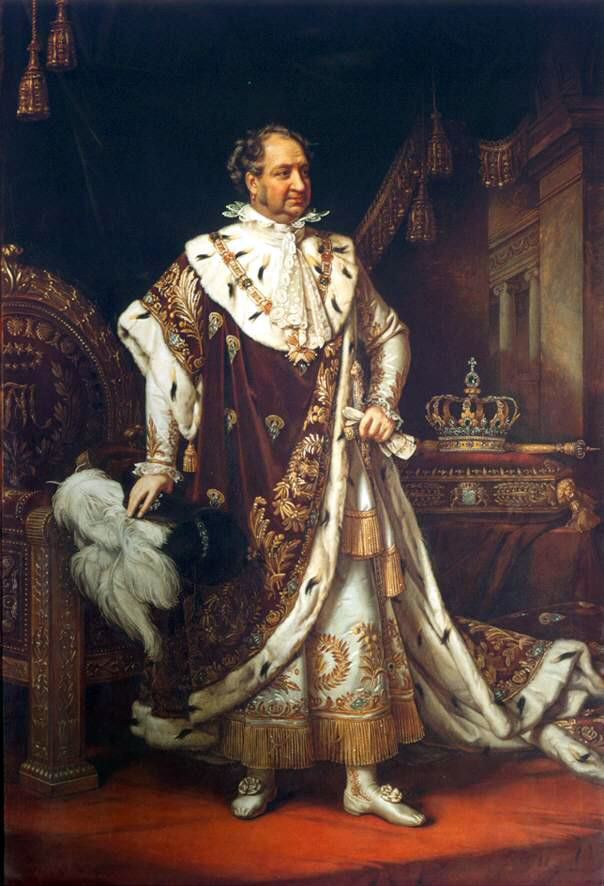
Max I. Joseph (1806–1825)
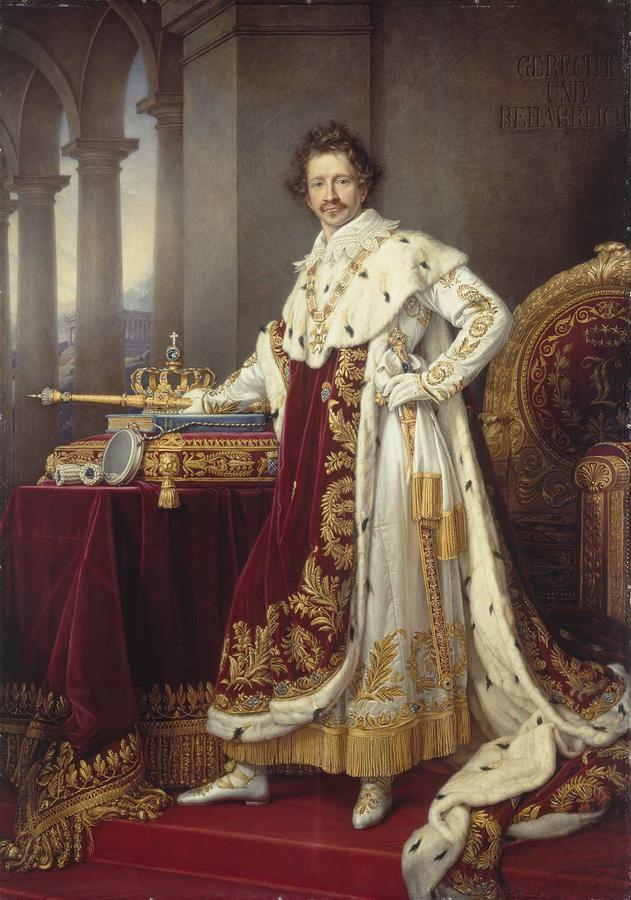
Ludwig I. (1825–1848)
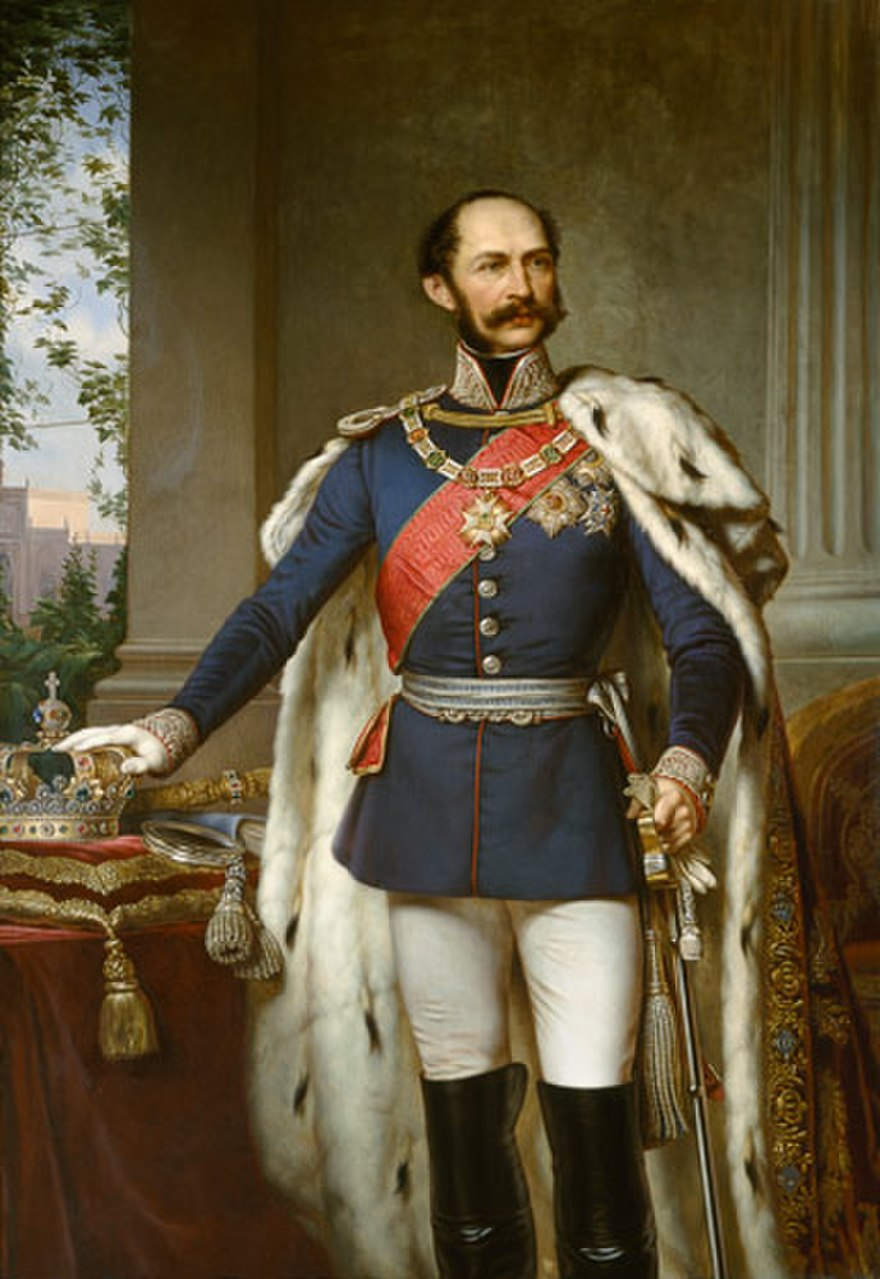
Maximilian II. (1848–1864)
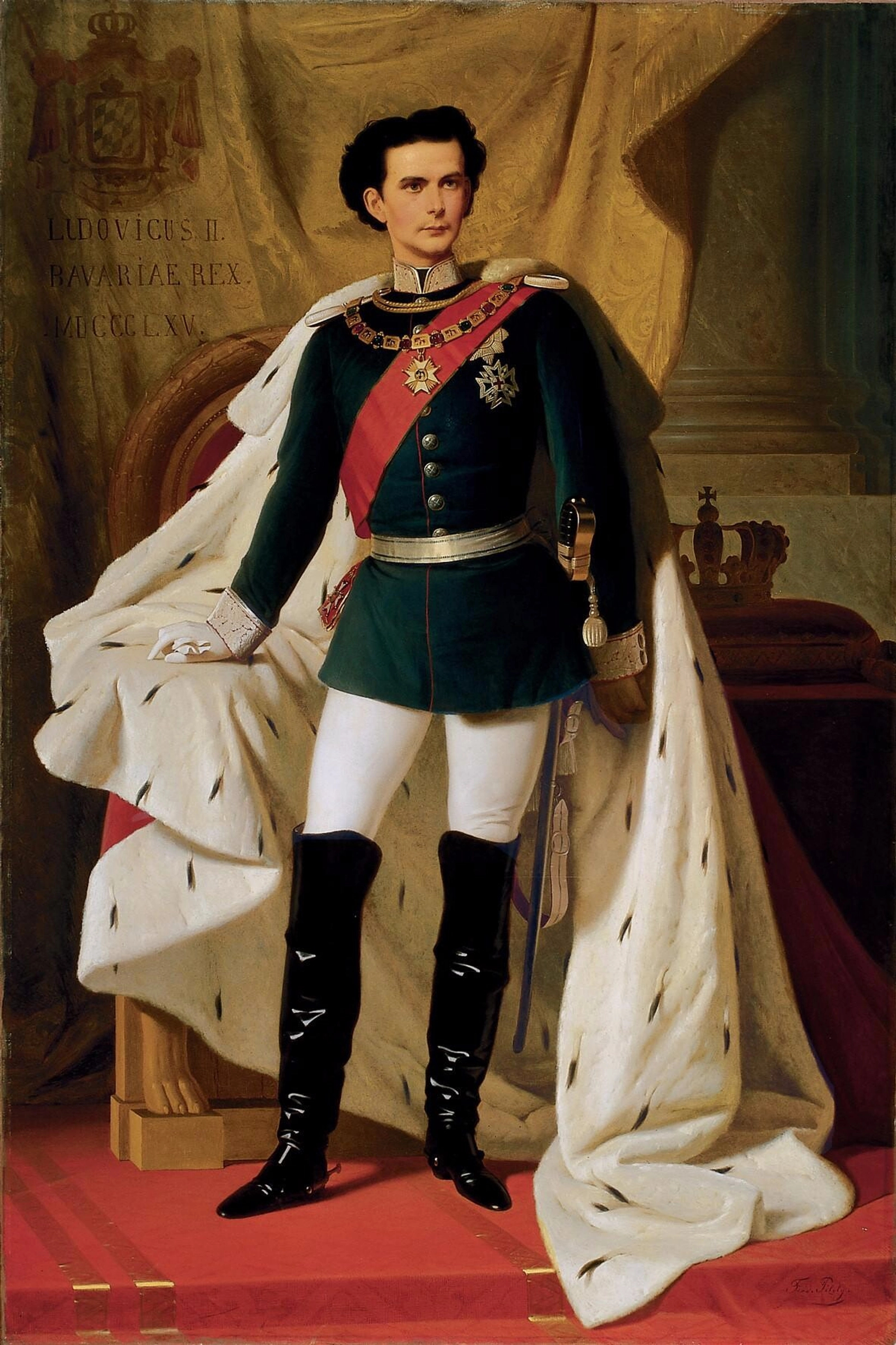
Ludwig II. (1864–1886)
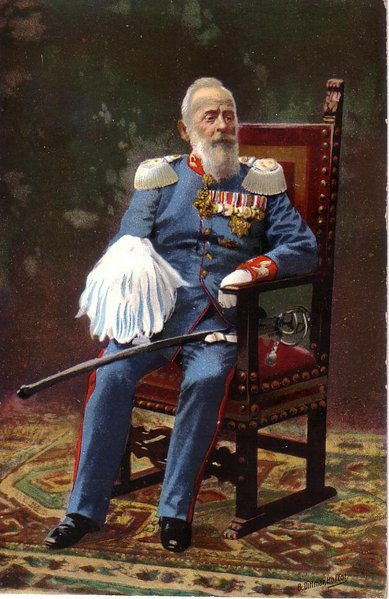
Prinzregent Luitpold (1886–1912)
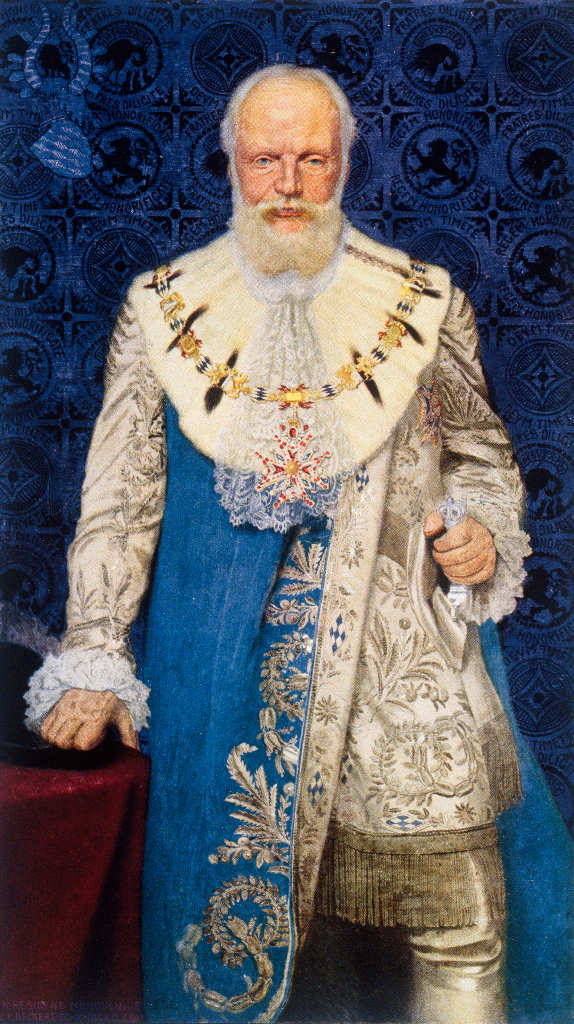
Ludwig III. (1913–1918)

### König von Griechenland (1832–1862)

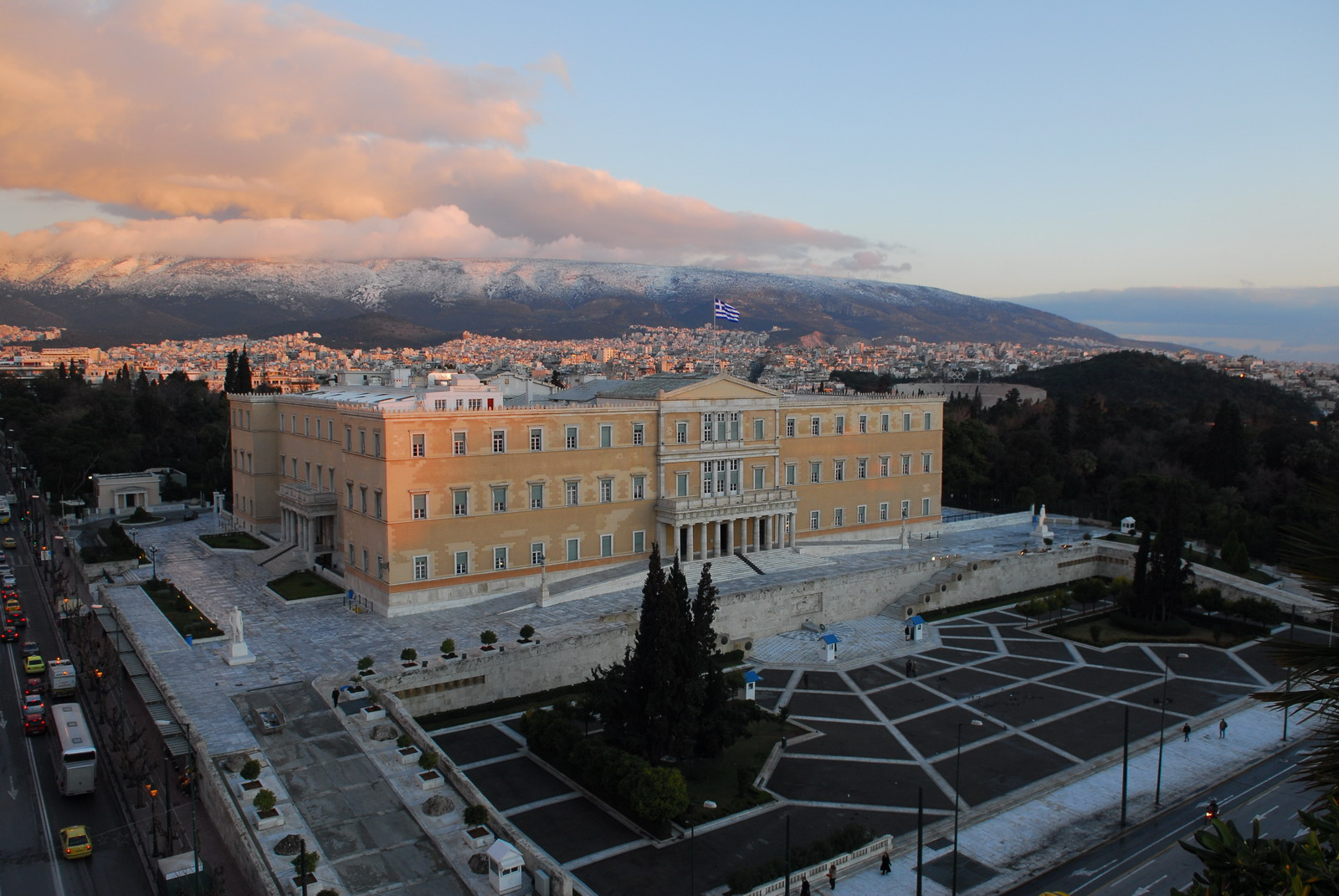
Das bis 1841 von Friedrich von Gärtner für Otto I. erbaute königliche Residenzschloss in Athen (heute Griechisches Parlament)

Aufgrund der Abstammung aus dem byzantinischen Haus Komnenos und dem Haus Laskaris berief die griechische Nationalversammlung das Haus Wittelsbach auf den Thron des befreiten Griechenland.
- Otto I. (1832–1862) (Abdankung nach Aufstand)

### Chefs des Hauses Wittelsbach (nach 1918)
- Ludwig III. (1918–1921)
- Rupprecht von Bayern (1921–1955)
- Albrecht von Bayern (1955–1996)
- Franz von Bayern (seit 1996)

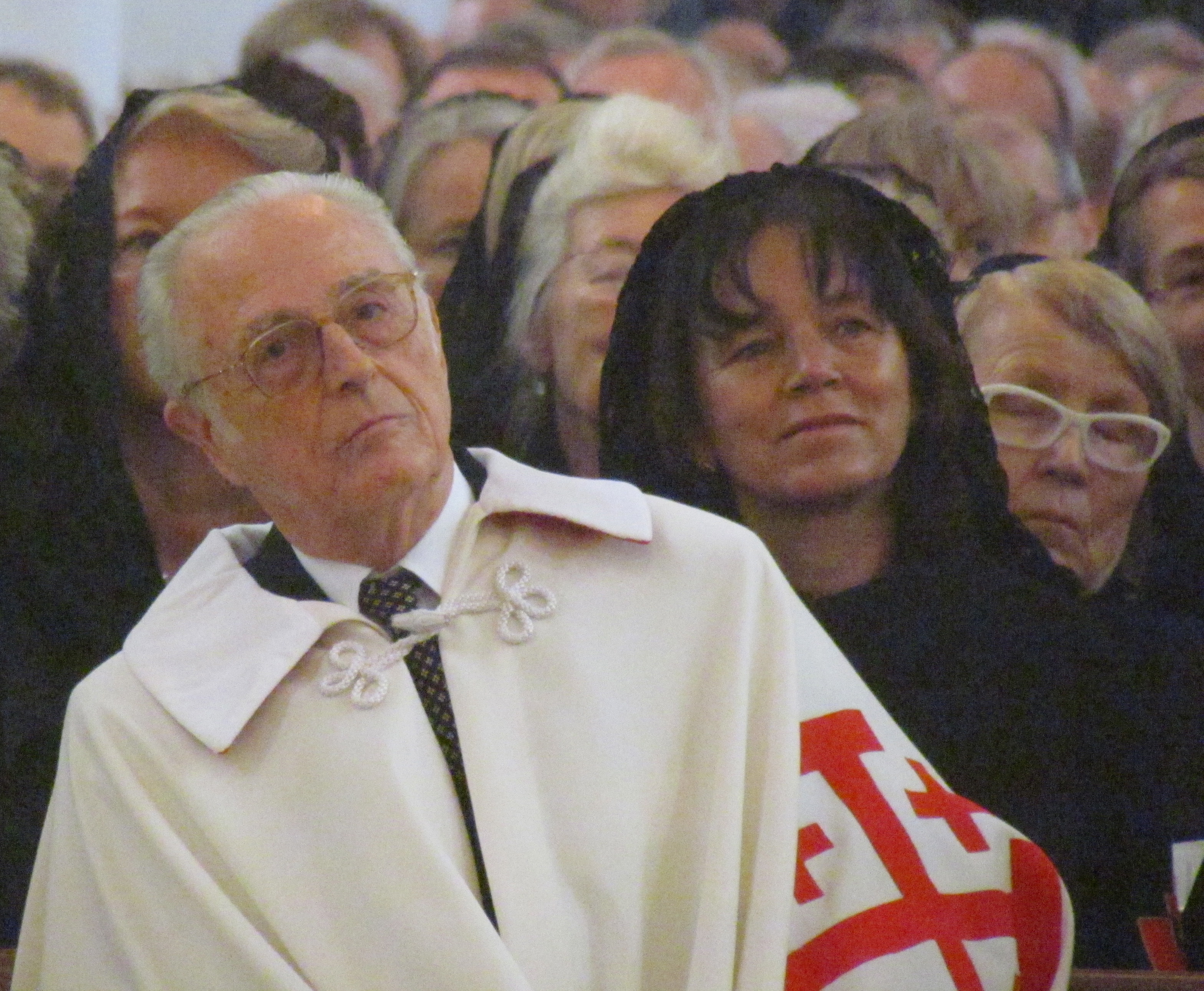
Franz von Bayern (* 1933), heutiger Chef des Hauses Wittelsbach

Nach der Absetzung Ludwigs III. in der Novemberrevolution von 1918 emigrierte er mit seiner Familie vorübergehend ins Ausland. Der König entband in der Anifer Erklärung die Beamten von ihren Amtseiden auf ihn. Hingegen haben weder er noch spätere Wittelsbacher jemals einen Thronverzicht erklärt.

#### Vermögen
1913 wurde das Vermögen der Familie auf 359 Millionen Mark geschätzt. Im Zuge der Aufteilung von Staats- und Hausvermögen wurden durch einen Kompromiss 1923 der Wittelsbacher Ausgleichsfonds sowie durch den vormaligen Kronprinzen Rupprecht von Bayern die Wittelsbacher Landesstiftung für Kunst und Wissenschaft errichtet. Die Wittelsbacher Landesstiftung erhielt die vor 1804 erworbenen Kunstschätze der Wittelsbacher und ist seither Eigentümerin, wenn auch nicht Verwalterin eines großen Teils der Bestände der Alten Pinakothek und weiterer Museen, insgesamt ca. 13.500 Objekte, während jüngere Kunstsammlungen in den Besitz des Ausgleichsfonds kamen, etwa 43.000 Stück. Die ersteren, darunter zahlreiche Kunstwerke von Weltrang, haben aber den weitaus höheren Wert, geschätzt 80:20 zugunsten der Landesstiftung gegenüber dem Ausgleichsfonds.
Die Wittelsbacher Landesstiftung wird von einem Stiftungsvorstand geleitet, dem neben einem Vertreter des Staatsministeriums für Wissenschaft, Forschung und Kunst sowie einem von diesem ernannten Museumsfachmann ein vom Chef des Hauses benannter Vertreter des Hauses Wittelsbach angehört. Die Verwaltung des Wittelsbacher Ausgleichsfonds wird von einem Verwaltungsrat geführt, dem bis zu acht vom jeweiligen Chef des Hauses Wittelsbach bestellte Mitglieder angehören; zwei Vertreter des Finanzministeriums und des Wissenschaftsministeriums, die sogenannten Staatskommissare, nehmen die Stiftungsaufsicht in den Sitzungen des Verwaltungsrats wahr. Ebenfalls dem Ausgleichsfonds gehören die Archivalien des Geheimen Hausarchivs, das als eigene Abteilung vom Bayerischen Hauptstaatsarchiv verwaltet wird; Benutzungen sind nur mit Zustimmung des Chefs des Hauses Wittelsbach möglich, ebenso Ausleihen von Kunstwerken aus den beiden Stiftungen.
In den Ausgleichsfonds wurden 1923 auch einige Liegenschaften aus dem ehemaligen Hausgut-Fideikommiss der Wittelsbacher eingebracht, darunter die Schlösser Berg, Hohenschwangau (samt dem 2011 eingerichteten Museum der bayerischen Könige), Berchtesgaden und Grünau. In diesen Schlössern hat der jeweilige Chef des Hauses Wittelsbach ein Wohnrecht, ebenso in einem Nebentrakt des staatlichen Schlosses Nymphenburg.
Zum Privatvermögen des Hauses Wittelsbach gehören die Schlösser Tegernsee, Wildenwart, Leutstetten und Kaltenberg sowie Land- und Forstwirtschaft mit einer Fläche von 12.500 ha, Immobilien und Industrieanteile. Dazu gehören zwei Brauereien, die erst nach dem Zweiten Weltkrieg zu bedeutender Größe gebracht wurden: das Herzoglich Bayerische Brauhaus Tegernsee und die König Ludwig Schloßbrauerei Kaltenberg, ferner seit 2011 auch die Porzellanmanufaktur Nymphenburg.
Die Verwaltung des Herzogs von Bayern im Schloss Nymphenburg ist zuständig für die Vermögensverwaltung sowie für die Organisation des privaten Haushalts und die Teilnahme der Wittelsbacher an gesellschaftlichen und öffentlichen Verpflichtungen samt protokollarischen Fragen. Da der Chef des Hauses selbst nicht an allen Einladungen teilnehmen kann, werden viele Termine an andere Familienmitglieder verteilt.

#### Öffentliche Rolle
Franz von Bayern beschrieb in seinen 2023 erschienenen Memoiren „Zuschauer in der ersten Reihe: Erinnerungen“ die Rolle des heutigen Wittelsbacher Haus-Chefs in der Öffentlichkeit: „Die Anwesenheit von Vertretern der Familie bei so vielen Veranstaltungen entwickelte sich anfangs aus historischen Gewohnheiten, die nach 1945 wieder aufgenommen wurden. Es blieb immer eine Selbstverständlichkeit und war wohl auch von staatlicher Seite so gewünscht. Ich glaube, wir waren ein bisschen Teil des Bildes von Bayern, wie es auch die offizielle Seite gerne zeigen wollte …“ Die Anwesenheit bei vielen öffentlichen Gelegenheiten demonstriere aber auch, dass das Haus Wittelsbach hinter der jeweiligen Sache stehe. Daher müsse er Wert auf Sichtbarkeit sowie Begrüßung in der richtigen Form und an der richtigen Stelle legen. Der Draht zur Landesregierung sei stets eng gewesen – unabhängig davon, welche Partei regierte. Die Ministerpräsidenten hätten stets den persönlichen Kontakt gesucht, beginnend mit der engen Freundschaft des Kronprinzen Rupprecht mit dem Sozialdemokraten Wilhelm Hoegner, die beide als erklärte Gegner des Nationalsozialismus ins Exil gegangen waren.
Zumeist ergebe sich bei Veranstaltungen die Gelegenheit zum informellen Gespräch, in besonderen Fällen könne er auch mal um eine kurze Unterredung mit dem Ministerpräsidenten, Mitgliedern der Landesregierung oder anderen Politikern bitten. Dort könne er Stellung nehmen, eigene Gedanken einbringen, auf Dinge hinweisen oder zur Vorsicht mahnen. Er sehe es als Teil seiner Aufgabe, gegebenenfalls die Interessen des Landes auch gegenüber der Politik zu vertreten, etwa wenn es um den Föderalismus gehe: „Mein Standpunkt dazu war immer, dass wir uns trotz der Internationalisierung nicht von anderen vorschreiben lassen sollten, was wir zu denken haben.“ Viele Menschen versuchten, ihn für ihre Ideen zu begeistern, damit er ihnen Türen öffne oder ihre Projekte befürworte. „Für eine überzeugende Idee setze ich mich gern ein und schreibe wem auch immer einen Brief, dass ich das gehört habe und gut finde. Sehr oft hilft das. Ich muss mir aber gründlich überlegen, wofür ich eintrete, wie oft, wie viel und an welcher Stelle, um den Bonus, den ich habe, nicht zu verspielen.“ Ein Engagement sei in vielen Bereichen möglich, für kulturelle, soziale oder politische Interessen, solange es nicht Parteipolitik sei.

### Herzöge in Bayern
Herzog in Bayern war seit 1799 der Titel der Nebenlinie Pfalz-Zweibrücken-Birkenfeld-Gelnhausen, beginnend mit Wilhelm in Bayern. Ihr entstammte Elisabeth (Sisi), Gattin Kaiser Franz Josephs von Österreich. Derzeit lebt der Nachname Herzog in Bayern weiter, da Ludwig Wilhelm Herzog in Bayern am 18. März 1965 seinen Großneffen Max Emanuel Prinz von Bayern adoptierte.

## Genealogie

### Liste der Wittelsbacher Linien
Bayerische Linien (1255-1777)
| Bayern erste Teilung 1255             |                                       |                                       |                                       |                                       |                                       |                                       |                                       |                                          |                                          |                                          |                                          |                                                               |                                                               |                                                               |                                                               |
| Oberbayern ältere Linie               | Oberbayern ältere Linie               | Oberbayern ältere Linie               | Oberbayern ältere Linie               | Oberbayern ältere Linie               | Oberbayern ältere Linie               | Oberbayern ältere Linie               | Oberbayern ältere Linie               | Niederbayern ältere Linie, bis 1340      | Niederbayern ältere Linie, bis 1340      | Niederbayern ältere Linie, bis 1340      | Niederbayern ältere Linie, bis 1340      | Niederbayern ältere Linie, bis 1340                           | Niederbayern ältere Linie, bis 1340                           | Niederbayern ältere Linie, bis 1340                           | Niederbayern ältere Linie, bis 1340                           |
| Teilung 1349                          |                                       |                                       |                                       |                                       |                                       |                                       |                                       |                                          |                                          |                                          |                                          |                                                               |                                                               |                                                               |                                                               |
| Oberbayern jüngere Linie, bis 1363/79 | Oberbayern jüngere Linie, bis 1363/79 | Oberbayern jüngere Linie, bis 1363/79 | Oberbayern jüngere Linie, bis 1363/79 | Oberbayern jüngere Linie, bis 1363/79 | Oberbayern jüngere Linie, bis 1363/79 | Oberbayern jüngere Linie, bis 1363/79 | Oberbayern jüngere Linie, bis 1363/79 | Niederbayern jüngere Linie, Teilung 1353 | Niederbayern jüngere Linie, Teilung 1353 | Niederbayern jüngere Linie, Teilung 1353 | Niederbayern jüngere Linie, Teilung 1353 | Niederbayern jüngere Linie, Teilung 1353                      | Niederbayern jüngere Linie, Teilung 1353                      | Niederbayern jüngere Linie, Teilung 1353                      | Niederbayern jüngere Linie, Teilung 1353                      |
| Oberbayern jüngere Linie, bis 1363/79 | Oberbayern jüngere Linie, bis 1363/79 | Oberbayern jüngere Linie, bis 1363/79 | Oberbayern jüngere Linie, bis 1363/79 | Oberbayern jüngere Linie, bis 1363/79 | Oberbayern jüngere Linie, bis 1363/79 | Oberbayern jüngere Linie, bis 1363/79 | Oberbayern jüngere Linie, bis 1363/79 | Niederbayern-Landshut                    | Niederbayern-Landshut                    | Niederbayern-Landshut                    | Niederbayern-Landshut                    | Niederbayern-Straubing erlischt 1425, Erbe aufgeteilt 1429 im | Niederbayern-Straubing erlischt 1425, Erbe aufgeteilt 1429 im | Niederbayern-Straubing erlischt 1425, Erbe aufgeteilt 1429 im | Niederbayern-Straubing erlischt 1425, Erbe aufgeteilt 1429 im |
| Teilung 1392                          |                                       |                                       |                                       |                                       |                                       |                                       |                                       |                                          |                                          |                                          |                                          | Niederbayern-Straubing erlischt 1425, Erbe aufgeteilt 1429 im | Niederbayern-Straubing erlischt 1425, Erbe aufgeteilt 1429 im | Niederbayern-Straubing erlischt 1425, Erbe aufgeteilt 1429 im | Niederbayern-Straubing erlischt 1425, Erbe aufgeteilt 1429 im |
| Bayern-München                        | Bayern-München                        | Bayern-München                        | Bayern-München                        | Bayern-Ingolstadt                     | Bayern-Ingolstadt                     | Bayern-Ingolstadt                     | Bayern-Ingolstadt                     | Bayern-Landshut                          | Bayern-Landshut                          | Bayern-Landshut                          | Bayern-Landshut                          | Niederbayern-Straubing erlischt 1425, Erbe aufgeteilt 1429 im | Niederbayern-Straubing erlischt 1425, Erbe aufgeteilt 1429 im | Niederbayern-Straubing erlischt 1425, Erbe aufgeteilt 1429 im | Niederbayern-Straubing erlischt 1425, Erbe aufgeteilt 1429 im |
|                                       |                                       |                                       |                                       |                                       |                                       |                                       |                                       |                                          |                                          |                                          |                                          | Preßburger                                                    | Preßburger                                                    | Schieds-                                                      | spruch                                                        |
|                                       |                                       |                                       |                                       | 1447 beerbt von Bayern-Landshut       |                                       |                                       |                                       |                                          |                                          |                                          |                                          |                                                               |                                                               |                                                               |                                                               |
|                                       |                                       |                                       |                                       | 1503/5 beerbt von Bayern-München      |                                       |                                       |                                       |                                          |                                          |                                          |                                          |                                                               |                                                               |                                                               |                                                               |
| 1777 beerbt von Pfalz-Sulzbach        |                                       |                                       |                                       |                                       |                                       |                                       |                                       |                                          |                                          |                                          |                                          |                                                               |                                                               |                                                               |                                                               |
| 1799 beerbt von Pfalz-Zweibrücken     |                                       |                                       |                                       |                                       |                                       |                                       |                                       |                                          |                                          |                                          |                                          |                                                               |                                                               |                                                               |                                                               |

Pfälzische Linien (1329-heute)
| Pfalz Teilung 1410                                           | Pfalz Teilung 1410                     | Pfalz Teilung 1410                           | Pfalz Teilung 1410                                   | Pfalz Teilung 1410                             | Pfalz Teilung 1410                                        | Pfalz Teilung 1410                           | Pfalz Teilung 1410                                             | Pfalz Teilung 1410                                | Pfalz Teilung 1410                                         | Pfalz Teilung 1410                                                      | Pfalz Teilung 1410                                                        | Pfalz Teilung 1410                        | Pfalz Teilung 1410                        | Pfalz Teilung 1410                     | Pfalz Teilung 1410                     | Pfalz Teilung 1410                     |
| ------------------------------------------------------------ | -------------------------------------- | -------------------------------------------- | ---------------------------------------------------- | ---------------------------------------------- | --------------------------------------------------------- | -------------------------------------------- | -------------------------------------------------------------- | ------------------------------------------------- | ---------------------------------------------------------- | ----------------------------------------------------------------------- | ------------------------------------------------------------------------- | ----------------------------------------- | ----------------------------------------- | -------------------------------------- | -------------------------------------- | -------------------------------------- |
| Heidelberger Kurlinie 1559 beerbt von Pfalz-Simmern-Sponheim | Pfalz-Mosbach 1499 beerbt von Kurlinie | Pfalz-Neumarkt 1448 beerbt von Pfalz-Mosbach | Pfalz-Simmern-Zweibrücken Teilung 1459               | Pfalz-Simmern-Zweibrücken Teilung 1459         | Pfalz-Simmern-Zweibrücken Teilung 1459                    | Pfalz-Simmern-Zweibrücken Teilung 1459       | Pfalz-Simmern-Zweibrücken Teilung 1459                         | Pfalz-Simmern-Zweibrücken Teilung 1459            | Pfalz-Simmern-Zweibrücken Teilung 1459                     | Pfalz-Simmern-Zweibrücken Teilung 1459                                  | Pfalz-Simmern-Zweibrücken Teilung 1459                                    | Pfalz-Simmern-Zweibrücken Teilung 1459    | Pfalz-Simmern-Zweibrücken Teilung 1459    | Pfalz-Simmern-Zweibrücken Teilung 1459 | Pfalz-Simmern-Zweibrücken Teilung 1459 | Pfalz-Simmern-Zweibrücken Teilung 1459 |
|                                                              |                                        |                                              | Pfalz-Simmern-Sponheim 1685 beerbt von Pfalz-Neuburg | Pfalz-Zweibrücken-Veldenz Teilung 1543         | Pfalz-Zweibrücken-Veldenz Teilung 1543                    | Pfalz-Zweibrücken-Veldenz Teilung 1543       | Pfalz-Zweibrücken-Veldenz Teilung 1543                         | Pfalz-Zweibrücken-Veldenz Teilung 1543            | Pfalz-Zweibrücken-Veldenz Teilung 1543                     | Pfalz-Zweibrücken-Veldenz Teilung 1543                                  | Pfalz-Zweibrücken-Veldenz Teilung 1543                                    | Pfalz-Zweibrücken-Veldenz Teilung 1543    | Pfalz-Zweibrücken-Veldenz Teilung 1543    | Pfalz-Zweibrücken-Veldenz Teilung 1543 | Pfalz-Zweibrücken-Veldenz Teilung 1543 | Pfalz-Zweibrücken-Veldenz Teilung 1543 |
|                                                              |                                        |                                              |                                                      | Pfalz-Zweibrücken Teilung 1569                 | Pfalz-Zweibrücken Teilung 1569                            | Pfalz-Zweibrücken Teilung 1569               | Pfalz-Zweibrücken Teilung 1569                                 | Pfalz-Zweibrücken Teilung 1569                    | Pfalz-Zweibrücken Teilung 1569                             | Pfalz-Zweibrücken Teilung 1569                                          | Pfalz-Zweibrücken Teilung 1569                                            | Pfalz-Zweibrücken Teilung 1569            | Pfalz-Zweibrücken Teilung 1569            | Pfalz-Veldenz erlischt 1694            | Pfalz-Veldenz erlischt 1694            | Pfalz-Veldenz erlischt 1694            |
|                                                              |                                        |                                              |                                                      | Pfalz-Sulzbach I 1604 beerbt von Pfalz-Neuburg | Pfalz-Vohenstrauß-Parkstein 1597 beerbt von Pfalz-Neuburg | Pfalz-Zweibrücken-Neuburg Teilung 1614/1656  | Pfalz-Zweibrücken-Neuburg Teilung 1614/1656                    | Pfalz-Zweibrücken Teilung 1604                    | Pfalz-Zweibrücken Teilung 1604                             | Pfalz-Zweibrücken Teilung 1604                                          | Pfalz-Zweibrücken-Birkenfeld Teilung 1630                                 | Pfalz-Zweibrücken-Birkenfeld Teilung 1630 | Pfalz-Zweibrücken-Birkenfeld Teilung 1630 | 1733                                   | aufge-                                 | teilt                                  |
|                                                              |                                        |                                              |                                                      |                                                |                                                           | Pfalz-Neuburg 1742 beerbt von Pfalz-Sulzbach | Pfalz-Sulzbach II 1799 beerbt von Pfalz-Birkenfeld-Bischweiler | Pfalz-Zweibrücken 1661 beerbt von Pfalz-Landsberg | Pfalz-Zweibrücken-Landsberg 1681 beerbt von Pfalz-Kleeburg | Pfalz-Zweibrücken-Kleeburg 1731 beerbt von Pfalz-Birkenfeld-Bischweiler | Pfalz-Zweibrücken-Birkenfeld 1671 beerbt von Pfalz-Birkenfeld-Bischweiler | Pfalz-Birkenfeld-Bischweiler Teilung 1654 | Pfalz-Birkenfeld-Bischweiler Teilung 1654 |                                        |                                        |                                        |
|                                                              |                                        |                                              |                                                      |                                                |                                                           |                                              |                                                                |                                                   |                                                            |                                                                         | Pfalz-Zweibrücken-Birkenfeld 1671 beerbt von Pfalz-Birkenfeld-Bischweiler | Pfalz-Birkenfeld-Bischweiler Teilung 1654 | Pfalz-Birkenfeld-Bischweiler Teilung 1654 |                                        |                                        |                                        |
|                                                              |                                        |                                              |                                                      |                                                |                                                           |                                              |                                                                |                                                   |                                                            |                                                                         | Pfalz-Zweibrücken-Birkenfeld 1671 beerbt von Pfalz-Birkenfeld-Bischweiler | Pfalz-Birkenfeld-Bischweiler Teilung 1654 | Pfalz-Birkenfeld-Bischweiler Teilung 1654 |                                        |                                        |                                        |
|                                                              |                                        |                                              |                                                      |                                                |                                                           |                                              |                                                                |                                                   |                                                            |                                                                         |                                                                           | Pfalz-Birkenfeld-Bischweiler bis heute    | Pfalz-Birkenfeld-Gelnhausen bis heute     |                                        |                                        |                                        |

Morganatische und außereheliche Abkömmlinge
- Fürsten von Bretzenheim
- Freiherren von Fürstenwärther
- Freiherren von Hegnenberg-Dux
- Grafen von Holnstein aus Bayern
- Fürsten zu Löwenstein-Wertheim
- Karoline Franziska Dorothea von Parkstein
- Raugrafen zu Pfalz
- Joseph Ferdinand Maria von Salern
- von Plottnitz-Stockhammer
- von Wallersee
- Grafen von Wartenberg
- Freiherrn von Zweybrücken
- Freiherr Ludwig von Stein

## Schlösser der Wittelsbacher

### Bayern
Einige der bedeutendsten bayerischen Schlösser, die von Wittelsbacher Herrschern erbaut wurden bzw. als Sitze regierender Linien dienten, waren:

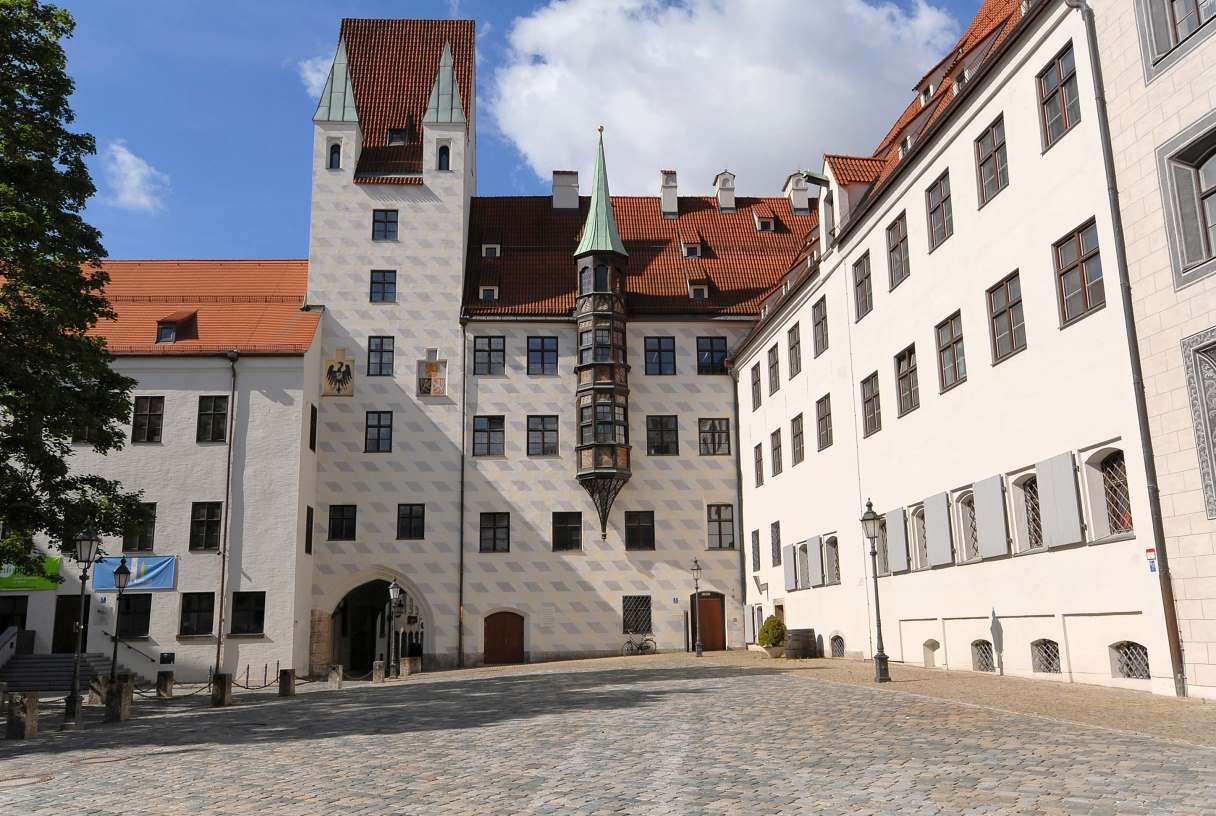
Der Alte Hof in München
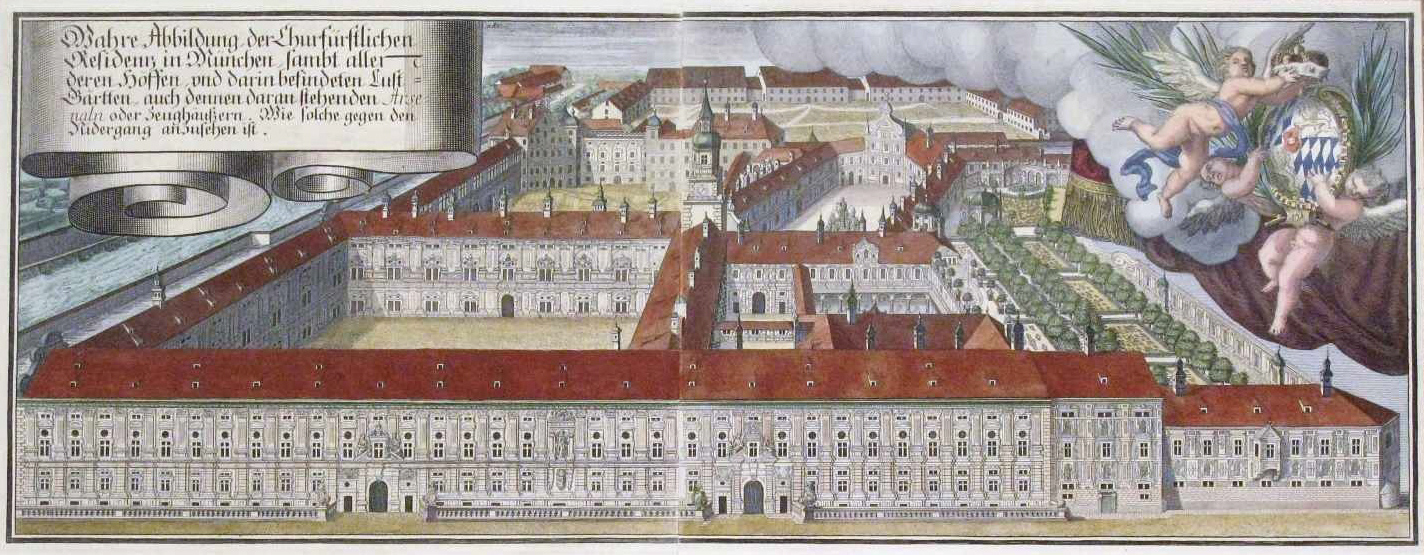
Münchner Residenz
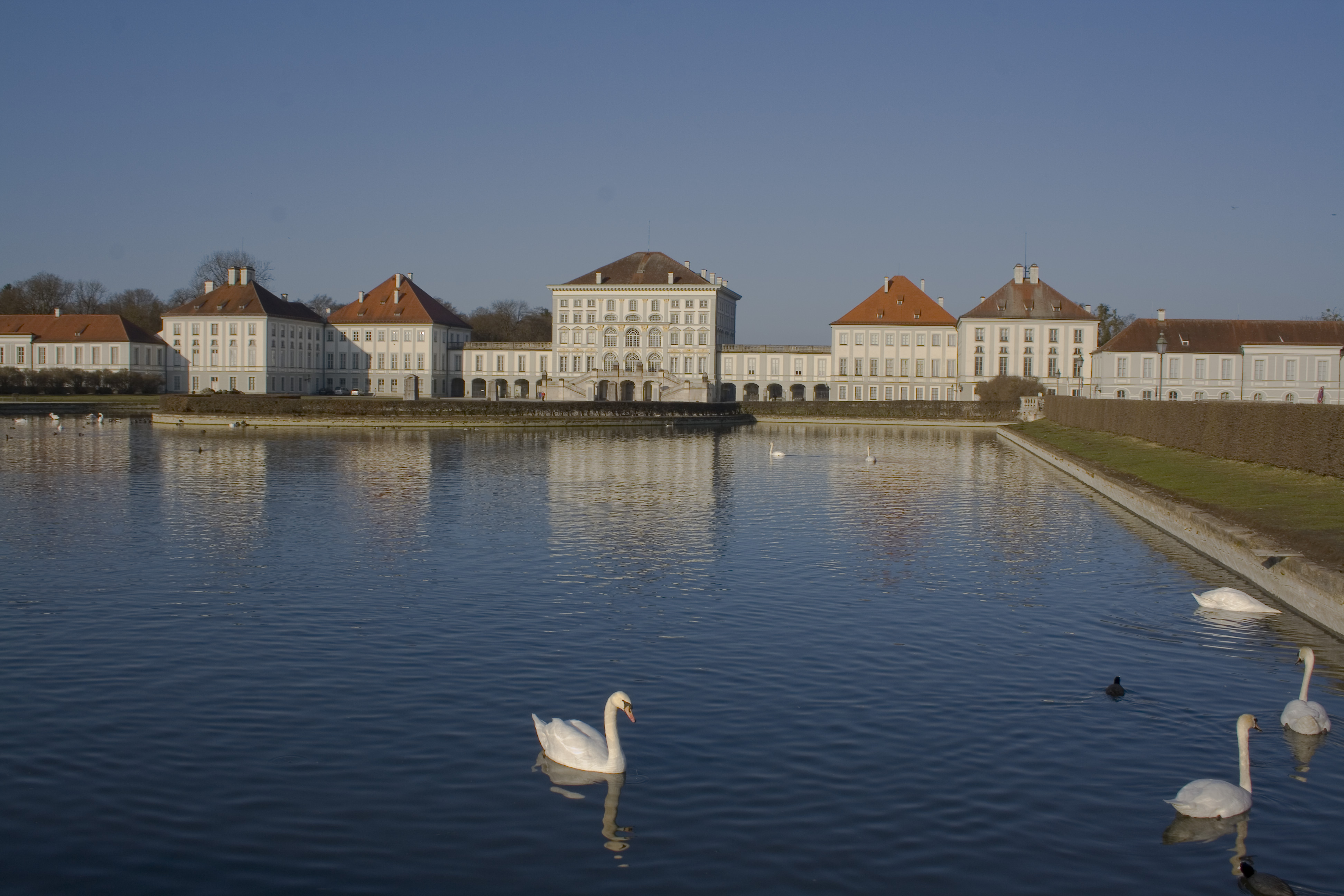
Schloss Nymphenburg in München
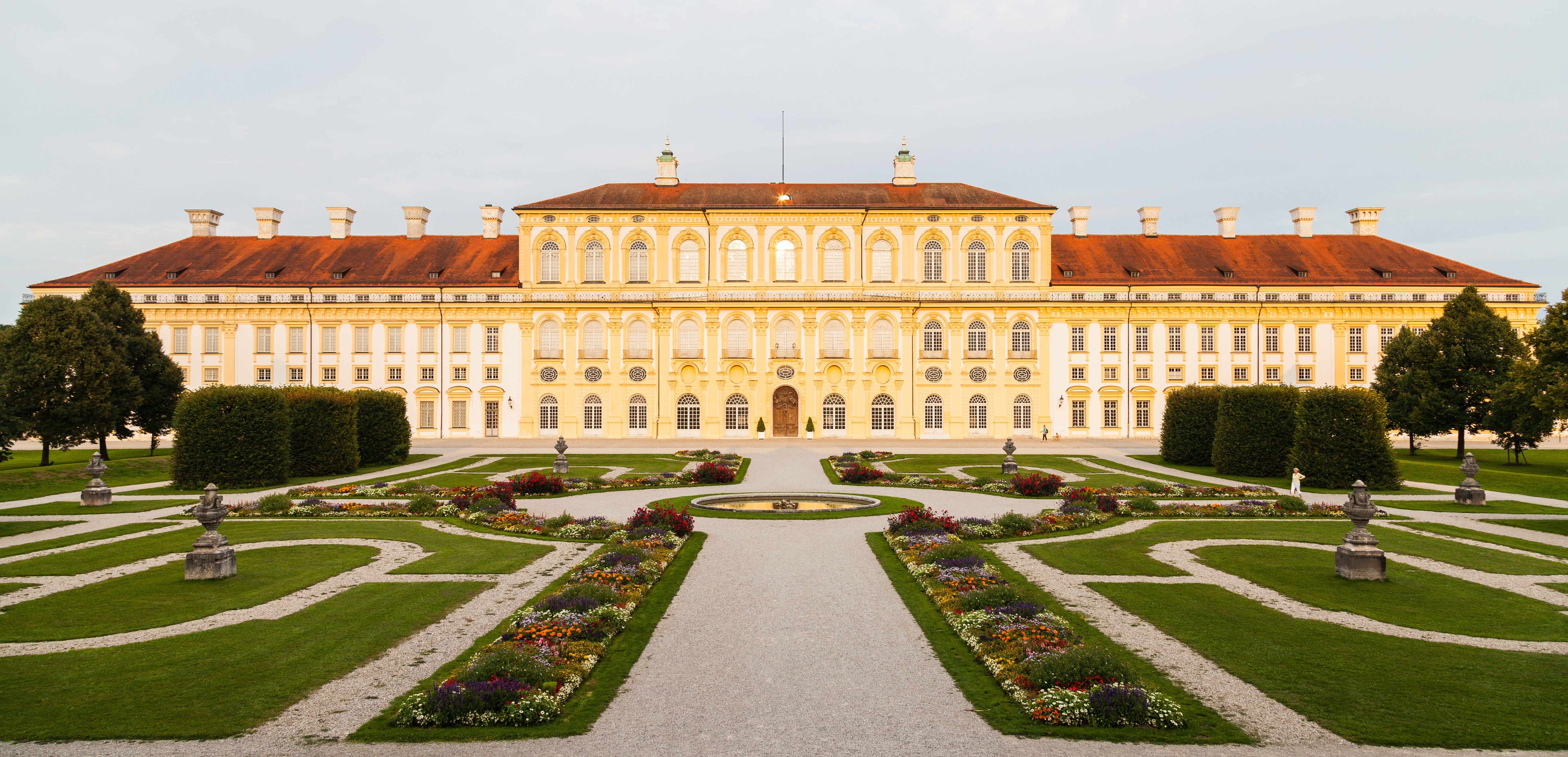
Schloss Schleißheim in Oberschleißheim bei München
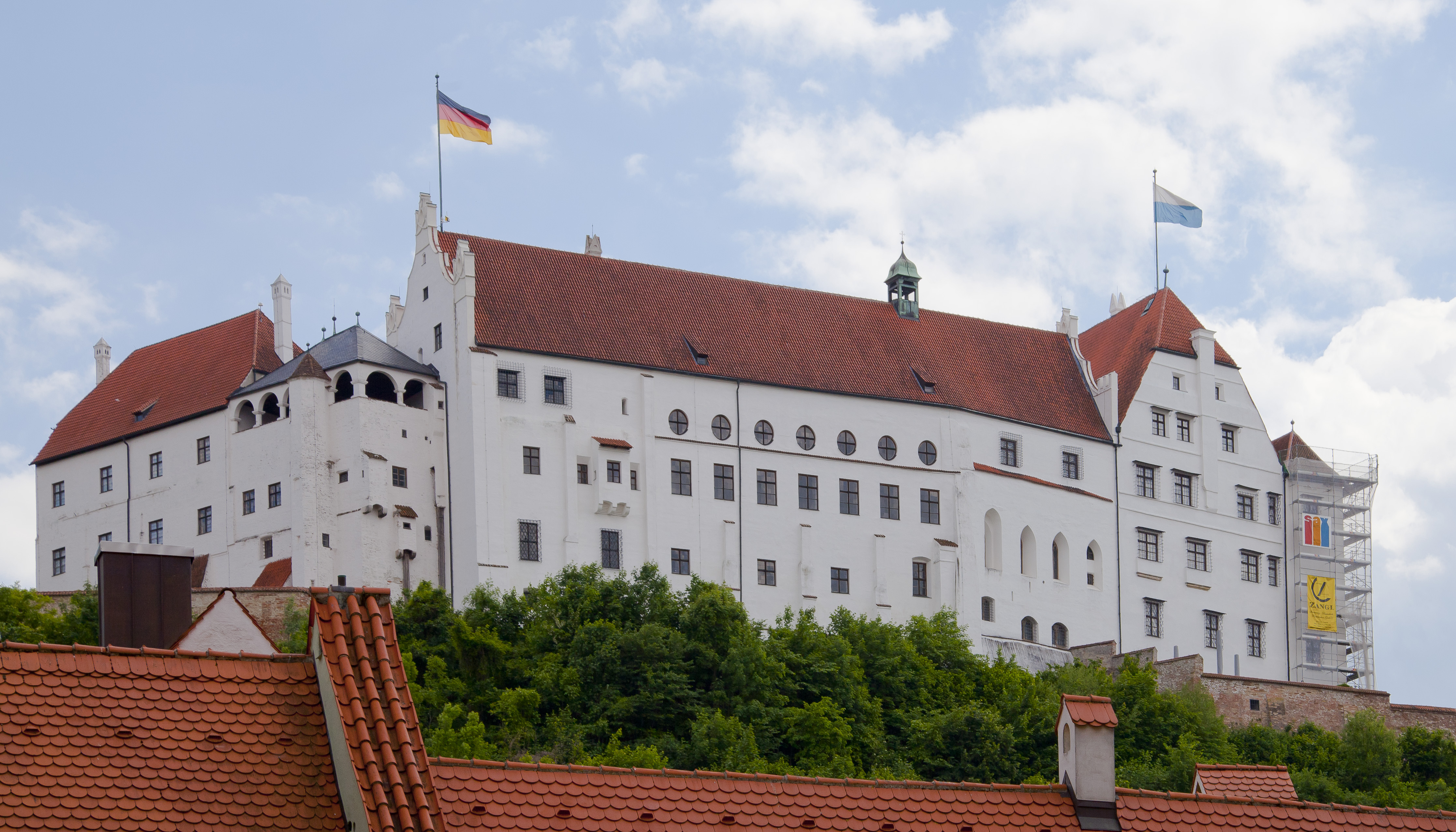
Burg Trausnitz in Landshut
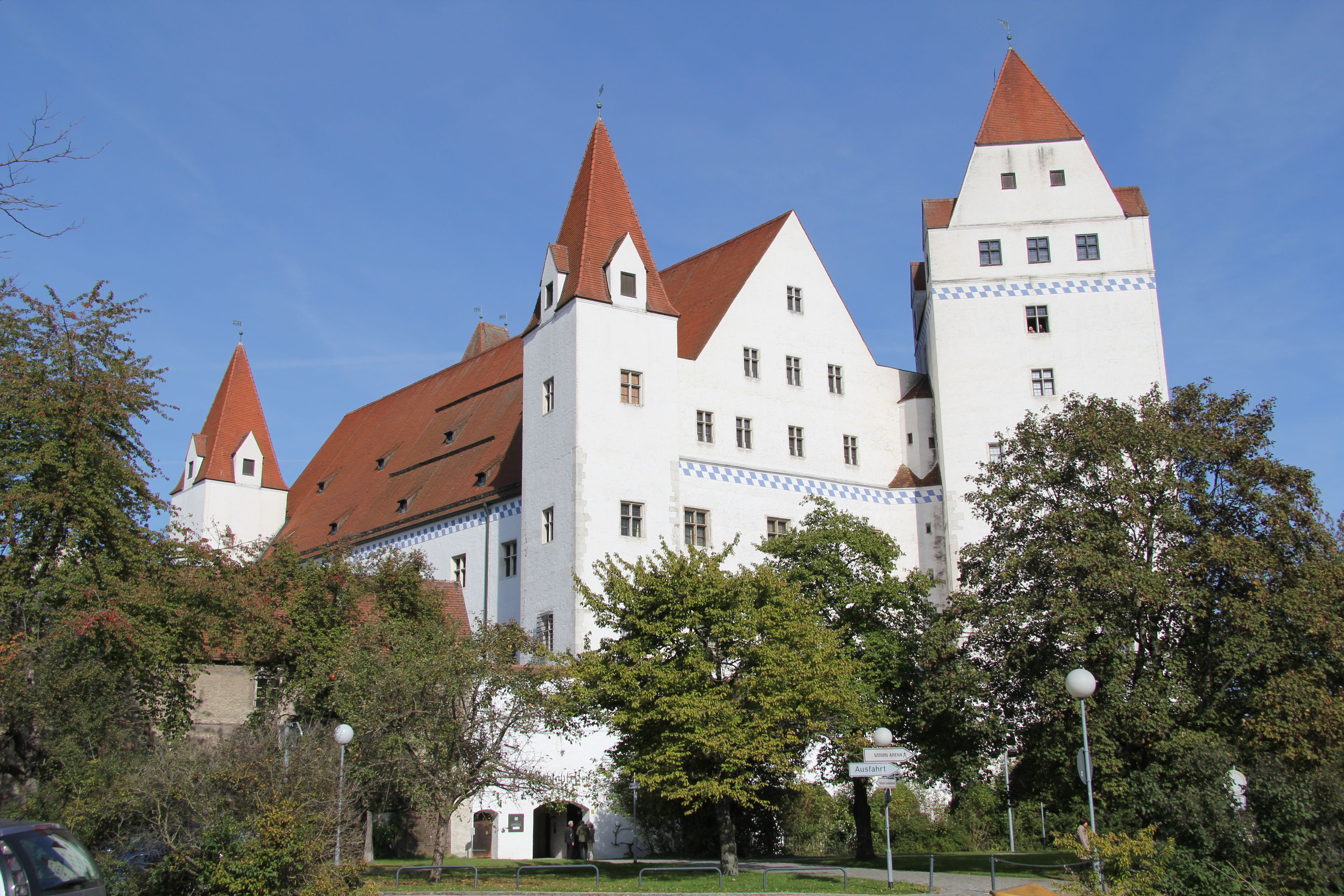
Schloss Ingolstadt
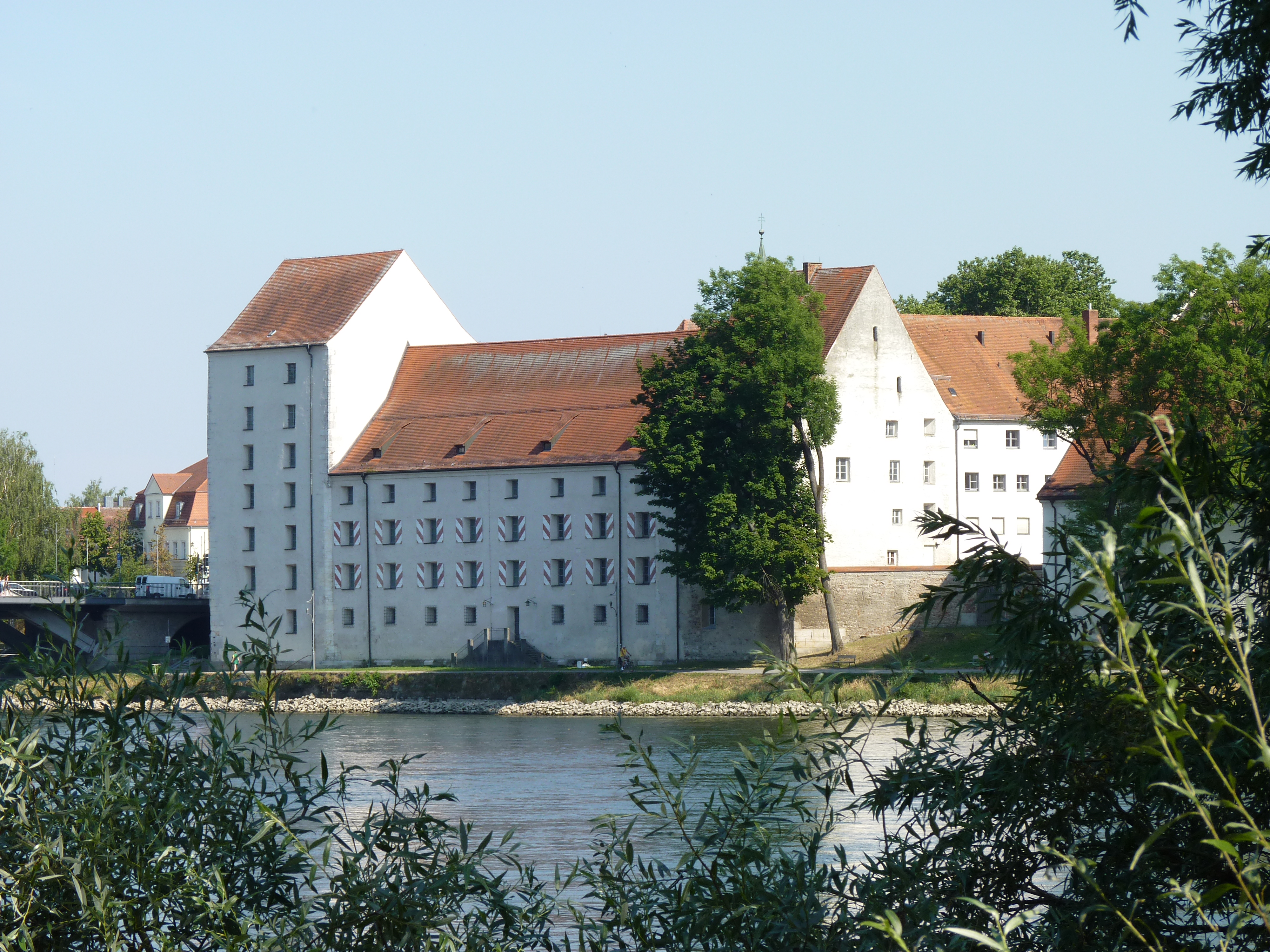
Schloss Straubing
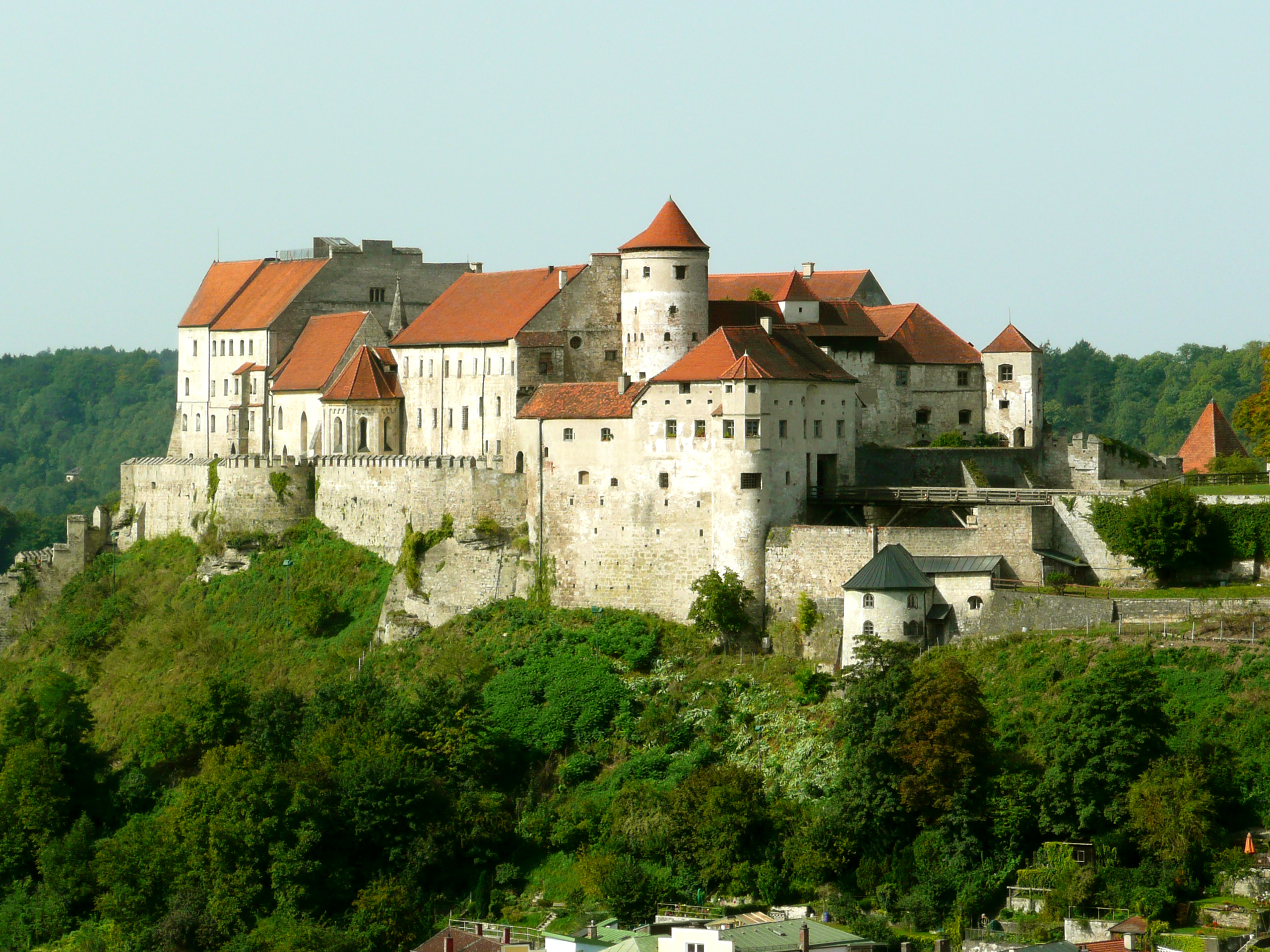
Burg zu Burghausen
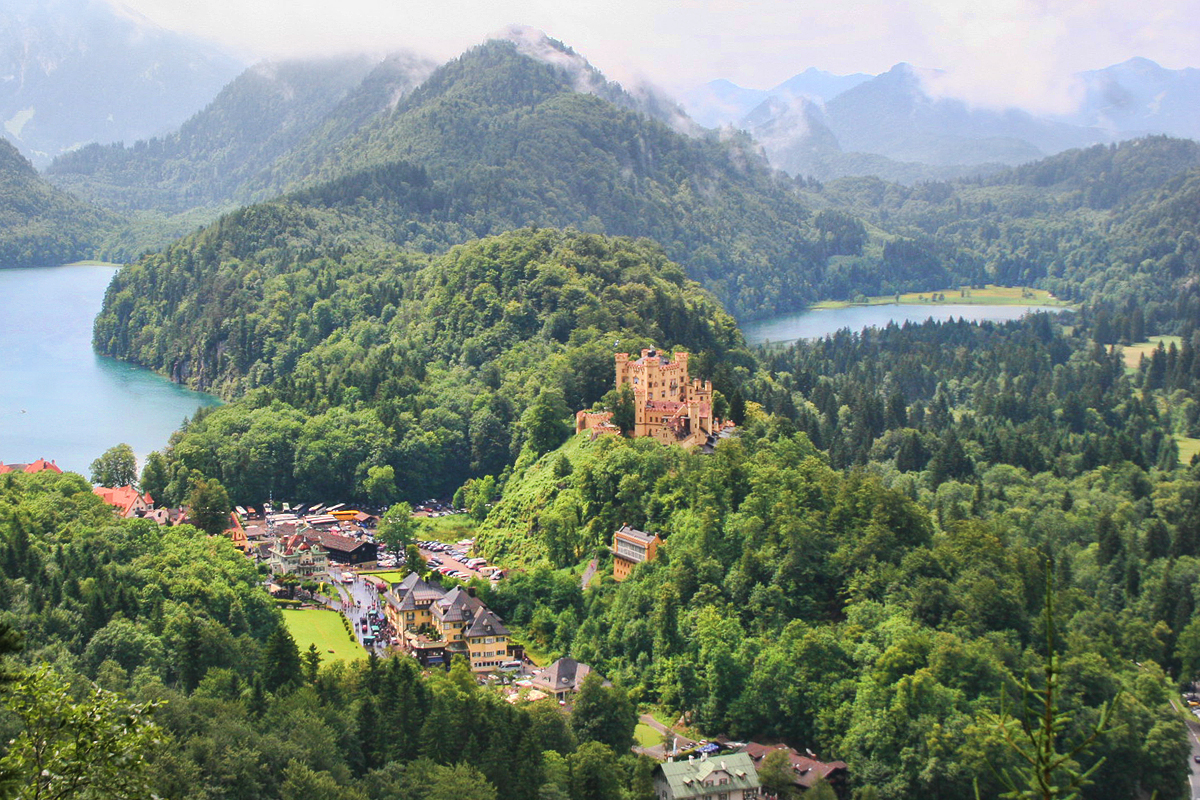
Schloss Hohenschwangau
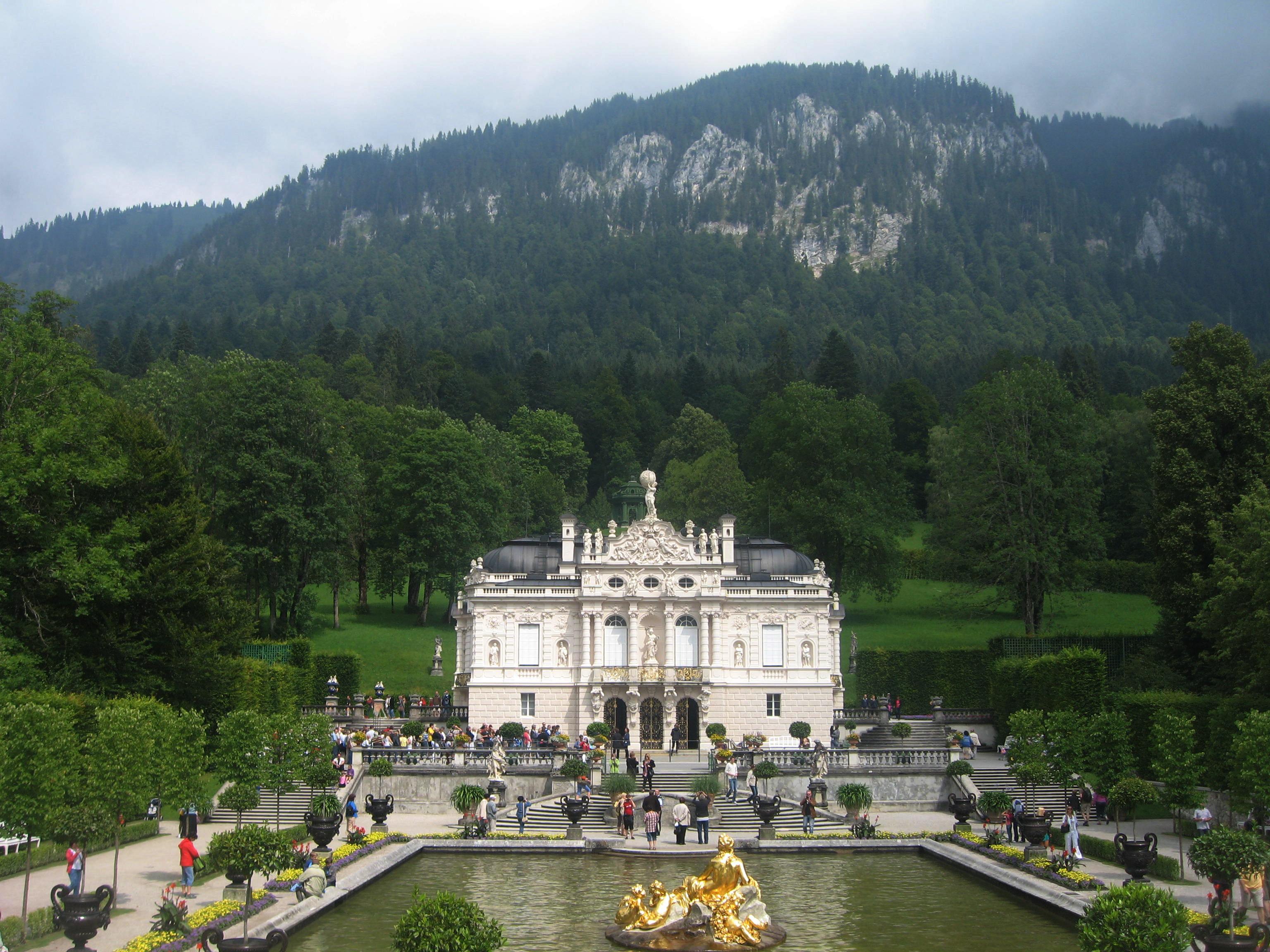
Schloss Linderhof
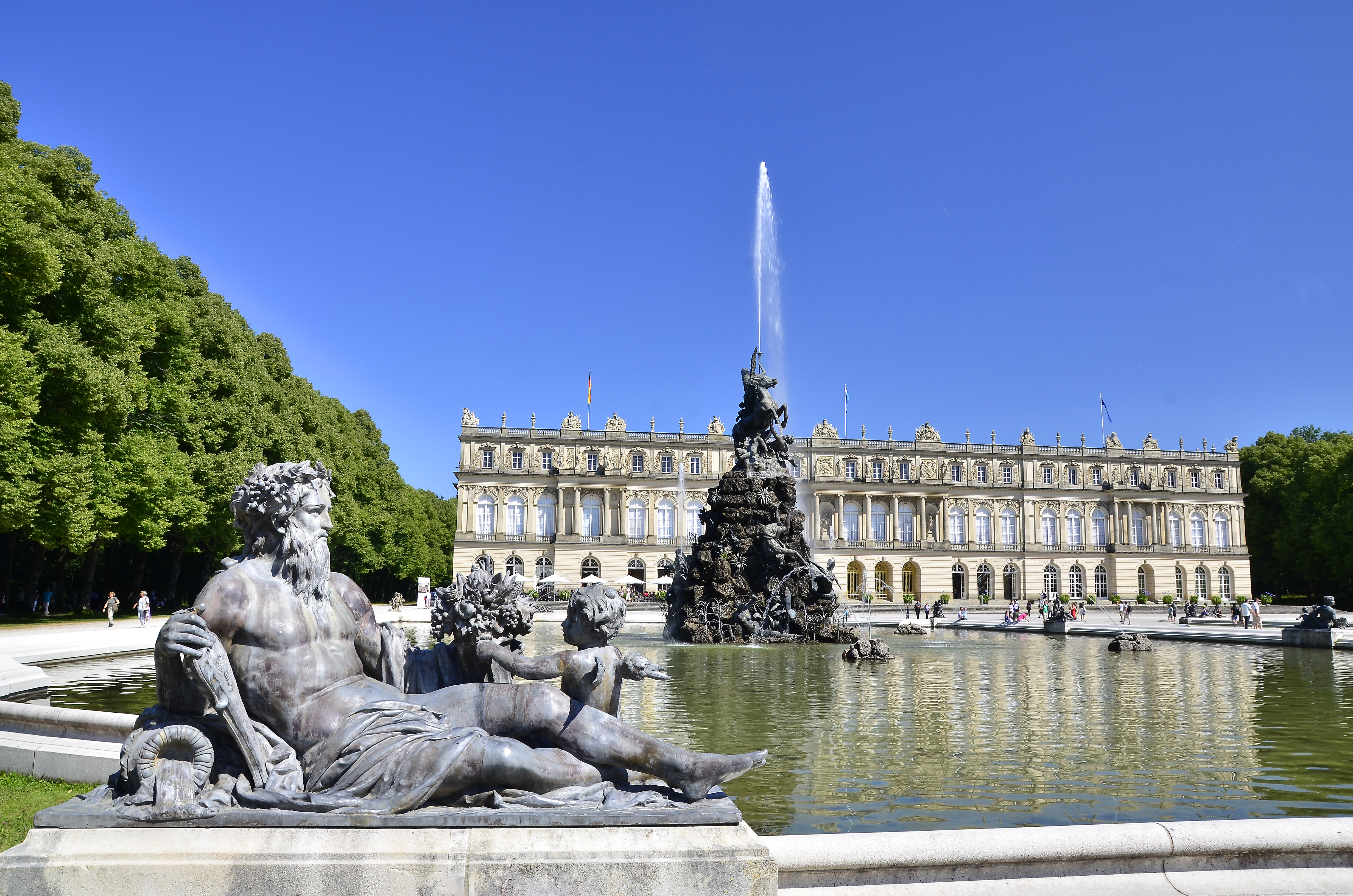
Schloss Herrenchiemsee
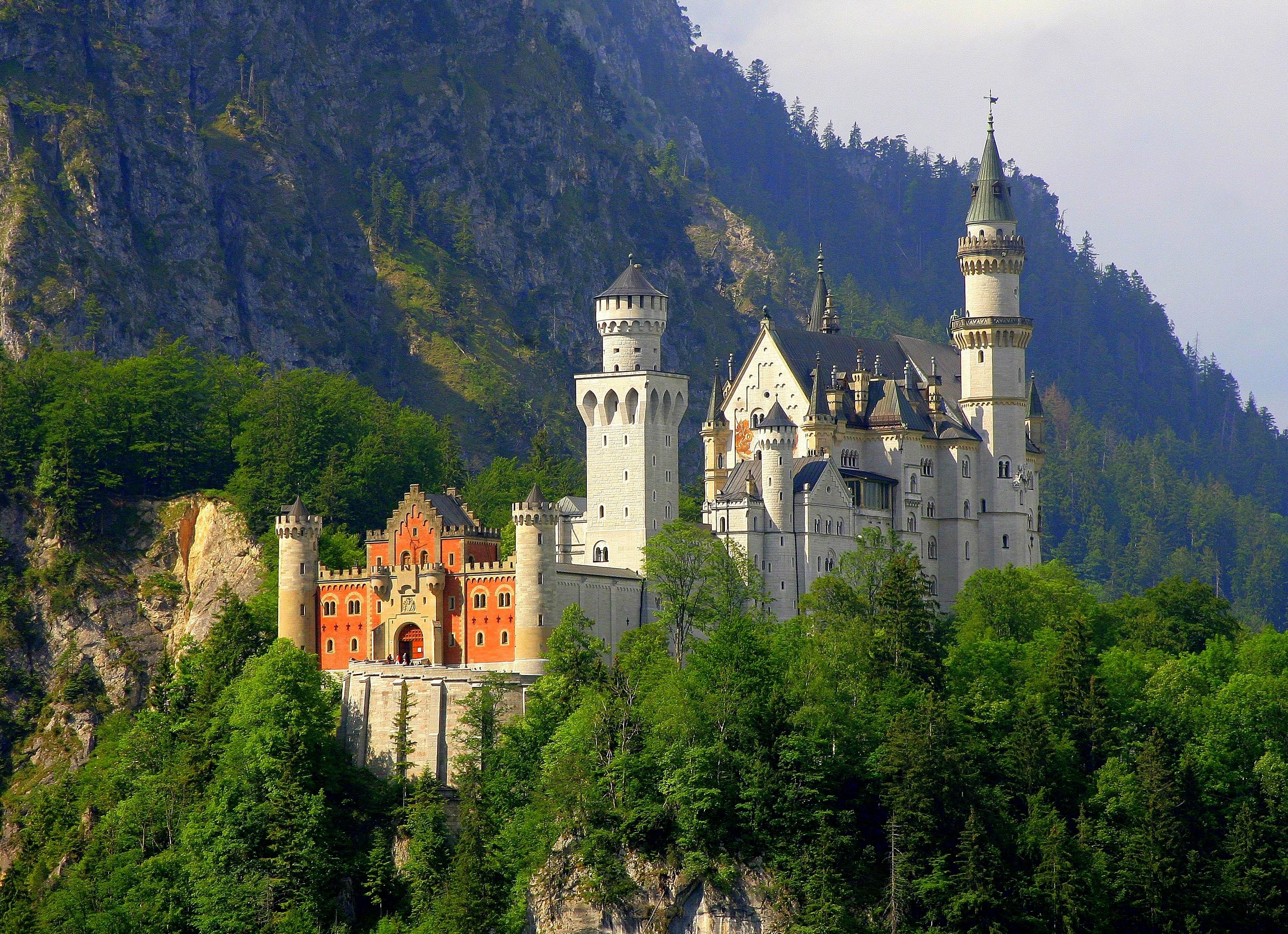
Schloss Neuschwanstein

### Pfälzische Linie
Zu den wichtigsten Sitzen der Pfälzer Wittelsbacher zählten:

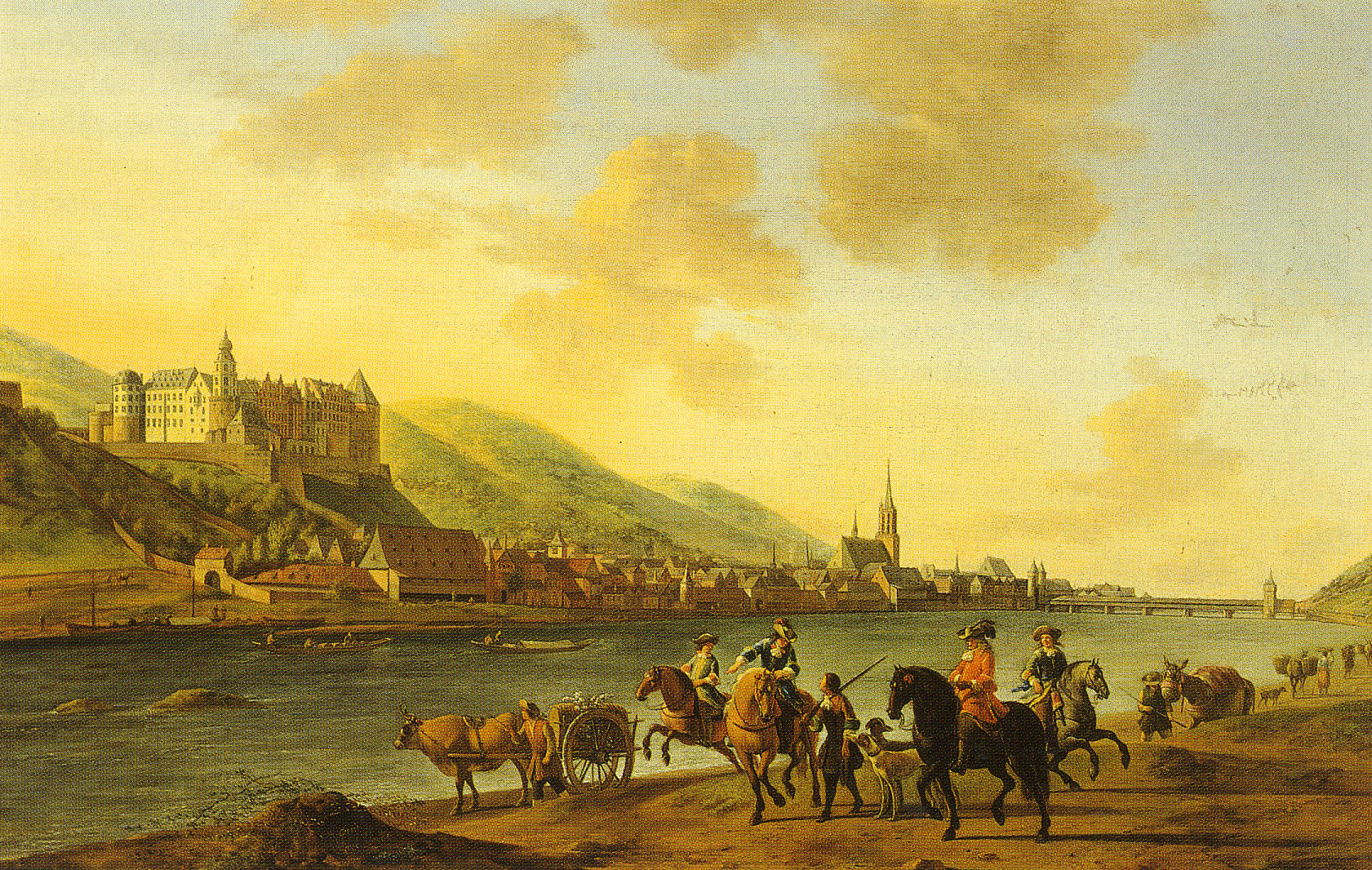
Heidelberger Schloss 1670
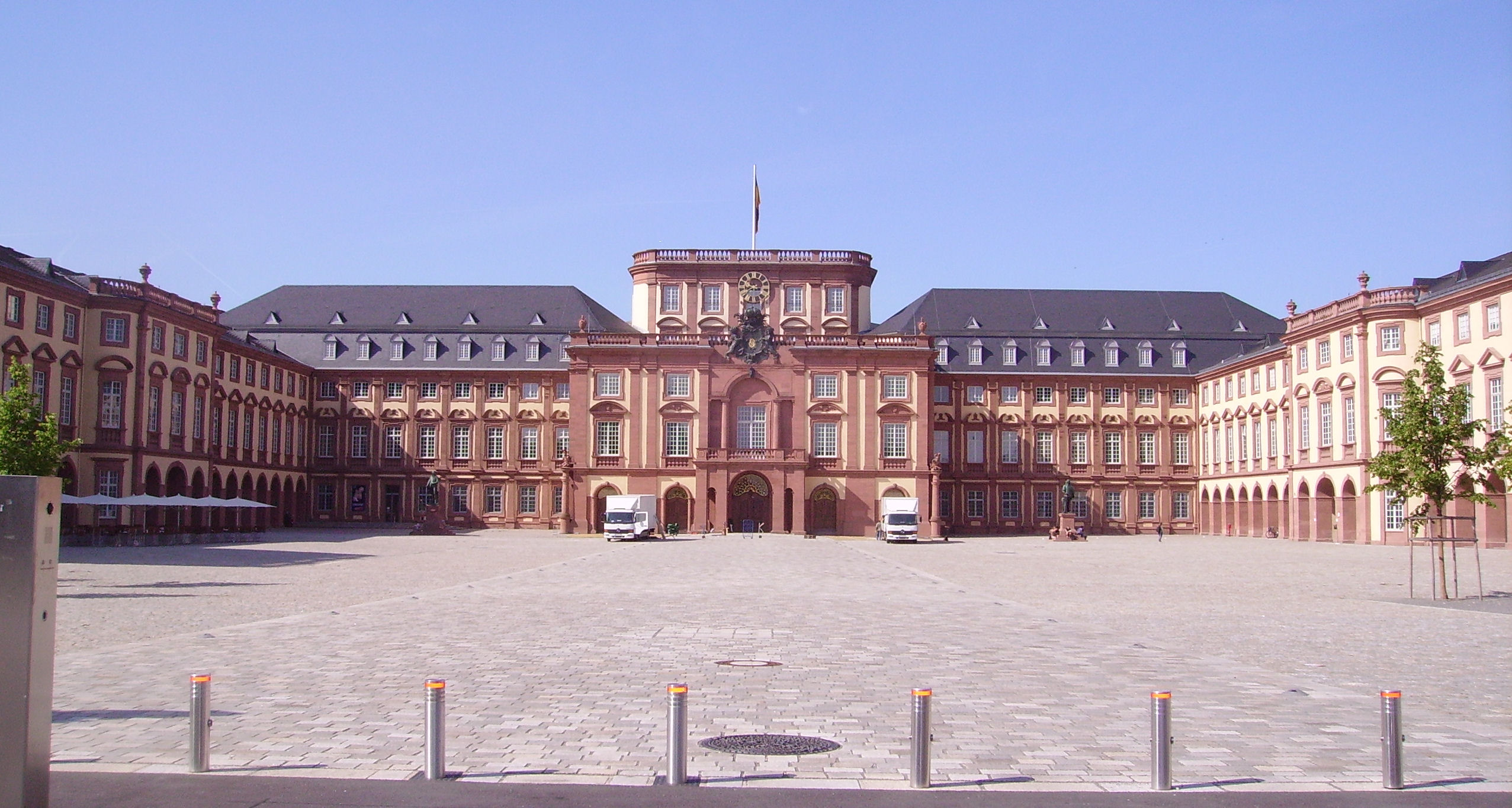
Schloss Mannheim
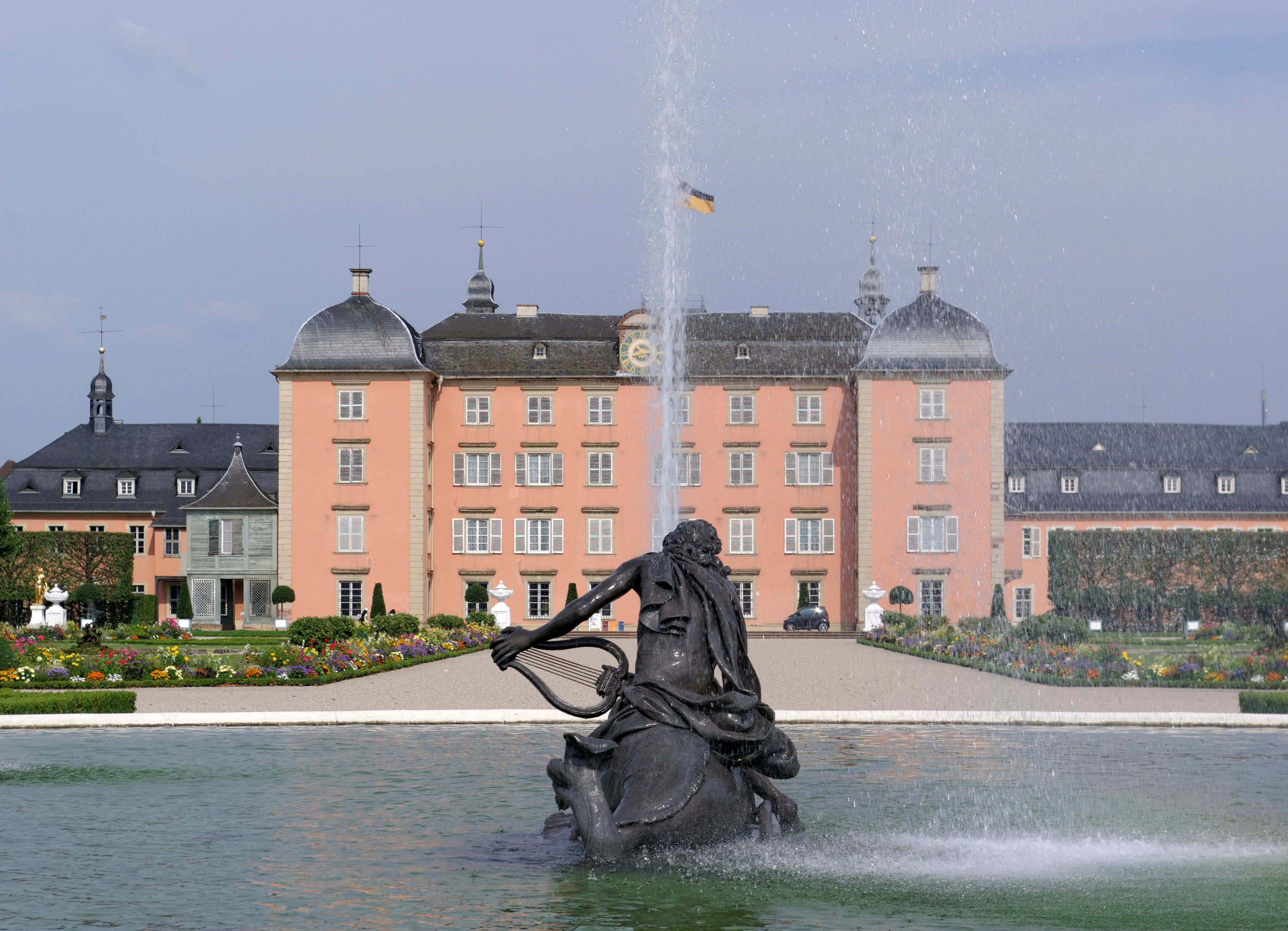
Schloss Schwetzingen
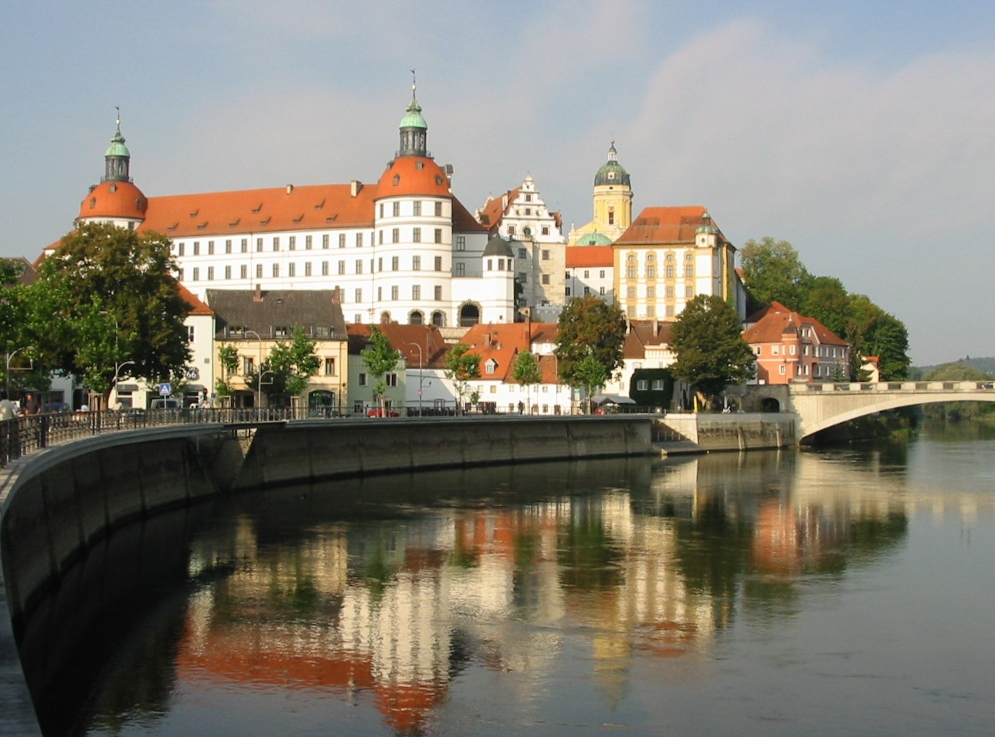
Schloss Neuburg an der Donau
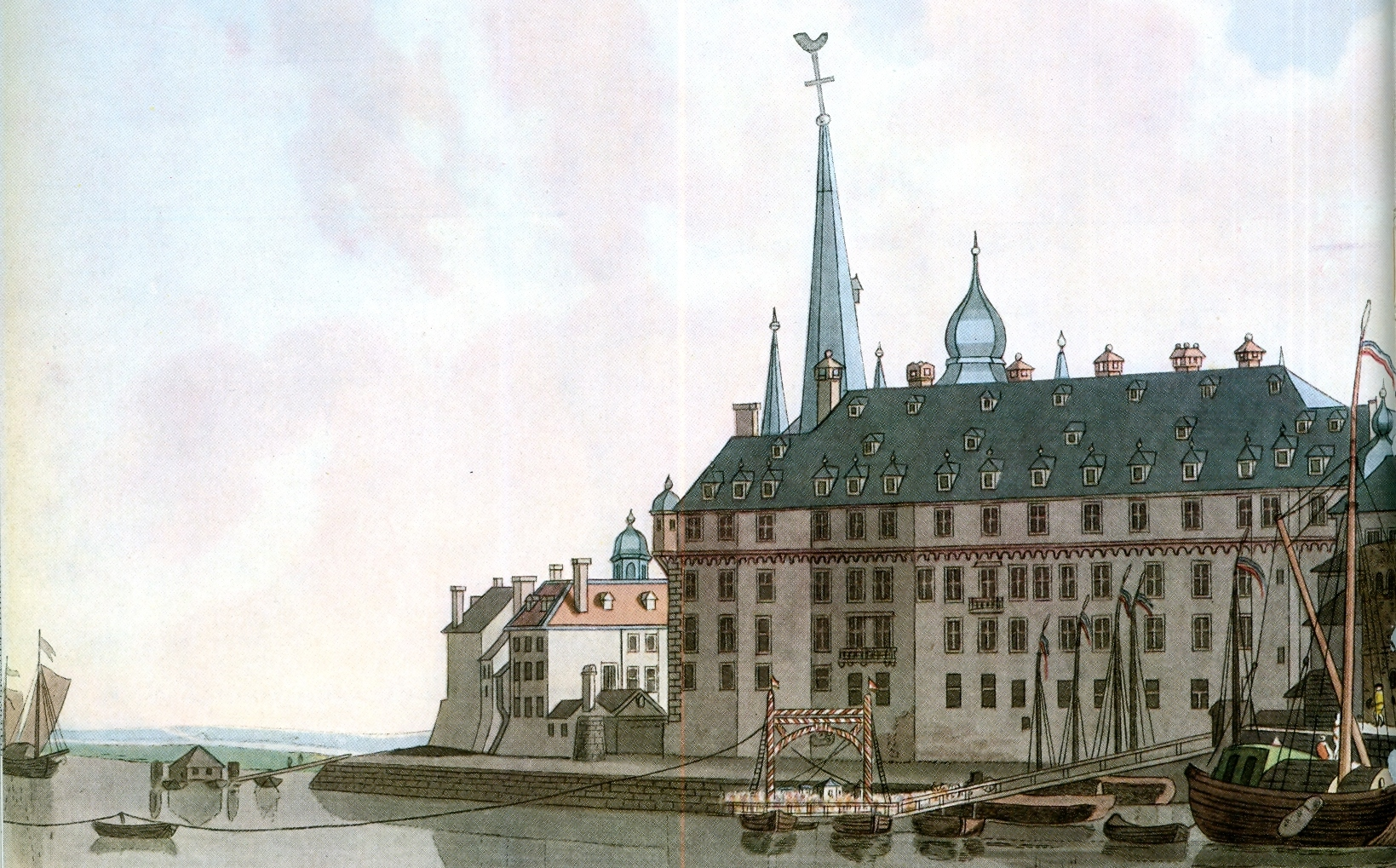
Düsseldorfer Schloss
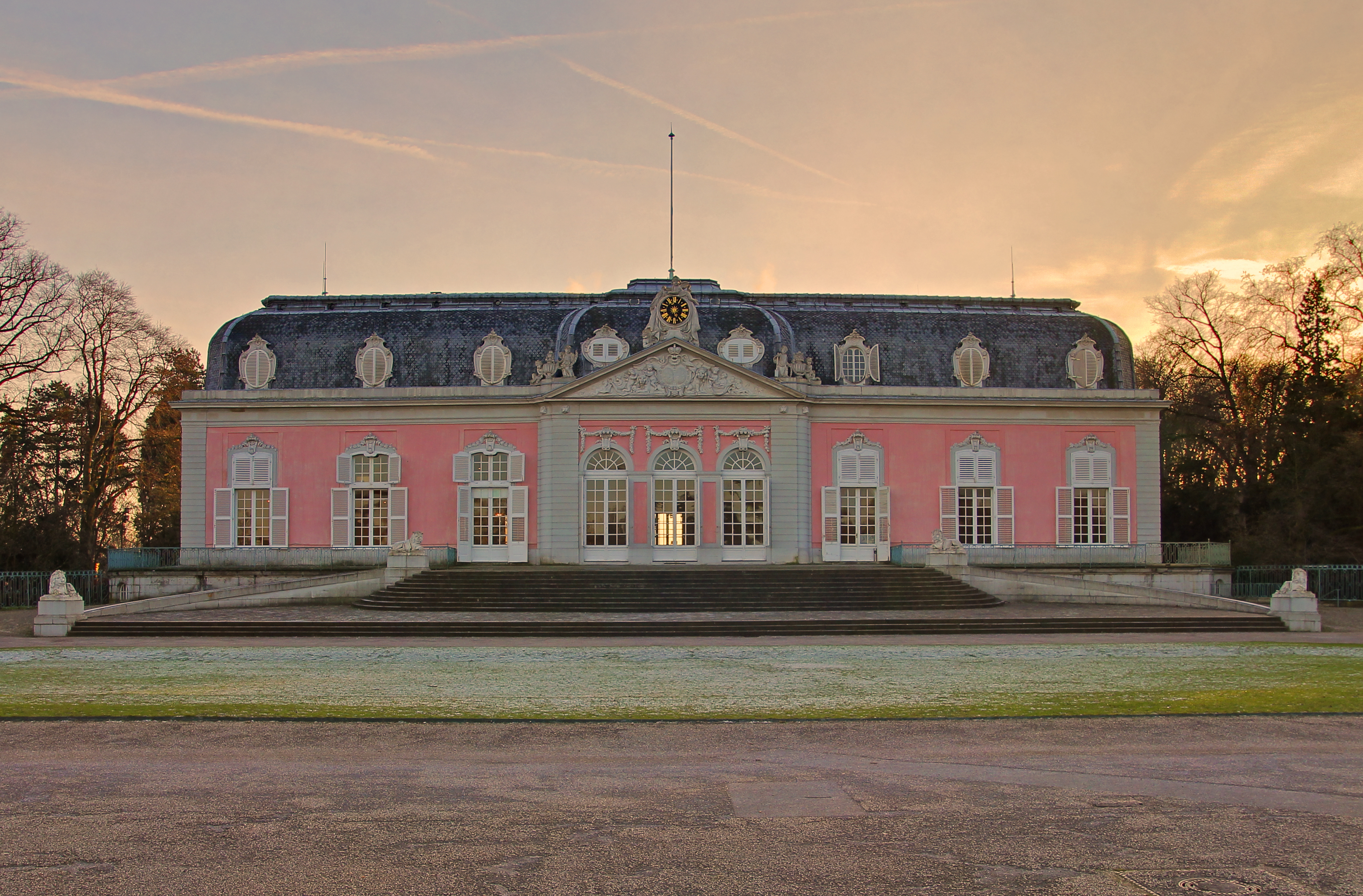
Schloss Benrath in Düsseldorf
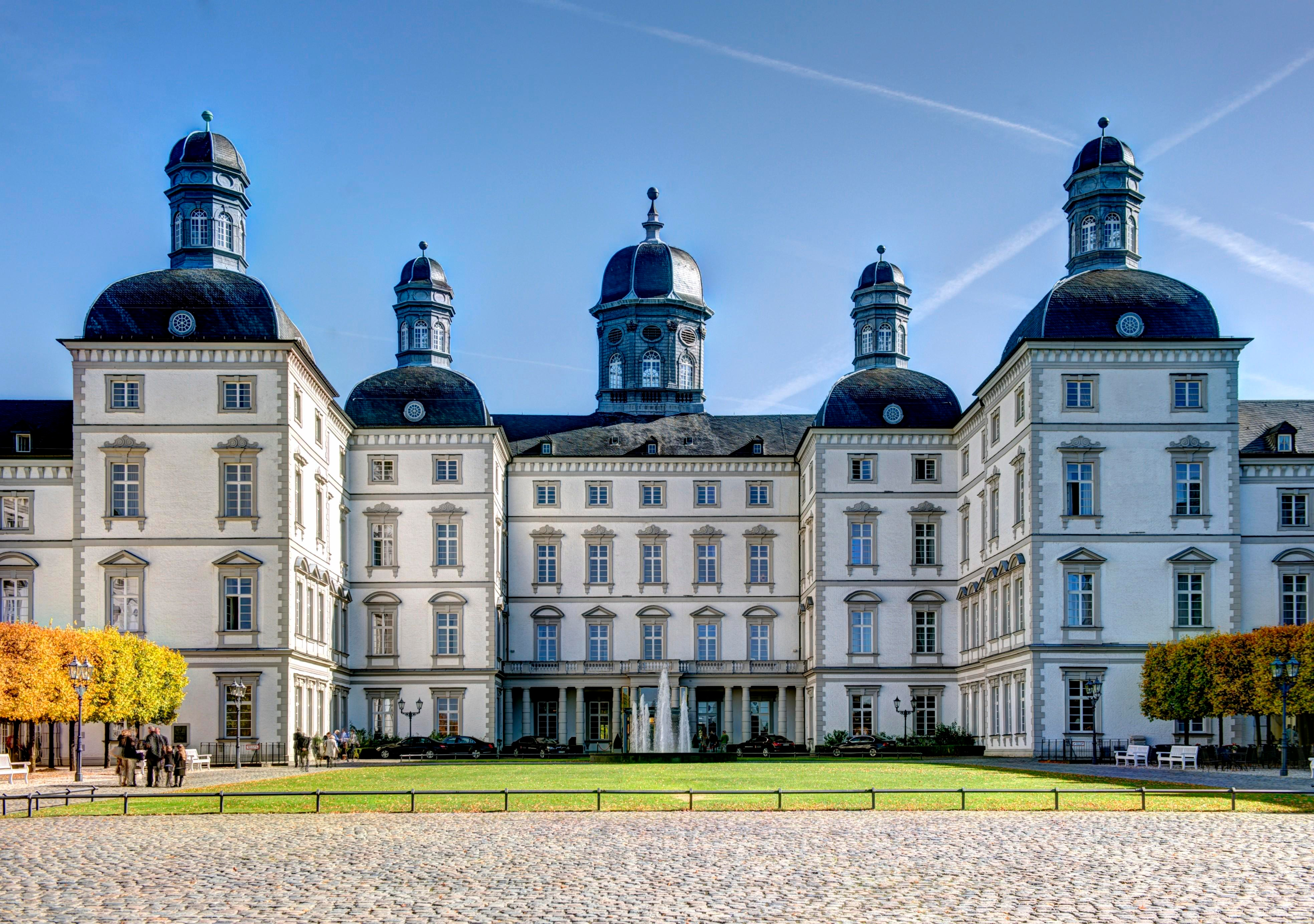
Schloss Bensberg
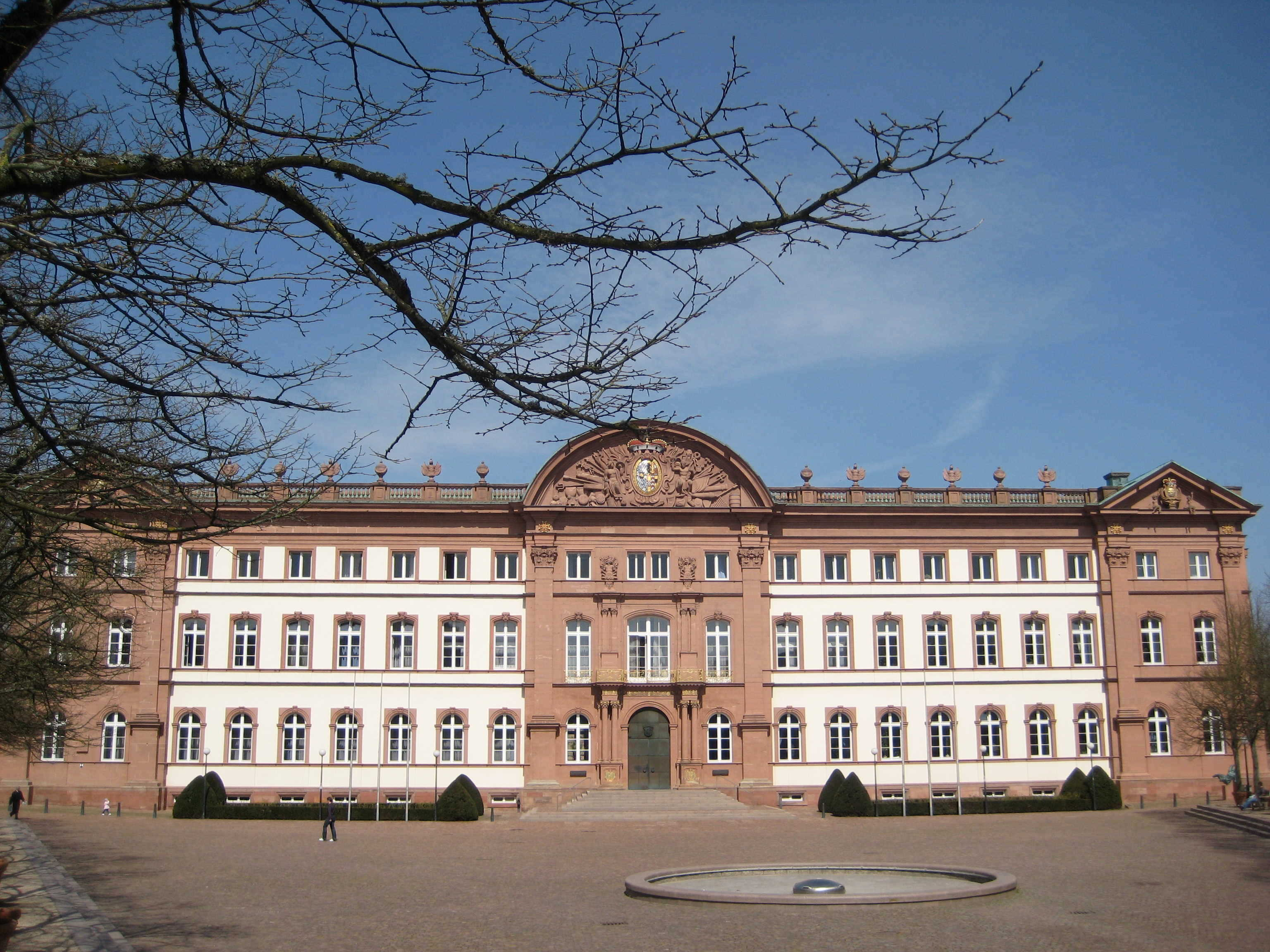
Schloss Zweibrücken
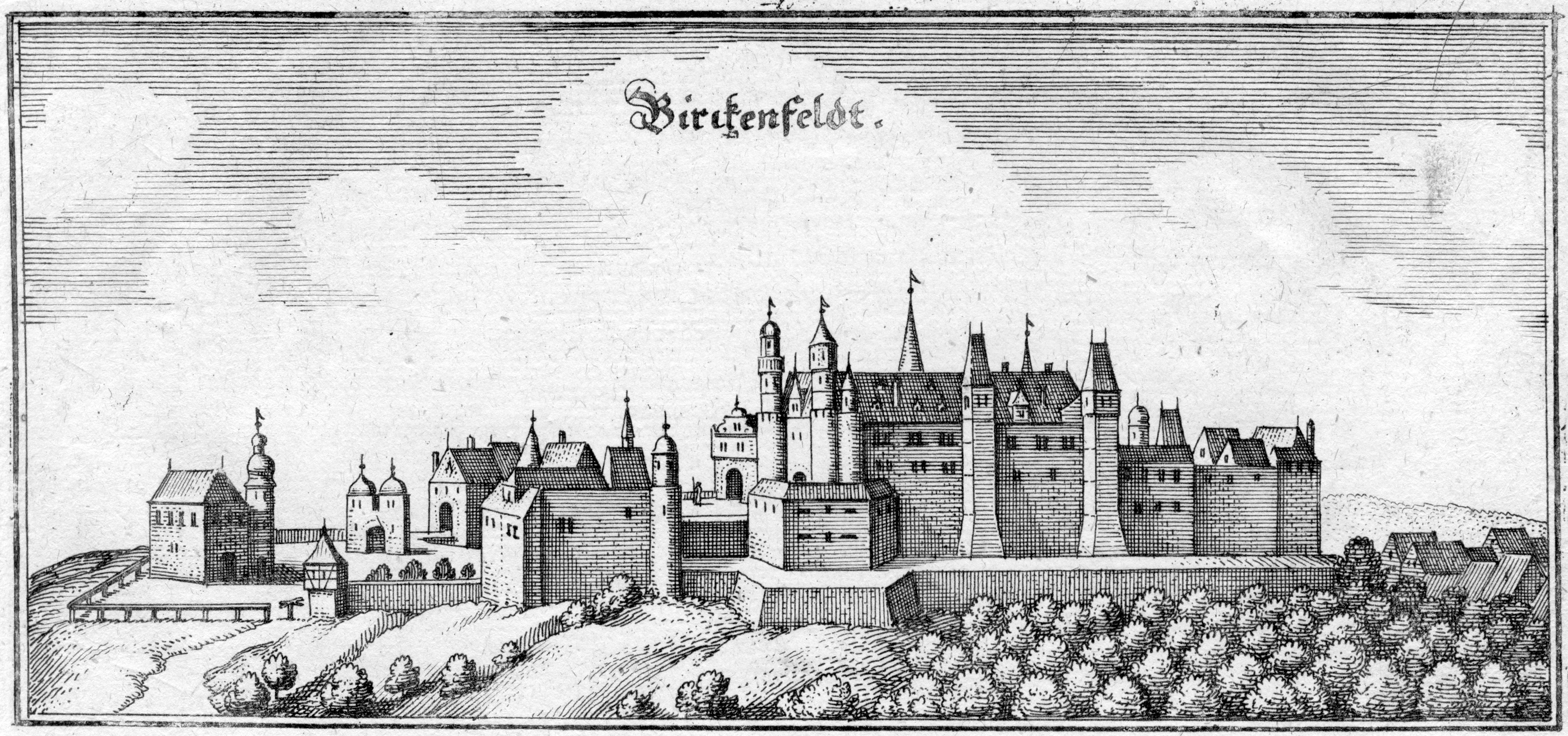
Schloss Birkenfeld 1645
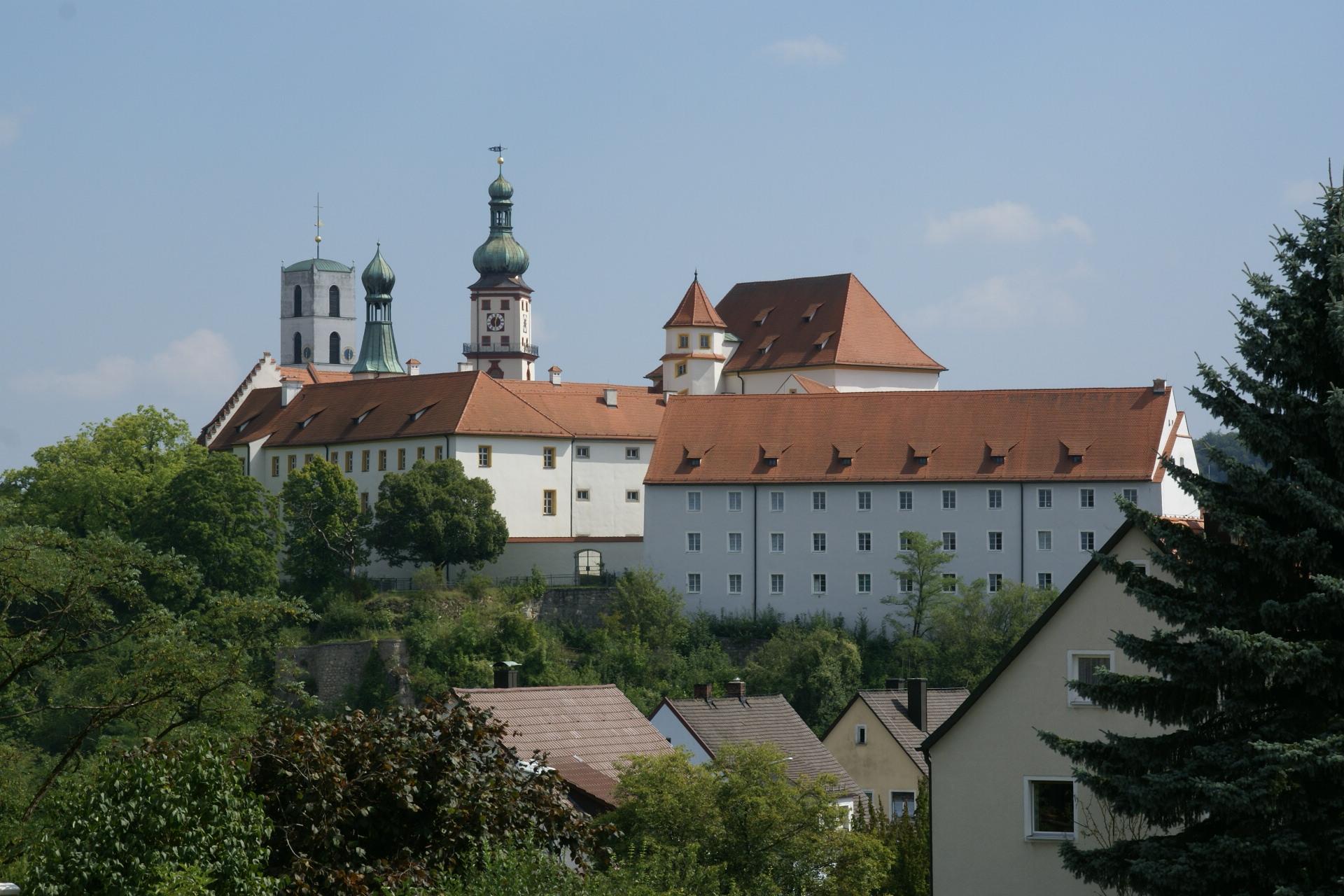
Burg Sulzbach
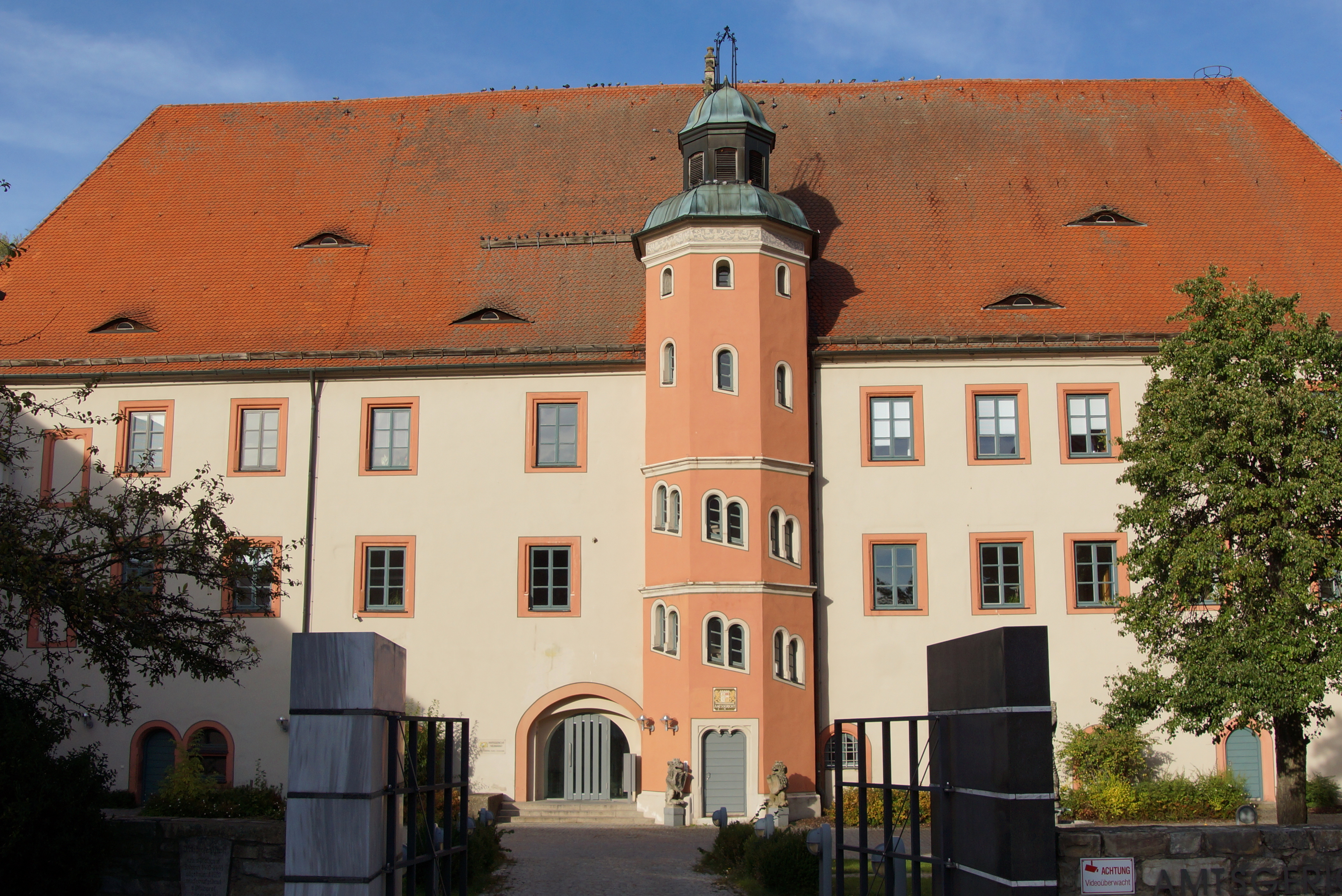
Pfalzgrafenschloss Neumarkt
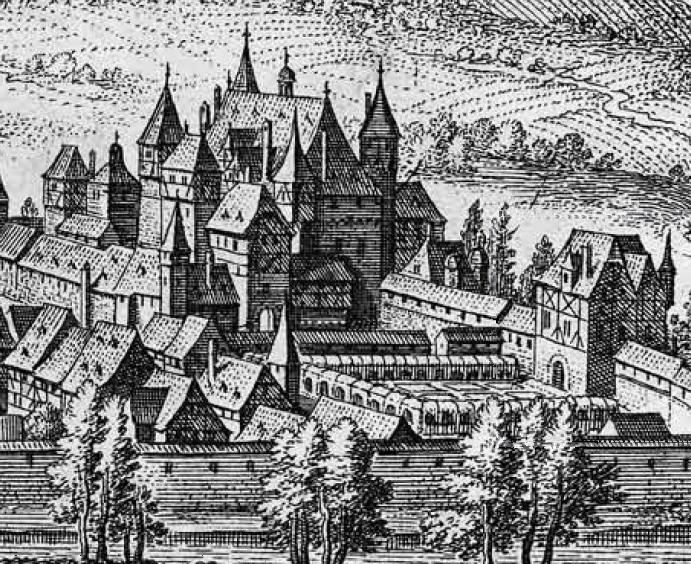
Schloss Simmern 1648

### Kurköln
Von 1597 bis 1794 war Bonn die Residenz des Kurfürstentums Köln, dessen Kurfürsten und Erzbischöfe von 1583 bis 1761 der bayerischen Linie des Hauses Wittelsbach entstammten.

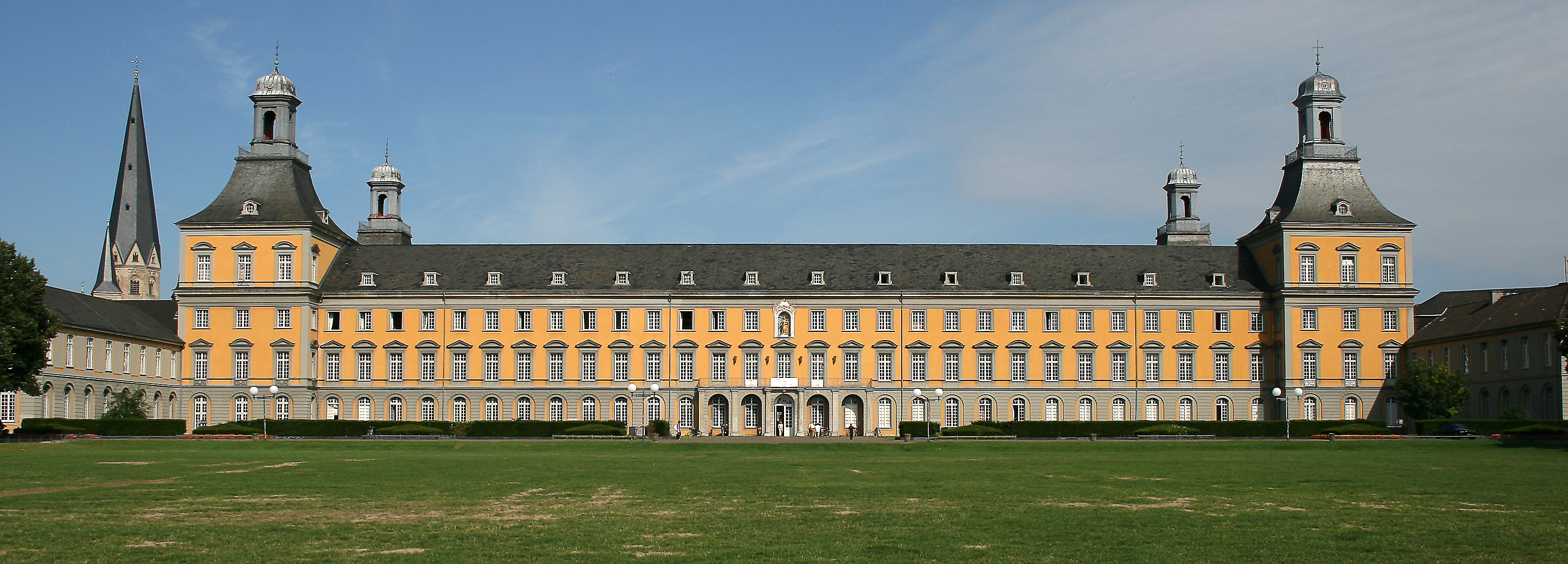
Kurfürstliches Schloss Bonn
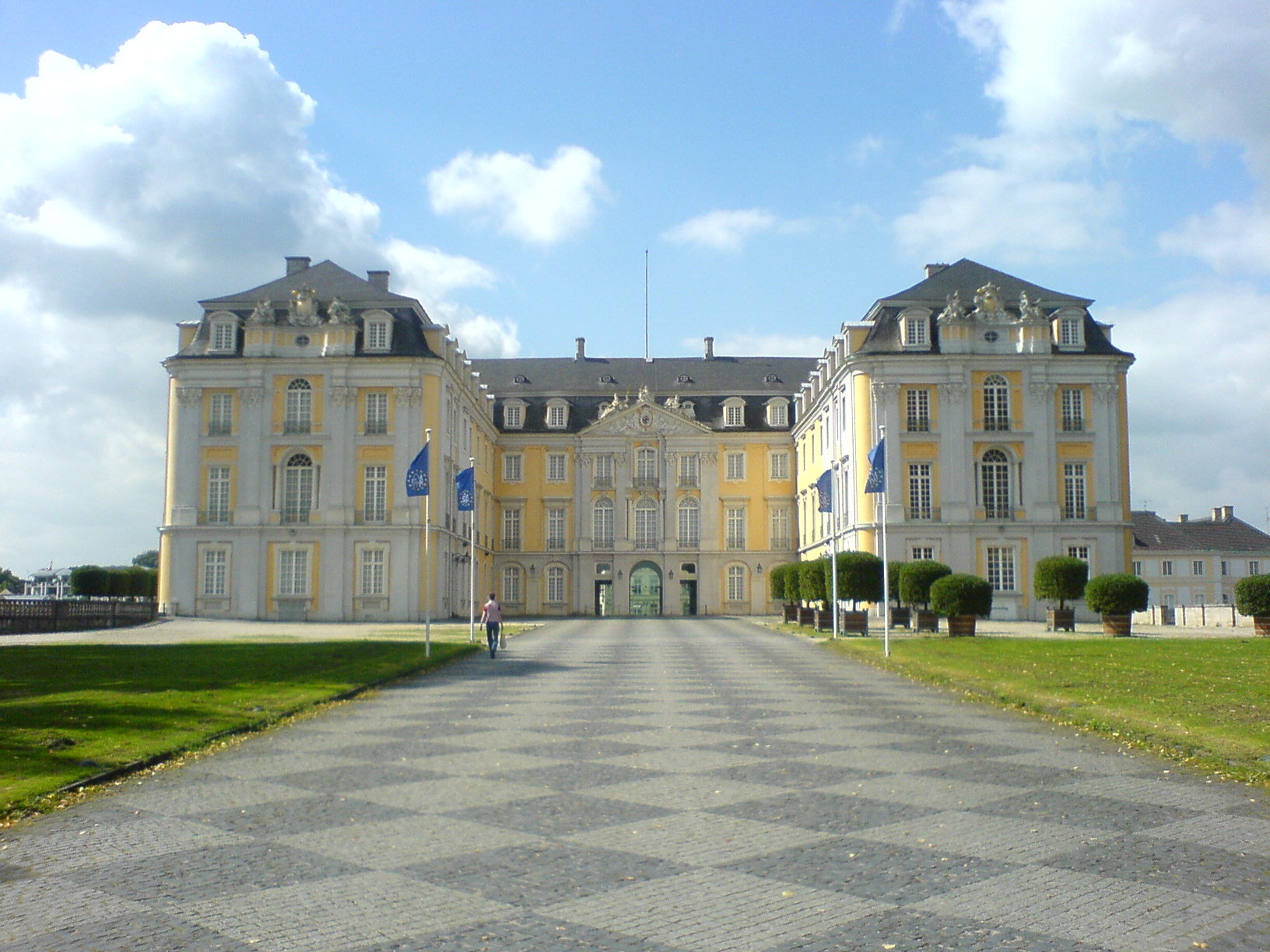
Schloss Augustusburg in Brühl

## Hausorden
Hausorden der Wittelsbacher sind:
- Hubertusorden, gestiftet 1444 im Herzogtum Berg, erneuert 1708
- Hausritterorden vom Heiligen Georg, gestiftet 1729
- Theresienorden, Damenorden, gestiftet 1827

Nicht mehr verliehen werden:
- Hausritterorden vom Heiligen Michael, gestiftet 1693, 1837 in den Verdienstorden vom Heiligen Michael umgewandelt, seit 1918 nicht mehr verliehen
- St. Elisabethenorden, Damenorden, gestiftet 1766, seit 1976 nicht mehr verliehen
- Orden vom Pfälzer Löwen, Verdienstorden, gestiftet 1768, seit 1808 nicht mehr verliehen

## Bestattungsorte
- Scheyern: Kloster Scheyern (Johanneskirche der ehemaligen Stammburg, heutige Chorkapelle, erste und älteste Wittelsbacher Grablege)
- Landshut: Kloster Seligenthal (Abteikirche von Seligenthal, Begräbnisstätte der Herzöge von Niederbayern und Bayern-Landshut, im Dreißigjährigen Krieg geplündert und verwüstet)
- Andechs: Kloster Andechs (auf dem Heiligen Berg Bayerns, heutiger Bestattungsort aller Wittelsbacher)
- München: Michaelskirche, Theatinerkirche, Abtei St. Bonifaz, Frauenkirche
- Altötting: Gnadenkapelle (Herzgrablege)
- Fürstenfeldbruck: Kloster Fürstenfeld
- Neustadt an der Weinstraße: Stiftskirche
- Darmstadt: Evangelische Stadtkirche (Fürstengruft)
- Düsseldorf: St. Andreas, Mausoleum des Hauses Pfalz-Neuburg, u. a. Prachtsarkophag Johann Wilhelms von der Pfalz
- Heidelberg: Heiliggeistkirche (ehemals 54 Grabmale und Särge von zwischen 1410 und 1685 bestatteten Kurfürsten der Pfalz und von Angehörigen der kurfürstlichen Familien); Karmeliterkirche Heidelberg (ehemals zehn Gräber, abgerissen, alle Wittelsbacher 1805 in die St. Michaelskirche München überführt); Jesuitenkirche Heidelberg, (Grabstätte von Kurfürst Friedrich I. von der Pfalz)
- Ingolstadt: Münster Zur Schönen Unserer Lieben Frau (Wittelsbacher Grablege)
- Mannheim: Schlosskirche, Gruftkapelle, (Sarkophag von Kurfürst Karl III. Philipp und Gattin)
- Meisenheim: Schlosskirche, Wittelsbacher-Grabkapelle, zahlreiche Gräber
- Zweibrücken: Alexanderskirche, zahlreiche Wittelsbacher-Gräber
- Tegernsee: Klosterkirche Tegernsee, Wittelsbachergruft, Grablege der Herzöge in Bayern
- Großheubach: Kloster Engelberg über dem Main, Gruftkapelle der Fürsten zu Löwenstein
- Simmern: Stephanskirche, Gräber der Linie Pfalz-Simmern